# Hänssler Verlag

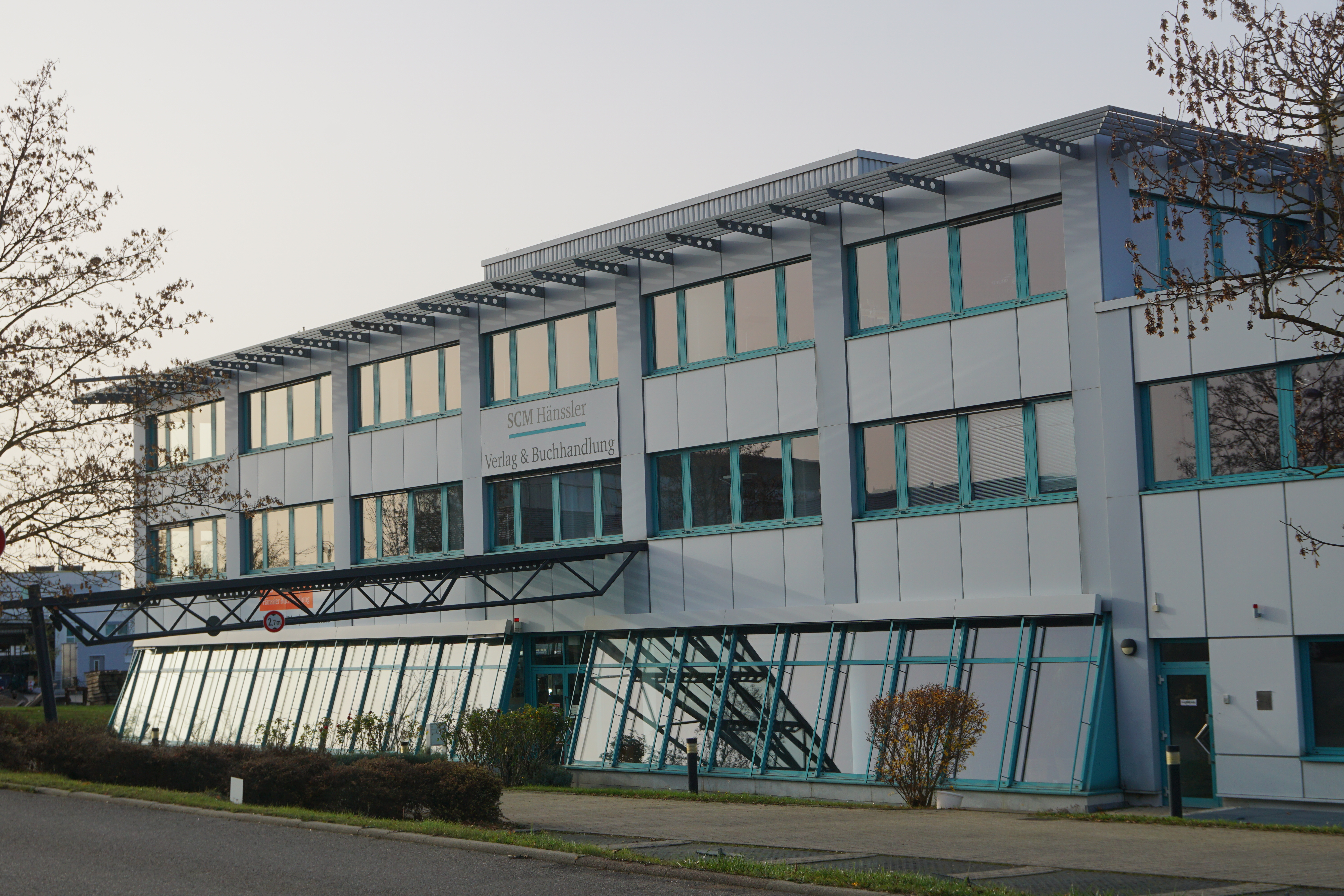
Hänssler-Verlagsgebäude in Holzgerlingen

Der Hänssler Verlag ist ein christlicher Verlag. Seit der Fusion 2007 mit anderen evangelikalen Verlagen zum SCM-Verlag der Stiftung Christliche Medien wird das Portfolio unter der Marke SCM Hänssler fortgesetzt. Das Musiklabel Hänssler Classic liegt seit 2015 wieder ganz in den Händen des damaligen Mitbegründers Günter Hänssler.

## Geschichte
Nach vergeblicher Suche nach einem Verlag, der nach dem Ersten Weltkrieg noch publizierte, um seine Vertonung des Gedichtes „Auf Adlers Flügeln getragen“ von Anni von Viebahn zu veröffentlichen, gründete Friedrich Hänssler am 1. April 1919 zusammen mit seiner Frau Friedericke in Stuttgart-Plieningen den Hänssler-Verlag. Neben eigenen Kompositionen veröffentlichte er Kirchenlieder weiterer Komponisten sowie klassische Musikwerke, unter anderem Werke des jüdischstämmigen Komponisten Felix Mendelssohn Bartholdy, weswegen der Verlag im NS-Deutschland 1933 öffentlich diffamiert und 1941 schließlich verboten wurde.
Nach dem Ende des Zweiten Weltkriegs erhielt Friedrich Hänssler am 10. Juni 1945 als zehnter deutscher Verlag von den Alliierten die Lizenz zur Wiederaufnahme seiner Arbeit. 1950 trat sein Sohn Friedrich in den Verlag ein und übernahm neun Jahre später dessen Leitung, die er bis 2002 innehatte. Als die Arbeit des Verlags wuchs, bezog er 1970 neue Räume in Neuhausen und 1999 an seinem heutigen Standort in Holzgerlingen. Der Verlag wurde in diesen Jahrzehnten zu einem der einflussreichsten christlichen Verlage Deutschlands ausgebaut. Nicht nur in den Printmedien, sondern auch mit seinen Musiklabel Hänssler Music und vor allem Hänssler Classic verschaffte sich der Verlag internationale Anerkennung. In Deutschland arbeitete der Hänssler-Verlag in den christlichen Verlagskooperationen Edition C und ABC Team mit.
Als der Verlag in wirtschaftliche Schieflage geriet und insolvent ging, wurde er im Mai 2002 in die Stiftung Christliche Medien integriert und 2007 mit dem R. Brockhaus Verlag, Oncken-Verlag und ERF-Verlag zum SCM-Verlag fusioniert. Der traditionsreiche Name blieb als Marke SCM Hänssler erhalten.

## Auswahl und Programm
Unter dem Label Hänssler Music erscheinen sowohl klassisch-traditionelle als auch moderne Pop-, Rock- und Lobpreisproduktionen christlicher Interpreten wie Manfred Siebald, Christoph Zehendner, Hella Heizmann, Attila Kalman, Florence Joy, Jugend-für-Christus-Chor und Studiochor des Musischen Bildungszentrums unter der Leitung von Klaus Heizmann, Albert Frey, Johannes Nitsch, Christussänger, Cae Gauntt und Gerhard Schnitter mit dessen Chören Time To Sing, ERF Studiochor und Solistenensemble.
An Printmedien werden jedes Jahr etwa 110 Neuerscheinungen veröffentlicht. Das Repertoire reicht von Bibelübersetzungen wie Neues Leben über Sachbücher, Biografien und Romane bis hin zu Kinderbüchern. Die Autoren des Verlags entstammen vornehmlich dem evangelikalen Spektrum, so etwa Hartmut Steeb, Peter Hahne, Hartmut Hühnerbein, Michael Herbst, Ulrich Parzany, Jörg Swoboda, Jürgen Werth oder Nicola Vollkommer. Daneben veröffentlichte Hänssler auch einzelne Bücher evangelischer Autoren wie Hans-Joachim Eckstein, Fritz Pawelzik und Bernhard Langer sowie katholischer Autoren wie Gerard van den Aardweg.
In Kooperation mit anderen Verlagen veröffentlichte Hänssler bereits mehrere Gesangbücher für die freikirchliche Gemeindepraxis wie Jesu Name nie verklinget in sechs Bänden, Singt mit uns!, Ich will dir danken!, Feiern & Loben sowie das Lobpreisliederbuch Feiert Jesus!. Während der Jugendchorbewegung der 1970er und 1980er versorgte der Verlag hunderte von Gesangsgruppen und Chören mit Liederbüchern wie Singt das Lied der Lieder in vier Bänden und Sag es allen in deiner Stadt mit dem damals völlig neuen geistlichen Liedgut.

## Diskografie
Unter dem Labelcode 07224 veröffentlicht SCM Hänssler seit 1975 seine Tonträgerproduktionen für zeitgemäße christliche Musik. Im Label Hänssler Classic (LC 06047) erscheinen teilweise preisgekrönte Einspielungen der Kunstmusik, unter anderem die welterste Gesamtaufnahme des heute erhaltenen musikalischen Werkes Johann Sebastian Bachs in der Edition Bachakademie.

### LP 99.100 ff / MC 96.000 ff / CD 99.300 ff
| Präfix | Präfix | Präfix | Präfix | Nr. | Postfix | Titel | Interpreten | Jahr     | Anmerkungen |
| LP | MC | CD | Load | Nr. | Load    | Titel | Interpreten | Jahr     | Anmerkungen |
| --- | --- | --- | --- | --- | ------- | --- | --- | -------- | --- |
| 99.1 | 96.0 | | | 01  |         | Wunder sind mir kein Problem | 1 Hella Heizmann 2Jugend-für-Christus-Chor unter der Leitung von Klaus Heizmann | 1975     | Kollaborationsalbum von Hella Heizmann und Jugend-für-Christus-Chor; CD erschienen 2011 unter Katalog-Nr. 97.193 |
| 99.1 | 96.0 | [1] Wunder sind mir kein Problem1; 2 • [2] Ich will singen, singen1 • [3] Wir suchten den Frieden2 • [4] Hoffnung (Der Halm, den der Wind)1 • [5] Jesus Christus starb für mich2 • [6] Wenn ich den Himmel sehe (Psalm 8)1; 2 • [7] Freu dich an der Sonne2 • [8] Manchmal ist mir nicht ganz klar1 • [9] Geboren werden, wachsen, spielen, lernen1; 2 • [10] Ich schleppte Dinge2 • [11] Herr, du erforschst und du kennst mich (Psalm 139)1 | | 01  |         | | 1 Hella Heizmann 2Jugend-für-Christus-Chor unter der Leitung von Klaus Heizmann | 1975     | Kollaborationsalbum von Hella Heizmann und Jugend-für-Christus-Chor; CD erschienen 2011 unter Katalog-Nr. 97.193 |
| 99.1 | 96.0 | | | 02  |         | Sagt es weiter | Christus-Sänger unter der Leitung von Reinhard Henkel | 1976     | |
| 99.1 | 96.0 | Gott hat uns so lieb • Abendmahl (Als es Abend war) • Jesus ist die Antwort • Du hast ein Recht darauf • Friede (Friede sei mit dir) [Version 1976] • Irgendeinen Platz • Er ist der Herr • Ich hörte Jesus • Ich vertraue dir • Halleluja (Halleluja, danket Gott und singt Halleluja) • Wir wolln uns gerne wagen • Das wird ein Staunen geben | | 02  |         | | Christus-Sänger unter der Leitung von Reinhard Henkel | 1976     | |
| | | | |     |         | | |          | |
| 99.1 | | | | 04  |         | Hoffnung | Jugend-für-Christus-Chor unter der Leitung von Dietrich Georg 1 Dorothee Koslow | 1976?    | |
| 99.1 | Das ist meine Welt • Durch die Straßen • Jesus hat es verheißen • Alles, was Odem hat • Der du Frieden schaffst • Hell strahlt die Sonne • Jesus, deine Hände • Gott spricht mit dir • Irgendwann hat alles angefangen • Bleibet in mir1 | | | 04  |         | | Jugend-für-Christus-Chor unter der Leitung von Dietrich Georg 1 Dorothee Koslow | 1976?    | |
| 99.1 | 96.0 | | | 05  |         | Das ist unsre Botschaft: Jesus lebt | Jugendchor Erndtebrück unter der Leitung von Hartmut Birkelbach | 197?     | |
| 99.1 | 96.0 | Lobt den Herren • Vater, ich danke dir • Oft erscheinen mir die Worte • Herr, manche Tage • Herr, was wird morgen sein? • Jesus Christus ist der Sieger • Hevenu schalom alechem • Er wird kommen • Fürchte dich nicht • Jesus ist da • Abendlied | | 05  |         | | Jugendchor Erndtebrück unter der Leitung von Hartmut Birkelbach | 197?     | |
| 99.1 | 96.0 | | | 06  |         | Der Weg Musical | Silvia Heidt (Sprecherin) 1 Susan Schülke 2 Hans-Günter Dobzinski 3 Evangeliums-Chor Stuttgart unter der Leitung von Karl Rau Westminster-Sinfonieorchester London unter der Leitung von Dick Anthony | 1977     | Musical von Dick Anthony; Originaltitel: One Way; Deutscher Text von Barbara Werner |
| 99.1 | 96.0 | [1] Der Weg • [2] Wir rufen auf zum Umweltschutz • [3] Das ist doch unglaublich • [4] Ich weiß, er mag mich • [5] Mein Herz ist voll Fragen • [6] Was nützt die steilste Karriere • [7] Du fragst immer was Wahrheit ist • [8] Ich komme zu dir • [9] In einer kalten und hektischen Welt2; 3 • [10] Gemeinsam durchs Leben • [11] Freude erfüllt nun mein Leben • [12] Der Weg | | 06  |         | | Silvia Heidt (Sprecherin) 1 Susan Schülke 2 Hans-Günter Dobzinski 3 Evangeliums-Chor Stuttgart unter der Leitung von Karl Rau Westminster-Sinfonieorchester London unter der Leitung von Dick Anthony | 1977     | Musical von Dick Anthony; Originaltitel: One Way; Deutscher Text von Barbara Werner |
| 99.1 | 96.0 | | | 07  |         | Let Us Reason | The Internationals Singers & Orchestra unter der Leitung von Jim Greer | 1978     | |
| 99.1 | 96.0 | O Thou God Of My Salvation • Come Let Us Reason • Hallelujah! Praise! Selah! • All That Thrills My Soul Is Jesus • Jesus Christ The Crucified • Like A Lamb • Marching In The Light • That’s For Me • Wings Of Prayer • Nearer, Still Nearer | | 07  |         | | The Internationals Singers & Orchestra unter der Leitung von Jim Greer | 1978     | |
| 99.1 | 96.0 | | | 08  |         | Wir sind so froh, dass Jesus uns liebt | Gitarrenchor Zollern-Alb unter der Leitung von Wilfried Sauter | 1977 (?) | Ersterscheinung im Verlag der Liebenzeller Mission unter LP-Nr. 4002; MC-Nr. 25502 |
| 99.1 | 96.0 | | | 09  |         | Der junge Sound | 1 Jugend-für-Christus-Chor unter der Leitung von Dietrich Georg 2 Manfred Siebald 3 Tranquility 4 Hella Heizmann 5 Oasis 6 Jugendchor Erndtebrück unter der Leitung von Hartmut Birkelbach 7 Christus-Sänger 8 Reinhold Leimbeck 9 Elke Hucks 10Änni & Otto Bischoff 11 Dorothee Koslow 12 Werner Stubenrauch 13 Die Brückenbauer unter der Leitung von Klaus Heizmann 14 Hartmut Birkelbach | 1978     | Album beinhaltet teilweise Musiktitel in Zweitverwertung aus vorangegangenen Veröffentlichungen |
| 99.1 | 96.0 | [1] Halleluja, seine Freude füllt mein Lied1; 11; 12 • [2] Herr2 (mit 7) • [3] It’s Only Me Lord3 • [4] Wer macht frei?4; 13 • [5] Happy Road5 • [6] Dir gilt Gottes Angebot14; 6 • [7] Gott lädt uns ein7 • [8] Wie sag ich dir Dank?8; 13 • [9] Hallelujah! Praise! Selah! [aus LP-Nr. 99.107] • [4] Herr, du bist so unendlich groß9 • [5] Und wieder geht ein Tag vorbei10; 13 | | 09  |         | | 1 Jugend-für-Christus-Chor unter der Leitung von Dietrich Georg 2 Manfred Siebald 3 Tranquility 4 Hella Heizmann 5 Oasis 6 Jugendchor Erndtebrück unter der Leitung von Hartmut Birkelbach 7 Christus-Sänger 8 Reinhold Leimbeck 9 Elke Hucks 10Änni & Otto Bischoff 11 Dorothee Koslow 12 Werner Stubenrauch 13 Die Brückenbauer unter der Leitung von Klaus Heizmann 14 Hartmut Birkelbach | 1978     | Album beinhaltet teilweise Musiktitel in Zweitverwertung aus vorangegangenen Veröffentlichungen |
| 99.1 | 96.0 | | | 10  |         | Happy Am I | The Internationals Singers & Orchestra unter der Leitung von Jim Greer | 1978     | |
| 99.1 | 96.0 | [1] Happy Am I • [2] Redeemed • [3] Amazing Grace • [4] I Saw The Light • [5] He’s There Waiting • [6] Travelin’ • [7] The New 23rd (The New Twenty-Third) • [8] He Died For Us • [9] God Proved His Love • [10] Good News • [11] It Won’t Be Long • [12] This Little Light Of Mine • [13] Hold My Hand • [14] I Love To Tell The Story • [15] My Tribute • [16] Swing Low • [17] Joshua | | 10  |         | | The Internationals Singers & Orchestra unter der Leitung von Jim Greer | 1978     | |
| | | | |     |         | | |          | |
| 99.1 | 96.0 | | | 12  |         | Halleluja mit Händen und Füßen Kinderpsalmen von und mit Hella Heizmann und ihrer Rasselbande* | Hella Heizmann und ihre Rasselbande** | 1983     | CD-Veröffentlichung 2007 in der Reihe Die großen Kinderklassiker unter Nr. 97.042; * Untertitel bei Erstveröffentlichung: „Kinderpsalmen von und mit Hella Heizmann und ihrem Kinderchor; mit Texten von Johannes Jourdan, Bearbeitungen: Hans Werner Scharnowski“; Bezeichnung bei Erstveröffentlichung: „Hella Heizmann und ihr Kinderchor“ |
| 99.1 | 96.0 | [1] Psalmen sind Lieder • [2] Alles jubelt, alles singt (Psalm 96) • [3] Die Sonne und der Regen (Psalm 65) • [4] Regenwürmerlied (Psalm 22) • [5] Advent (Jetzt ist es wieder höchste Zeit) (Macht die Tore weit) (Psalm 24) • [6] Was hat Gott in meinen Mund gelegt (Rätsel) • [7] Der Friede soll leben (Psalm 72) • [8] Da liegen sie im grünen Gras (Psalm 29) • [9] Psalm 23 • [10] H-a-l-l-e-l-u-j-a-Lied (Psalm 149) • [11] Ich will auf meine Pauke hauen (Halleluja mit Händen und Füßen) (Psalm 4) • [12] Abendlied (Psalm 4) | | 12  |         | | Hella Heizmann und ihre Rasselbande** | 1983     | CD-Veröffentlichung 2007 in der Reihe Die großen Kinderklassiker unter Nr. 97.042; * Untertitel bei Erstveröffentlichung: „Kinderpsalmen von und mit Hella Heizmann und ihrem Kinderchor; mit Texten von Johannes Jourdan, Bearbeitungen: Hans Werner Scharnowski“; Bezeichnung bei Erstveröffentlichung: „Hella Heizmann und ihr Kinderchor“ |
| 99.1 | 96.0 | | | 13  |         | Freiheit | Jugend-für-Christus-Chor unter der Leitung von Dietrich Georg 1 Dorothee Koslow 2 Sabine Hoffmann 3 Werner Stubenrauch 4 Dietrich Georg | 1978     | |
| 99.1 | 96.0 | [1] Fragst du uns • [2] Freiheit (Wir wollen frei sein) • [3] Ich hörte Jesus, wie er sprach • [4] Was wichtig ist • [5] Mein ganzes Leben • [6] Alle dürfen Vater zu Gott sagen • [7] Gott ist pro (Die Hetze unserer Zeit) • [8] Vor mir und in mir (In mir löst sich der Krampf) • [9] An jedem Tag • [10] Halt mich fest • [11] Den Frieden für euch / Stille Zeit (Weit weg von Lärm und Hast) | | 13  |         | | Jugend-für-Christus-Chor unter der Leitung von Dietrich Georg 1 Dorothee Koslow 2 Sabine Hoffmann 3 Werner Stubenrauch 4 Dietrich Georg | 1978     | |
| 99.1 | 96.0 | | | 14  |         | ... denn sie sollen getröstet werden! | Euro-Chor unter der Leitung von Klaus Heizmann 1 Hella Heizmann 2 Hanni Rafflenbeul 3 Ulrich Brück 4 Hans-Günter Dobzinski* | 1978     | * Namensschreibung bei Erstveröffentlichung: „Hans-Günter Dobrzinski“ |
| 99.1 | 96.0 | [1] Selig sind, die reinen Herzens sind4 • [2] Gott will uns doch helfen1 • [3] Aus meinen Banden, Kummer und Leid • [4] Wenn Friede mit Gott (Euro-Orchester) • [5] Wer kann je beschreiben mit menschlichem Wort1; 4 • [6] Welch ein Freund ist unser Jesus • [7] Lass mich bleiben bei dir, Herr Jesus4 • [8] Singt unserm Herren, alle Welt • [9] Unser Vater (Hans-Günter Dobzinski) • [10] Für mich persönlich ging er ans Kreuz2; 3 • [11] Wer kann Menschen besser helfen • [12] Ich komme zu dir / Herr, du weißt / Herr, ich brauche deine Kraft (Hella Heizmann) • [13] Herr, bleib bei mir (Hans-Günter Dobzinski) | | 14  |         | | Euro-Chor unter der Leitung von Klaus Heizmann 1 Hella Heizmann 2 Hanni Rafflenbeul 3 Ulrich Brück 4 Hans-Günter Dobzinski* | 1978     | * Namensschreibung bei Erstveröffentlichung: „Hans-Günter Dobrzinski“ |
| 99.1 | 96.0 | | | 15  |         | Wer von der Liebe singt… | Hella Heizmann 1 Die Brückenbauer unter der Leitung von Klaus Heizmann | 1978     | CD-Veröffentlichung 2011 unter CD-Nr. 97.192; Fortsetzung des Albumtitels auf der Coverrückseite: „… der kann vom Kreuz nicht schweigen!“ |
| 99.1 | 96.0 | Wer von der Liebe singt • Auch ich gehöre zu denen • Wer glaubt, bleibt • Herr, was wird morgen sein? • Du bist so schick • Halleluja! Singt mit, stimmt ein (Halleluja, singt Halleluja)1 • Morgenlied (Auch dieser Tag, Herr) • Friede (Friede sei mit dir) • Du genügst • Fürchte dich nicht • Es kommt der Tag • Ist schon alles gesagt? | | 15  |         | | Hella Heizmann 1 Die Brückenbauer unter der Leitung von Klaus Heizmann | 1978     | CD-Veröffentlichung 2011 unter CD-Nr. 97.192; Fortsetzung des Albumtitels auf der Coverrückseite: „… der kann vom Kreuz nicht schweigen!“ |
| 99.1 | 96.0 | | | 16  |         | Freude ohne Ende | Parschauer Trio | 19??     | |
| 99.1 | 96.0 | An jenem Tag • Wahre Liebe • Hier ist ein Mann • Zu jenen Bergen • Wo ist ein Gott, Herr, so wie du? • Als Familie sind wir eins • Dieser Fremde • … endet nie! • Er war verachtet • Der Töpfer • Du bist treu • Der Herr mein Hirte | | 16  |         | | Parschauer Trio | 19??     | |
| 99.1 | 96.0 | | | 17  |         | Wenn Friede mit Gott meine Seele durchdringt Große Orchester spielen bekannte Evangeliumslieder | 1 Vernon McLellan (Violine) & Bob Sisco Orchestra 2 Rick Powell Orchestra 3 Otis Skillings Orchestra | 1977     | |
| 99.1 | 96.0 | [1] Es erglänzt uns von ferne ein Land2 • [2] O Gnade Gottes wunderbar (Amazing Grace)1 • [3] Welch ein Freund ist unser Jesus2 • [4] Ja, Jesus liebt mich2 • [5] Du großer Gott, wenn ich die Welt betrachte1 • [6] Kum Ba Ya, My Lord (Come By Here) / Gott ist so gut / Er ist Herr • [7] Wenn Friede mit Gott3 • [8] Auf Golgatha, am Kreuzesstamm1 • Wer kann Menschen besser helfen?3 • Dort auf Golgatha stand (Das alt raue Kreuz)2 • Ich geh in den Garten1 • Seliges Wissen, Jesus ist mein2 | | 17  |         | | 1 Vernon McLellan (Violine) & Bob Sisco Orchestra 2 Rick Powell Orchestra 3 Otis Skillings Orchestra | 1977     | |
| 99.1 | 96.0 | | | 18  |         | Gordon Schultz spielt Evangeliumsmusik | Gordon Schultz (Klavier) | 1977     | |
| 99.1 | 96.0 | Großer Gott, wir loben dich • Jesus ist kommen • Schönster Herr Jesu • Unser Heiland ist erstanden • In finstrer Gruft er lag • O komm, du Geist der Wahrheit • Nun danket alle Gott • Du großer Gott, wenn ich die Welt • Wie ein Strom von oben • Stern, auf den ich schaue • Der Herr, mein Hirte • O Gnade Gottes, wunderbar • Dank sei dir, Herr • Go Tell It On The Mountain | | 18  |         | | Gordon Schultz (Klavier) | 1977     | |
| 99.1 | 96.0 | | | 19  |         | Mein Leben aus neuer Sicht | Reinhold Leimbeck | 19??     | |
| 99.1 | 96.0 | Als ich es einsah • Wie kann ich sie begreifen • Wo wir auch stehn • Wenn du mich fragst, so viel hat einer getan • Ich möchte zurück in die Stille • Ich danke dir, Herr • Vor lauter Freude sing ich • Jeden Tag an seiner Seite • Hast du schon einmal darüber nachgedacht • Du, Herr Jesus • Jesus war ohne Fehl • Wie sag ich dir Dank | | 19  |         | | Reinhold Leimbeck | 19??     | |
| 99.1 | 96.0 | | | 20  |         | Gib mir Kraft für diesen Tag 6 Kurzansprachen von Paul Deitenbeck und Lieder des Euro-Chores unter der Leitung von Klaus Heizmann | Paul Deitenbeck (Autor und Sprecher) | 1977     | Gesprochenes Musikkonzept beinhaltet Musiktitel in Zweitverwertung aus vorangegangenen Veröffentlichungen; * Originalwortlaut: „Sechs Kurzansprachen; Lieder des Euro-Chores und seiner Solisten Hella Heizmann und Hans-Günter Dobrzinski unter der Leitung von Klaus Heizmann“                                                              |
| 99.1 | 96.0 | 6 Kurzansprachen von Paul Deitenbeck Musiktitel: Gib mir Kraft für diesen Tag [*?] • Welch ein Freund ist unser Jesus [aus LP-Nr.99.114] • Schönster Herr Jesu [Instrumental-Remix des Musiktitels von LP-Nr. 92.116] • Gib mir Kraft für diesen Tag [Instrumental-Remix] • Wer kann je beschreiben mit menschlichem Wort [aus LP-Nr.99.114] • Wer kann Menschen besser helfen [aus LP-Nr.99.114] • Aus meinen Banden, Kummer und Leid [aus LP-Nr.99.114] • Selig sind, die reinen Herzens sind [aus LP-Nr.99.114] | | 20  |         | | Paul Deitenbeck (Autor und Sprecher) | 1977     | Gesprochenes Musikkonzept beinhaltet Musiktitel in Zweitverwertung aus vorangegangenen Veröffentlichungen; * Originalwortlaut: „Sechs Kurzansprachen; Lieder des Euro-Chores und seiner Solisten Hella Heizmann und Hans-Günter Dobrzinski unter der Leitung von Klaus Heizmann“                                                              |
| | | | |     |         | | |          | |
| 99.1 | | | | 22  |         | His Eye Is On The Sparrow | Ethel Waters Paul-Mickelson-Chor; Orchester Paul Mickelson | 19??     | |
| 99.1 | His Eye Is On The Sparrow • Gospel-Potpourri: He’s My Rock, My Sword, My Shield / Jesus Is Mine • Deep river • In His Care • Just A Closer Walk With Thee • I Just Can’t Stay Here By Myself • Mammy • Nobody Knows The Trouble I See • Joy To My Soul • Stand By Me • When The Trumpet Sounds • Crucifixion • I Do, Don’t You / Partners With God | | | 22  |         | | Ethel Waters Paul-Mickelson-Chor; Orchester Paul Mickelson | 19??     | |
| 99.1 | 96.0 | | | 23  |         | Mein Geist wird euch leiten Oratorium über die Kraft und das Wirken des Heiligen Geistes Text: Johannes Jourdan • Musikalische Bearbeitung: Tom Keene | Klaus Heizmann (Konzeptleitung) Johannes Jourdan (Sprecher) 1 Wolfgang Blissenbach – Bariton 2 Euro-Chor Euro-Orchester unter der Leitung von Klaus Heizmann | 1978     | |
| 99.1 | 96.0 | [1] Vorspiel / Heiliger Geist, erfülle mich2 • [2] Heiliger Geist, ich verlange nach dir1; 2 • [3] Ich kam zu dir1; 2 / Prüf mich, mein Gott2 • [4] Unerschöpflich strömt die Quelle2 • [5] Der Reinheit Strom2 • [6] Dass du sein Kind bist1; 2 • [7] Heute will der Herr das Herz bis oben füllen2 • [8] Das ist der Wunsch, der mich erfüllt2 / Mach mich dir ähnlich2 • [9] Gott liebt mich grenzenlos2 • [10] Gott gibt euch Vollmacht2 | | 23  |         | | Klaus Heizmann (Konzeptleitung) Johannes Jourdan (Sprecher) 1 Wolfgang Blissenbach – Bariton 2 Euro-Chor Euro-Orchester unter der Leitung von Klaus Heizmann | 1978     | |
| 99.1 | 96.0 | | | 24  |         | I’ve Got The Joy | The Internationals Singers & Orchestra unter der Leitung von Jim Greer | 19??     | |
| 99.1 | 96.0 | I’ve Got The Joy • The Mighty Power Of His Word • We’ll Understand It Better • Try Bein' Born Again • How great Thou Art • Teach Me Lord To Wait • Do Lord • Surely Goodness And Mercy • I’ll Fly Away • A Mighty Fortress | | 24  |         | | The Internationals Singers & Orchestra unter der Leitung von Jim Greer | 19??     | |
| 99.1 | 96.0 | | | 25  |         | Die Brückenbauer | Die Brückenbauer unter der Leitung von Klaus Heizmann 1 Klaus Hägele | 1981     | |
| 99.1 | 96.0 | Brückenbauer-Intro • Gottes Liebe gilt allen1 • Unser Leben will von der Liebe bestimmt sein • Man hört viele Menschen sagen • Schenke uns Augen • Jona1 • Lasst uns singen • Life In Jesus • Das Rennen • Frag erst Jesus1 • Gottes Welt • Bleib in der Welt • Brückenbauer-Extro | | 25  |         | | Die Brückenbauer unter der Leitung von Klaus Heizmann 1 Klaus Hägele | 1981     | |
| 99.1 | 96.0 | | | 26  |         | Weitergehen | Jugendchor Erndtebrück unter der Leitung von Hartmut Birkelbach | 1979     | |
| 99.1 | 96.0 | [1] Jesus Christus, gestern und heute • [2] Gottes „Ja“ ist unsre Botschaft • [3] Du hast den Schritt gewagt • [4] Wenn du zu uns sprichst • [5] Suchet mich, so werdet ihr leben • [6] Wenn unsrer Glaube nicht mehr als ein Standpunkt ist • [7] Wie vor fast 2000 Jahren • [8] Die Liebe baut das Haus der Hoffnung • [9] In den Tiefen • [10] Dass ich zu dir kommen darf • [11] Das wird ein Staunen geben | | 26  |         | | Jugendchor Erndtebrück unter der Leitung von Hartmut Birkelbach | 1979     | |
| 99.1 | 96.0 | | | 27  |         | Ursprünglich | Jugend-für-Christus-Chor unter der Leitung von Dietrich Georg | 19??     | |
| 99.1 | 96.0 | Kommt und singt mit uns • Irgendwann • Mit dir pack ichs an • Warum ist das Leben so kompliziert • Der Baum • Jesus Christus • Nichts gehört und nichts gesehn • Wenn jemand Gott den Rücken kehrt • So ernst – so sehr • Leben aus Glauben • Gottes Wirklichkeit | | 27  |         | | Jugend-für-Christus-Chor unter der Leitung von Dietrich Georg | 19??     | |
| | | | |     |         | | |          | |
| 99.1 | 96.0 | | | 29  |         | Gott ist mein Lied Geistliche Lieder und Arien | Hans-Günter Dobzinski | 1980     | |
| 99.1 | 96.0 | [1] Erquicktes Herz, sei voller Freuden • [2] Ich will den Herren loben allezeit • [3] Jesus, unser Trost und Leben • [4] Jesu, meines Glaubens Zier • [5] Jesus ist das schönste Licht • [6] Greifet zu, fasst das Heil • [7] Bitten • [8] Die Liebe des Nächsten • [9] Vom Tode • [10] Die Ehre Gottes aus der Natur • [11] Gottes Macht und Vorsehung • [12] Bußlied • [13] Wende dich zu mir • [14] Herr, o mein Gott, lass ein neues Lied • [15] O Herre Gott, nimm du von mir • [16] Lass dich nur nichts nicht dauern • [17] O Jesu Christ, wir warten dein • [18] Über Nacht, über Nacht kommt still das Leid • [19] Herr, schicke was du willt | | 29  |         | | Hans-Günter Dobzinski | 1980     | |
| 99.1 | 96.0 | | | 30  |         | Singenderweise | Hella Heizmann | 1981     | CD-Veröffentlichung 2010 unter CD-Nr. 97.180; Albumtitel zuerst teilweise auch als „Hella Heizmann singenderweise“ geführt |
| 99.1 | 96.0 | Wäre mein Singen ein Echo der Freude • Kommt, ihr Hungrigen, alle zu mir • Liebe und Leben • Wirst du mich auch dann noch hören • Wegwerfsachen • Reicht euch die Hände • Davids Singen steckt mich an • Es war ein unbedachtes Wort • Flieg nur fort, kleiner Kummer • Bäume schreien nicht • Sowohl als auch • Friede mit euch | | 30  |         | | Hella Heizmann | 1981     | CD-Veröffentlichung 2010 unter CD-Nr. 97.180; Albumtitel zuerst teilweise auch als „Hella Heizmann singenderweise“ geführt |
| 99.1 | 96.0 | | | 31  |         | Führe du mich | Hildor Janz 1 Euro-Chor unter der Leitung von Klaus Heizmann | 1979     | |
| 99.1 | 96.0 | [1] Ich will singen • [2] Wie ein Hirte seine Herde weidet • [3] Vom Kreuz zeigt Jesus den Weg uns nach Haus • [4] Du denkst an die Zeit • [5] Wenn mein Weg hier zu Ende • [6] Eine große Zahl von Menschen geht bald heim • [7] Wenn des Herrn Posaune einst erschallt • [8] Sag doch ja • [9] Herr, schenk uns Glauben • [10] Weil Jesus lebt • [11] Du gibst Freude, mein Gott • [12] Erlöst bin ich | | 31  |         | | Hildor Janz 1 Euro-Chor unter der Leitung von Klaus Heizmann | 1979     | |
| 99.1 | 96.0 | | | 32  |         | Die Freude wirft ihr Licht voraus Advents- und Weihnachtslieder | Hella Heizmann 1 Euro-Chor unter der Leitung von Klaus Heizmann | 1979     | CD erschienen 2010 unter Katalog-Nr. 97.177 |
| 99.1 | 96.0 | [1] Freue dich Welt1 • [2] Sie haben keinen Platz für dich • [3] Ich gehe durch die weihnachtlichen Straßen1 • [4] Das ist der Tag (Das große Wunder) (Das große Wunder hat ganz klein begonnen) [Rolf-Schweizer-Vertonung]1 • [5] Als die Welt verloren1 • [6] Seht das Kind dort in dem Stalle • [7] O komm, Immanuel (O komm, o komm, Immanuel)1 • [8] Kleines Lamm, sagt der Nachtwind (Siehst du nicht den Stern dort) • [9] Ein Kindlein liegt in dem armen Stall1 • [10] Jesus ist geboren • [11] Es kam ein Engel1 • [12] Herr, du bist aus dem Himmel gekommen1 • [13] Die Könige (Drei Kön’ge wandern aus Morgenland) • [14] Noe͏̈l (Noe͏̈l, Christ ist geboren)1 | | 32  |         | | Hella Heizmann 1 Euro-Chor unter der Leitung von Klaus Heizmann | 1979     | CD erschienen 2010 unter Katalog-Nr. 97.177 |
| 99.1 | 96.0 | | | 33  |         | Halleluja Ein Lob- und Dank-Festival | Sylvia Heid (Sprecherin); Thomas Koschwitz (Sprecher); Anfried Krämer (Sprecher)1 Hella Heizmann; 2 Wolfgang Blissenbach; 3 Euro-Chor unter der Leitung von Klaus Heizmann | 1979     | Originaltitel: Alleluja; Text und Musik: Bill Gaither, Gloria Gaither, Ronn Huff; Deutscher Text: Johannes Jourdan; Orchesterbearbeitung: Ronn Huff |
| 99.1 | 96.0 | [1] Preist mit uns den Herrn • [2] Jesus, welche Größe in diesem Namen! • [3] Hört die Stimme des Mannes • [4] Bethlehem – Galiläa – Gethsemane • [5] Gott ist mein Lied • [6] Preist mit uns den Herrn • [7] Je mehr ich ihm diene • [8] Nur ein Kreuz kann ein Leben verändern / Ich glaube, Herr, an das Wunder2 • [9] Weil Jesus lebt1; 3 • [5] Er ist wunderbar / Preist mit uns den Herrn / Erwacht aus dem Schlafe / Weil Jesus lebt / Halleluja | | 33  |         | | Sylvia Heid (Sprecherin); Thomas Koschwitz (Sprecher); Anfried Krämer (Sprecher)1 Hella Heizmann; 2 Wolfgang Blissenbach; 3 Euro-Chor unter der Leitung von Klaus Heizmann | 1979     | Originaltitel: Alleluja; Text und Musik: Bill Gaither, Gloria Gaither, Ronn Huff; Deutscher Text: Johannes Jourdan; Orchesterbearbeitung: Ronn Huff |
| | | | |     |         | | |          | |
| 99.1 | 96.0 | | | 35  |         | Vergiss nicht, was er dir Gutes getan hat | Chor des Albrecht-Bengel-Hauses unter der Leitung von Michael R. Scheiberg Radio-Sinfonieorchester Stuttgart | 1979     | |
| 99.1 | 96.0 | Also hat Gott die Welt geliebt • Auf Dich, Herr, hab ich gehoffet • Was Gott tut, das ist wohlgetan • Jesus bleibet meine Freude • Nun danket alle Gott • Nun lasst uns Gott, den Herren • Wirf dein Anliegen auf den Herrn • Wer bis an das Ende beharrt (Chor aus Oratorium Elias) • Herr, sei gnädig • Lobe den Herren, den mächtigen König • Hugo Distler • Es sollen wohl Berge weichen • Er weckt mich alle Morgen • Du stellst meine Füße auf weiten Raum • Das ist ein köstlich Ding • Dir, Herr, will ich danken • Ich sitze oder stehe • Gleich wie mich mein Vater gesandt hat | | 35  |         | | Chor des Albrecht-Bengel-Hauses unter der Leitung von Michael R. Scheiberg Radio-Sinfonieorchester Stuttgart | 1979     | |
| 99.1 | 96.0 | | | 36  |         | Höre, Herr! Asaph-Psalmen | Spektrum | 19??     | Text: Christoph Zehendner; Musik: Johannes Nitsch |
| 99.1 | 96.0 | [1] Höre, Herr • [2] Lass uns nicht im Stich • [3] Weg zur Freiheit • [4] Gott sei Dank • [5] Herr der Herren • [6] Ich rufe zu Gott • [7] Mein Gott ist meine Zuversicht | | 36  |         | | Spektrum | 19??     | Text: Christoph Zehendner; Musik: Johannes Nitsch |
| 99.1 | 96.0 | | | 37  |         | Dir gehört mein Lob | Wolfgang Blissenbach 1 Euro-Chor unter der Leitung von Klaus Heizmann | 1979     | |
| 99.1 | 96.0 | Ich will singen meinem Gott • Der Name Jesus • Nur mit ihm • Vor fast zweitausend Jahren • Der Herr ist mein Hirte • Bald werden wir Jesus sehen • Die Liebe ist die größte • Trau auf den Herrn • Eine große Zahl von Menschen geht bald heim • Gott allein ist derselbe • Wer kann je beschreiben • Weil Jesus lebt | | 37  |         | | Wolfgang Blissenbach 1 Euro-Chor unter der Leitung von Klaus Heizmann | 1979     | |
| 99.1 | 96.0 | | | 38  |         | Regenbogenzeit | Hella Heizmann Don & Susie Newby | 1983     | CD-Veröffentlichung 2010 erschienen unter Nr. 97.181 |
| 99.1 | 96.0 | Wie ein Regenbogen leuchten • Ich freue mich über alles • Seine Freude ist wie ein Lied • Du bist nicht sicher, ob du recht hast • Du darfst dich fallen lassen • Seid stark in dem Herrn • Noah • Zeit der großen Hoffnung • Regenbogenzeit • Herzen, die kalt sind • In der Welt habt ihr Angst • Das ist die Freiheit • Wenn ich bete | | 38  |         | | Hella Heizmann Don & Susie Newby | 1983     | CD-Veröffentlichung 2010 erschienen unter Nr. 97.181 |
| 99.1 | 96.0 | | | 39  |         | Amazing Grace | Julian Bandy (Posaune); Gordon Schultz (Klavier) | 1980     | |
| 99.1 | 96.0 | Bleibend ist deine Treu • Wer kann je beschreiben • Der Herr ist mein Hirte • Vor fast zweitausend Jahren • Stunde um Stunde • Medley: Amazing Grace / Gott will uns doch helfen / Many Times I’m Terrified • Die Liebe ist die größte • Sei still mein Herz • Unser Vater • Wer kann Menschen besser helfen • Das ist der Wunsch, der mich erfüllt • Wie sag ich dir Dank | | 39  |         | | Julian Bandy (Posaune); Gordon Schultz (Klavier) | 1980     | |
| 99.1 | 96.0 | | | 40  |         | Nichts ist unmöglich | John Pantry | 1980     | |
| 99.1 | 96.0 | Nichts ist unmöglich • Ohne deine Hilfe • Jesus On The Airwaves • Halt mich fest an der Hand • Stille Zeit • Abraham • Brot in der Wüste • Kanaan • Dry Days • Immanuel • Es ist das Ende • Gott hat die Welt geliebt | | 40  |         | | John Pantry | 1980     | |
| 99.1 | 96.0 | | | 41  |         | Nimm meinen Dank, Herr | Susan Schülke 1 Euro-Chor unter der Leitung von Klaus Heizmann | 198?     | |
| 99.1 | 96.0 | Keiner weiß, wann (Alle werden dich sehn) • Lass dich doch selber los • Miteinander sind wir auf dem Weg • Psalm 91 • The Happy Side Of Life • Komm heraus aus deiner Ecke (Überall hat Gott seine Leute) • Walk In The Light • Dein Wort, o Herr • He’s Got The Whole World In His Hands • Wie sag ich dir Dank • Amazing Grace / Gott zeigt es mir an jedem Tag / Gott will doch helfen • Ein jeder trage die Last des andern | | 41  |         | | Susan Schülke 1 Euro-Chor unter der Leitung von Klaus Heizmann | 198?     | |
| 99.1 | 96.0 | 99.3 | D0993 | 42  | 00      | Entdeckungen Lieder von Peter Strauch | ERF-Studiochor unter der Leitung von Gerhard Schnitter 1 Heike Barth 2 Helmuth Reese | 1984     | |
| 99.1 | 96.0 | 99.3 | D0993 | 42  | 00      | [1] Die Gott lieben, werden sein wie die Sonne1 • [2] Du hast mit Gott begonnen2 • [3] Jesus, wir sehen auf dich • [4] Herr, ich bin schwach1 • [5] Wer mit Gott lebt, kennt auch Schwierigkeiten2 • [6] Herr, manchmal habe ich Angst • [7] Herr, mein Leben liegt in deiner Hand1 • [8] Gott gab dir Augen • [9] Wir reden viel von Freiheit2 • [10] Herr, du gibst uns Hoffnung2 • [11] Wir werden sein wie Träumende (Wir werden sein wie die Träumenden)1              | ERF-Studiochor unter der Leitung von Gerhard Schnitter 1 Heike Barth 2 Helmuth Reese | 1984     | |
| 99.1 | 96.0 | | | 43  |         | David – Ein Sänger, ein König Musical | 1 Jürgen Werth (David); 2 Elke Hucks (Michal); 3 Jan Vering (Nathan); 4 Konrad Straub (Joab); 5 Aufwind | 1982     | Musical von Jürgen Werth (Text) und Johannes Nitsch (Musik) |
| 99.1 | 96.0 | [1] Der Herr ist mein Hirte • [2] Nun bin ich König • [3] Der Besuch Samuels • [4] Goliath • [5] Ich will dir danken (Gott, mein Herr) [Musical-Version] • [6] Du bist anders • [7] Was Menschen Menschen werden können • [8] O Michal • [9] Jerusalem • [10] Ich habe dir geholfen • [11] Lobe den Herrn, meine Seele • [12] Parabel • [13] Gott, sei mir gnädig • [14] Mein Gott spricht mich frei • [15] Vermächtnis | | 43  |         | | 1 Jürgen Werth (David); 2 Elke Hucks (Michal); 3 Jan Vering (Nathan); 4 Konrad Straub (Joab); 5 Aufwind | 1982     | Musical von Jürgen Werth (Text) und Johannes Nitsch (Musik) |
| 99.1 | 96.0 | | | 44  |         | Die Freude am Herrn | Hans-Jürgen Zimmermann; Anna & Oliver St. John | 1981     | |
| 99.1 | 96.0 | Jesus – Gottes Antwort • Komm heraus • Ist es Nacht • Hörst du den Ruf • Herr ich weiß es nicht • Jesus ist auch bei uns • Heart’s Desire • Die Freude am Herrn • When I Am Weak | | 44  |         | | Hans-Jürgen Zimmermann; Anna & Oliver St. John | 1981     | |
| 99.1 | 96.0 | | | 45  |         | Portrait in Tönen | Klaus Heizmann (Klavier, Orgel und Synthesizer) & Orchester | 1980     | |
| 99.1 | 96.0 | Halleluja! Singt mit, stimmt ein (Halleluja, singt Halleluja) • He’s Got The Whole World In His Hands • Wie die Blume sich entfaltet • Flieg nur fort, kleiner Kummer • Nimm mein Leben • Auferstanden • Die Liebe baut das Haus der Hoffnung • Trau auf den Herrn • Friede mit euch • Frei von Schuld • Friede sei mit dir (Friede) • Wie sag ich dir Dank? | | 45  |         | | Klaus Heizmann (Klavier, Orgel und Synthesizer) & Orchester | 1980     | |
| 99.1 | 96.0 | 99.3 | D0993 | 46  | 00      | Überall hat Gott seine Leute | Manfred Siebald Christus-Sänger* unter der Leitung von Johannes Nitsch | 1983     | * Bezeichnung bei Erstveröffentlichung: „Manfred Siebald + Freunde“; Neuauflage 2012 erschienen unter CD-Nr. 97.256 |
| 99.1 | 96.0 | 99.3 | D0993 | 46  | 00      | [1] Überall hat Gott seine Leute • [2] Alle schauen auf das große Tor [Version 1983] • [3] Aber Liebe • [4] Du, Jesus • [5] Wirst du mich auch dann noch hören? • [6] Singt das Lied der Lieder • [7] Sind wir noch zu retten? • [8] Lied vom verlorenen Groschen • [9] Vertraut auf den Herrn für immer (Wer Gott folgt, riskiert seine Träume) • [10] Heute fängt der Rest deines Lebens an • [11] Herr • [12] Keiner weiß, wann (Alle werden dich sehn)                  | Manfred Siebald Christus-Sänger* unter der Leitung von Johannes Nitsch | 1983     | * Bezeichnung bei Erstveröffentlichung: „Manfred Siebald + Freunde“; Neuauflage 2012 erschienen unter CD-Nr. 97.256 |
| 99.1 | 96.0 | 99.3 | D0993 | 47  | 00      | Du bist unsre Zuversicht Lieder von Gerhard Schnitter | ERF-Studiochor unter der Leitung von Gerhard Schnitter 1 Aleksandra Sudzilovskij 2 Yukio Imanaka | 1983     | |
| 99.1 | 96.0 | 99.3 | D0993 | 47  | 00      | Du bist unsre Zuversicht • Groß ist dein Name2 • Ich lebe, weil du mich gemacht hast • Ich sage Ja zu dir1 • Gottes Hand sucht Menschenhände2 • Wenn wir deine Herrlichkeit schauen • Dann wird es kein Leid mehr geben2 • Du gibst das Leben, das sich lohnt1 • Jesus, dir nach, weil du rufst • Der Herr, mein Gott, macht meine Finsternis licht2 • Aber der Herr ist immer noch größer2 • Herr, du bist das Brot des Lebens • Bei dir, dem Weinstock, hilf uns bleiben2 | ERF-Studiochor unter der Leitung von Gerhard Schnitter 1 Aleksandra Sudzilovskij 2 Yukio Imanaka | 1983     | |
| 99.1 | 96.0 | | | 48  |         | His Word – My Song | Lars Mörlid Peter-Sandwall-Chor | 198?     | |
| 99.1 | 96.0 | His Word – My Song • He Is Risen • Morning Prayer • Fill My Cup • Your Word • Jesus Will Come Back Again • Soon The Day Is Near • My Jesus I Love Thee • Let Us Praise The Lord • See I Am With You | | 48  |         | | Lars Mörlid Peter-Sandwall-Chor | 198?     | |
| 99.1 | 96.0 | | | 49  |         | Atem holen | Evangeliums-Chor Stuttgart unter der Leitung von Helmut Brand 1 Susan Schülke-Ahlgrimm | 1984     | |
| 99.1 | 96.0 | Stimmt ein in die Freude • Gib mir die richtigen Worte • Du bist würdig • Bald kommt der Tag • Unser Leben will von der Liebe bestimmt sein • Zünd ein Licht an • Öffne uns die Augen • El Shaddai • Nimm mein Leben • Wie tief kann ich fallen • Der Herr ist mein Hirte • Nimmst du mich noch einmal an | | 49  |         | | Evangeliums-Chor Stuttgart unter der Leitung von Helmut Brand 1 Susan Schülke-Ahlgrimm | 1984     | |
| 99.1 | 96.0 | 99.3 | D0993 | 50  | 00      | Kreuzschnabel | Manfred Siebald | 1985*    | Angabe zum Veröffentlichungsjahr auf LP: 1984 |
| 99.1 | 96.0 | 99.3 | D0993 | 50  | 00      | [1] Kreuzschnabel • [2] Manchmal wünsch ich mir • [3] So sicher wär ich da nicht • [4] Dann geschah es • [5] Was wir so fest in Händen halten • [6] Lass dir helfen • [7] Hättest du so die Welt geliebt • [8] Gerade dann • [9] Wer liebt dich? • [10] Zärtlich sind deine Hände • [11] Und sollte morgen die Welt untergehn • [12] Wer das Wasser in der Wüste kennt | Manfred Siebald | 1985*    | Angabe zum Veröffentlichungsjahr auf LP: 1984 |
| | 96.0 | | | 51  |         | Singt das Lied der Lieder 3 Demo-MCs | Various | 1986     | Demo-Album zum gleichnamigen Liederbuch, bestehend aus 3 Tonträgern; * Erstveröffentlichung Demo-Aufnahme |
| [1] Singt das Lied der Lieder [Demo-Schnitt 1986 aus MBZ – LP-Nr. 5003] • [2] Halleluja! Lobet Gott in seinem Heiligtum (Alles, was Odem hat) Bernd-Draffehn-Vertonung [Demo-Schnitt 1986 aus MBZ – LP-Nr. 5003] • [3] Gib mir die richtigen Worte [Demo-Schnitt 1986 aus MBZ – LP-Nr. 5003] • [4] Anno Domini [Demo-Schnitt 1986 aus MBZ – LP-Nr. 5003] • [5] Ich danke meinem Gott [Demo-Schnitt 1986 aus MBZ – LP-Nr. 5003] • [6] Wie tief kann ich fallen [Demo-Schnitt 1986 aus MBZ – LP-Nr. 5003] • [7] Die Möwen [Demo-Aufnahme] • [8] Herr, segne uns und behüte uns [aus MBZ – LP-Nr. 5003] • [9] Hoffnung (Der Halm, den der Wind) [Demo-Schnitt 1986 aus MBZ – LP-Nr. 5003] • [10] Kommt doch her zu mir [Demo-Aufnahme] • [11] Kommt zum Fest des Lebens [Demo-Schnitt 1986 aus MBZ – LP-Nr. 5003] • [12] Jesus, wir sehen auf dich [aus MBZ – LP-Nr. 5003] • [13] Alles, was atmet, alles, was lebt [Demo-Schnitt 1986 aus MBZ – LP-Nr. 5003] • [14] Die Gott lieben, werden sein wie die Sonne [Demo-Schnitt 1986 aus MBZ – LP-Nr. 5003] • [15] Mag sein, du kannst es nicht verstehn [Demo-Aufnahme] • [16] Halleluja! Lobet Gott in seiner Macht [aus MBZ – LP-Nr. 5003] • [17] Vater, ich danke dir [Demo-Aufnahme] • [18] Hört, ich ruf es allen zu [Demo-Aufnahme] • [19] Meine Zeit steht in deinen Händen [Demo-Aufnahme] | 96.0 | | | 51  |         | | Various | 1986     | Demo-Album zum gleichnamigen Liederbuch, bestehend aus 3 Tonträgern; * Erstveröffentlichung Demo-Aufnahme |
| [1] Öffne uns die Augen, Herr • [2] Wer Gott folgt, riskiert seine Träume • [3] Wer ist Jesus • [4] Viele sagen: Gott hat nie gelebt • [5] Nur durch Jesus hab ich Freiheit • [6] Herr, dein Erbarmen ist groß (Herr, wie so groß ist deine Liebe) • [7] Stimmt ein in die Freude: Jesus lebt • [8] Mein Lied • [9] Ich lobe meinen Gott • [10] Lass unsre Zukunft sein wie ein Land • [11] Es ist vollbracht • [12] Solidarität • [13] Mitten in unsrr Angst • [14] Wir werden sein wie die Träumenden (Wir werden sein wie Träumende) • [15] Wenn du uns nicht helfen wirst • [16] Halleluja! Lobet Gott in seinem Heiligtum (Halleluja, Halleluja! Lobet Gott in seinem Heiligtum) [Demo-Aufnahme] • [17] Liebe und Leben • [18] Hoffnung (Du brauchst neue Perspektiven) | 96.0 | | | 51  |         | | Various | 1986     | Demo-Album zum gleichnamigen Liederbuch, bestehend aus 3 Tonträgern; * Erstveröffentlichung Demo-Aufnahme |
| [1] Ich kann ein Lied von Gottes Liebe singen • [2] Warum kann nicht Friede sein • [3] Die Welt lebt auf und singt • [4] Ein Tropfen auf den heißen Stein • [5] Was kommt nach dem Sattsein? • [6] Wir warten auf das Ereignis • [7] Wir haben Gott zum Freunde • [8] Alles, was lebt • [9] Er ist unsre Zuversicht und Stärke • [10] Nimmst du mich noch einmal an • [11] Herr, du gibst uns Hoffnung* • [12] Was hilft es, wenn du die Welt gewinnst • [13] Hoffnung für alle • [14] Was willst du mehr • [15] Wir singen froh, weil Jesus lebt • [16] Als ich ganz unten war • [17] Du gibst ein wenig • [18] Gottes Hand • [19] Steck den Kopf nicht in den Sand • [20] Wir sind nicht alleine • [21] Egal was kommt • [22] Es wird ein Tag der Freude sein • [23] Jesus, ich will gehn • [24] Singt dem Herrn • [25] Halleluja! Lobe den Herrn • [26] Ich will loben den Herrn allezeit (Kanon) • [27] Lass die Sonne nicht untergehn • [28] Es ist der beste Weg • [29] Nun hat die Nacht den Tag vertrieben • [30] Freut euch in dem Herrn • [31] Ich werde auferstehn • [32] Noch weiter durch die Wüste Sinai • [33] Du bist würdig, Herr, mein Gott • [34] Herr, lass mich den Weg sehn (Frei, Herr, ich will frei sein) • [35] Der Weinstock (Unser Herr sagt uns in seinem Wort) • [36] So sehr hat Gott die Welt geliebt • [37] Dein Wort kommt niemals leer zurück • [38] Weihnachtszeit – Freudenzeit • [39] Weißt du, dass einer dich wirklich liebt • [40] El Shaddai • [41] Kommt, singt dem Herrn ein neues Lied | 96.0 | | | 51  |         | | Various | 1986     | Demo-Album zum gleichnamigen Liederbuch, bestehend aus 3 Tonträgern; * Erstveröffentlichung Demo-Aufnahme |
| 99.1 | 96.0 | | | 52  |         | In Israel, da war was los! Bibel-Lieder mal anders | Hella Heizmann und ihre Rasselbande | 1985     | CD-Veröffentlichung 2007 in der Reihe Die großen Kinderklassiker unter Nr. 97.038 |
| 99.1 | 96.0 | [1] Lies doch mal wieder ein gutes Buch (Intro) • [2] Bibellied • [3] Denn er hat seinen Engeln befohlen (Wer auf Gott vertraut) • [4] Die Freude braucht Musik (David) • [5] Das verlorene Schaf • [6] Joseph, der Minister • [7] Der Wärter frisst wohl selbst das Fleisch (Daniel) • [8] Kinder wünschten sie sich (Abraham und Sarah) • [9] Wenn Grossvater Hiob Geschichten erzählt • [10] Lasst die Kinder zu mir kommen • [11] Lies doch mal wieder das beste Buch (Extro) | | 52  |         | | Hella Heizmann und ihre Rasselbande | 1985     | CD-Veröffentlichung 2007 in der Reihe Die großen Kinderklassiker unter Nr. 97.038 |
| 99.1 | 96.0 | | | 53  |         | Du bist Licht | Lars Mörlid & Peter Sandwall | 1985     | |
| 99.1 | 96.0 | Jesus, dir gehört mein Leben • Liebe • Lass leuchten Jesu Licht in dir / Steh auf / Güte und Treue / Gebt ihm die Ehre • Du bist Licht • Unser Vater und Gott • Ja, du hast gewartet • Unser Gott • Opfere deinem Gott Dank • Ich habe keine Angst • Sei erhoben • Rede, Herr | | 53  |         | | Lars Mörlid & Peter Sandwall | 1985     | |
| 99.1 | | 99.3 | | 54  |         | Und es begab sich … Alte und neue Weihnachtslieder von und mit Hella Heizmann | Hella Heizmann 1 Studiochor des Musischen Bildungszentrums St. Goar unter der Leitung von Klaus Heizmann* | 1985     | * Bezeichnung bei Erstveröffentlichung: „Studio-Chor, Einstudierung: Klaus Heizmann“ |
| 99.1 | [1] Und es begab sich … (Introduktion)1 • [2] Mache dich auf, werde licht [Solo-Version 1985]1 • [3] Weihnachtslieder-Medley (Herbei, o ihr Gläubigen / Engel bringen frohe Kunde (Gloria in excelsis Deo) / Kommet, ihr Hirten / Ganz leise blüht eine Blume auf / Herbei, o ihr Gläubigen (Reprise))1 • [4] Jetzt kommt wieder die Zeit1 • [5] So still ist es auf den Straßen • [6] Nur Hirten wachen1 • [7] Licht leuchtet auf [Solo-Version 1985]1 • [8] Bethlehem, du kleine Stadt • [9] Wir warten auf das Ereignis1 • [10] Herbei, o ihr Gläubigen (Reprise)1 | 99.3 | | 54  |         | | Hella Heizmann 1 Studiochor des Musischen Bildungszentrums St. Goar unter der Leitung von Klaus Heizmann* | 1985     | * Bezeichnung bei Erstveröffentlichung: „Studio-Chor, Einstudierung: Klaus Heizmann“ |
| 99.1 | 96.0 | 99.3 | D0993 | 55  | 00      | Alles auf seine Weise Liebeslieder | Manfred Siebald | 1986*    | Jahresangabe auf LP: 1985 |
| 99.1 | 96.0 | 99.3 | D0993 | 55  | 00      | [1] Lied an mein Mädchen [Version „Hänssler 1986“] • [2] Liebesbrief • [3] Manchmal im Sommer • [4] Jakob (Mein lieber Jakob) [Version „Hänssler 1986“] • [5] Abschied • [6] Ein Ton auf zwei Saiten • [7] Ich will dir treu sein [Version „Hänssler 1986“] • [8] Mit den besten Illusionen • [9] Zärtlich sind deine Hände [aus LP-Nr. 99.150] • [10] Es war ein kleiner Tag [Version „Hänssler 1986“] • [11] Die Ohren hat er von mir • [12] Alles auf seine Weise        | Manfred Siebald | 1986*    | Jahresangabe auf LP: 1985 |
| 99.1 | 96.0 | | | 56  |         | Ja zu Gottes Wegen Lieder über Glauben und Vertrauen | Yukio Imanaka (Bariton) 1 ERF-Studiochor unter der Leitung von Gerhard Schnitter ERF-Studioorchester unter der Leitung von Christoph Adt | 1986     | CD-Veröffentlichung am 01.20.2004 unter CD-Nr. 99.928, erweitert um zwei Musiktitel aus Album Gott sorgt für dich (1983 ERF-Verlag, MC-Nr. 15.005). |
| 99.1 | 96.0 | [1] Jesu Name nie verklinget • [2] Herr Jesus, o König • [3] Lehre mich glauben, Herr • [4] Heute will dich Jesus fragen • [5] Sag Ja zu Gottes Wegen • [6] Solang mein Jesus lebt • [7] Zeuch an die Macht, du Arm des Herrn • [8] Bei dir Jesu will ich bleiben1 • [9] Jesus nimmt die Sünder an • [10] Von Gott will ich nicht lassen • [11] Schönster Herr Jesu • [12] Ich weiß, mein Gott, dass all mein Tun • [13] Ich steh in meines Herren Hand | | 56  |         | | Yukio Imanaka (Bariton) 1 ERF-Studiochor unter der Leitung von Gerhard Schnitter ERF-Studioorchester unter der Leitung von Christoph Adt | 1986     | CD-Veröffentlichung am 01.20.2004 unter CD-Nr. 99.928, erweitert um zwei Musiktitel aus Album Gott sorgt für dich (1983 ERF-Verlag, MC-Nr. 15.005). |
| | | | |     |         | | |          | |
| | 96.0 | | | 58  |         | Jesu Name 1 Die schönsten Lieder aus „Jesu Name nie verklinget“ | Various | 1987     | Kompilation von Zweitverwertungstitel aus vorangegangenen Veröffentlichungen |
| [1] Du bist unsre Zuversicht [aus LP-Nr. 99.147] • [2] Jesus, dir nach, weil du rufst [aus LP-Nr. 99.147] • [3] Gib mir die richtigen Worte [aus LP-Nr. 99.149] • [4] Singt das Lied der Lieder [aus LP-Nr. 99.146] • [5] Aber der Herr ist immer noch größer [aus LP-Nr. 99.147] • [6] Jesus, wir sehen auf dich [aus LP-Nr. 99.142] • [7] Meine Zeit steht in deinen Händen [aus MC-Nr. 4021, erschienen bei Tonbandmission der Bibelschule Beatenberg] • [8] Friede (Friede sei mit dir) [aus LP-Nr. 99.115] • [9] Gott, mein Herr, es ist mir ernst (Ich will dir danken) [Musical-Version aus LP-Nr. 99.143] • [10] Jesus, ich will gehn [aus MC-Nr. 4021, erschienen bei Tonbandmission der Bibelschule Beatenberg] • [11] Du sollst nicht müde werden (Wir werden sein wie Träumende) [aus LP-Nr. 99.142] • [12] Groß und wunderbar [aus ?] (Jugendchor der Ludwig-Hofacker-Kirche Stuttgart) | 96.0 | | | 58  |         | | Various | 1987     | Kompilation von Zweitverwertungstitel aus vorangegangenen Veröffentlichungen |
| | 96.0 | | | 59  |         | Jesu Name 2 Junge Lieder aus „Jesu Name nie verklinget“ | 1 Epiphanias; 2 Jugendchor der Ludwig-Hofacker-Kirche Stuttgart | 1987     | Album beinhaltet Zweitverwertungstitel aus vorangegangenen Veröffentlichungen |
| [1] El Shaddai1 • [2] Überall hat Gott seine Leute [aus LP-Nr. 99.146] • [3] Jesus, dir gehört mein Leben [aus LP-Nr. 99.153] • [4] Die Gott lieben, werden sein wie die Sonne [aus LP-Nr. 99.142] • [5] Jesus Christus, gestern und heute [aus LP-Nr. 99.126] • [6] Vertrau auf Jesus2 • [7] Ja, du hast auf dein Kind gewartet [aus LP-Nr. 99.153] • [8] Herr, wir sind zu dir gekommen1 • [9] Jeden Tag singe ich ein Lied2 • [10] Hast du Jesus zum Freund1 • [11] Tu auf dein Tor1 • [12] Leben im Schatten (Gott lädt uns ein) [aus LP-Nr.99.109] • [13] Unser Gott [aus LP-Nr. 99.153] | 96.0 | | | 59  |         | | 1 Epiphanias; 2 Jugendchor der Ludwig-Hofacker-Kirche Stuttgart | 1987     | Album beinhaltet Zweitverwertungstitel aus vorangegangenen Veröffentlichungen |
| 99.1 | 96.0 | | | 60  |         | Jona Musical | 1 Cae Gauntt; 2 Hella Heizmann; 3 Beate Ling; 4 Johannes Nitsch; 5 Eddie Gauntt; 6 Hauke Hartmann; 7 Studiochor Johannes Nitsch | 1987     | Musical von Johannes Nitsch (Musik) und Eckart zur Nieden (Text) |
| 99.1 | 96.0 | [1] Vorspiel • [2] Gott spricht, egal, obs uns gefällt7 • [3] Das kann doch wohl dein Ernst nicht sein4 • [4] Auf, Jona, geh7 • [5] Weiß nicht, weshalb ich gehen muss • [6] Ich hör von Jona • [7] Wohin sollt ich gehen (Psalm 139)1 • [8] Hey, Jona4; 5 • [9] Was denn wohl dahinter steht • [10] Ich bin ein Hebräer4 • [11] Seht der ganzen Schöpfung Mächte7 • [12] Als all meine Hoffnungen sanken4 • [13] Auf, Jona, geh7 • [14] Hört Leute Gottes Klage4 • [15] Ich habe eifrig nachgedacht3 • [16] Erbarm dich über uns, o Herr7 • [17] Gott, du zerstörst nicht unser Land1; 6 • [18] Hier sitz ich und warte4 • [19] Denkst du noch an den alten Mann2 • [20] Finale3; 6; 4; 7 | | 60  |         | | 1 Cae Gauntt; 2 Hella Heizmann; 3 Beate Ling; 4 Johannes Nitsch; 5 Eddie Gauntt; 6 Hauke Hartmann; 7 Studiochor Johannes Nitsch | 1987     | Musical von Johannes Nitsch (Musik) und Eckart zur Nieden (Text) |
| 99.1 | | 99.3 | D0993 | 61  | 00      | Farbe kommt in dein Leben | Studiochor des Musischen Bildungszentrums St. Goar unter der Leitung von Klaus Heizmann 1 Cae Gauntt; 2 Hella Heizmann; 3 Beate Ling; 4 Christian Löer; 5 Eddie Gauntt | 1987     | |
| 99.1 | [1] Wir sind frei3 • [2] Meistermaler4 [Klaus-Heizmann-Chor-Remix des Titels aus Gerth Medien – LP-Nr. 33.558] • [3] Er gab sein Leben1; 5 • [4] Was wir so fest in Händen halten2 • [5] Wenn einer sich sorgt1 • [6] Hosianna5 • [7] Jesus reicht dir seine Hand3 • [8] Mancher Tag3 • [9] Bittet, so wird euch gegeben • [10] Ich will heute schon schmecken1 • [11] Gott, du bist mein Gott • [12] Ich bin dir nah2 • [13] Dein Haus steht offen, Herr • [14] Wir haben das Wunder erfahren | 99.3 | D0993 | 61  | 00      | | Studiochor des Musischen Bildungszentrums St. Goar unter der Leitung von Klaus Heizmann 1 Cae Gauntt; 2 Hella Heizmann; 3 Beate Ling; 4 Christian Löer; 5 Eddie Gauntt | 1987     | |
| | 96.0 | | | 62  |         | Gracias a Dios Lieder aus Südamerika | Rüdiger Klaue; Dorothea Klaue; Kerygma (Band)\|Kerygma | 1987     | |
| [1] Sei hochgelobt, mein Gott, du König • [2] Israel • [3] O welch große Liebesmacht • [4] Wenn nicht Gott meine Hilfe wär • [5] Für dich und mich • [6] Es gibt Augenblicke • [7] Singt unserm Schöpfer • [8] An jedem Morgen • [9] Nach Golgatha • [10] Ich komme zu dir • [11] Der gute Hirte • [12] Freund, komm zu Jesus heut | 96.0 | | | 62  |         | | Rüdiger Klaue; Dorothea Klaue; Kerygma (Band)\|Kerygma | 1987     | |
| 99.1 | 96.0 | 99.3 | D0993 | 63  | 00      | Spuren | Manfred Siebald | 1988*    | * Angabe zum Veröffentlichungsjahr auf MC: 1987 |
| 99.1 | 96.0 | 99.3 | D0993 | 63  | 00      | [1] Und dann? • [2] Karlchen Mäleon • [3] Du scheinst zu klein für diese Welt • [4] Mit federleichter Hand • [5] Worte, aus Liebe gesagt • [6] Seit sein Sohn nicht mehr da ist • [7] Wir brauchen Mut • [8] Und wenn Gott schweigt • [9] Es war halb zehn • [10] Auf den ersten Blick • [11] Gekreuzigter • [12] Geh unter der Gnade | Manfred Siebald | 1988*    | * Angabe zum Veröffentlichungsjahr auf MC: 1987 |
| 99.1 | 96.0 | 99.3 | | 64  |         | Und der Himmel begann zu singen | Jan Vering 1 Pat Garcia 2 Deirdre Boysen 3 Cae Gauntt | 1987     | |
| 99.1 | 96.0 | 99.3 | [1] Und der Himmel begann zu singen (Wenn wir Gott in der Höhe ehren) • [2] Stah up, du Seel • [3] What Month Was Jesus Born In?1 • [4] Es ist ein Ros entsprungen2 • [5] Heilige Nacht • [6] Go Tell It On The Mountain3 • [7] Virgin Mary • [8] Zu Bethlehem geboren3 • [9] Ain’t That A Rocking1 • [10] Abgelehnt • [11] Maria durch ein Dornwald ging2 • [12] O du fröhliche • [13] Steernkieckers | 64  |         | | Jan Vering 1 Pat Garcia 2 Deirdre Boysen 3 Cae Gauntt | 1987     | |
| 99.1 | 96.0 | 99.3 | | 65  |         | Verändert | Hella Heizmann | 1987     | |
| 99.1 | 96.0 | 99.3 | [1] Nachfolge (1) • [2] Freunde Gottes • [3] Bilder und Briefe • [4] Leise Töne • [5] Kinder • [6] Ich bin dir nah [Hella-Heizmann-Soloalbum-Remix des Titels aus LP-Nr. 99.161] • [7] Nachfolge (2) • [8] Hausfrauen-(männer)-Song • [9] Nur ein winziger Schritt • [10] Denn morgen schon • [11] Woraufs ankommt • [12] Bewunderung • [13] Nachfolge (3) | 65  |         | | Hella Heizmann | 1987     | |
| | | | |     |         | | |          | |
| | 96.0 | | | 67  |         | Jesu Name 3 Die schönsten Lieder aus „Jesu Name nie verklinget“ | Various | 1987     | Kompilation von Zweitverwertungstitel aus vorangegangenen Veröffentlichungen |
| [1] Groß ist dein Name [aus LP-Nr. 99.147] • [2] Bei dir, dem Weinstock [aus LP-Nr. 99.147] • [3] Ich sage Ja zu dir [aus LP-Nr. 99.147] • [4] Hell strahlt die Sonne [aus LP-Nr. 99.104] • [5] Dir, Herr, will ich danken [aus LP-Nr. 99.135] • [6] Die Möwen [aus LP-Nr. 5003, erschienen im Musischen Bildungszentrum St. Goar ] • [7] Jesu Name nie verklinget [aus LP-Nr. 99.156] • [8] Sag Ja zu Gottes Wegen [aus LP-Nr. 99.156] • [9] Herr, du gibst uns Hoffnung [aus LP-Nr. 99.142] • [10] Keiner weiß, wann (Alle werden dich sehn) [aus LP-Nr. 99.146] | 96.0 | | | 67  |         | | Various | 1987     | Kompilation von Zweitverwertungstitel aus vorangegangenen Veröffentlichungen |
| | 96.0 | | | 68  |         | Jesu Name 4 Junge Lieder aus „Jesu Name nie verklinget“ | Various | 1987     | Kompilation von Zweitverwertungstitel aus vorangegangenen Veröffentlichungen |
| [1] Denn er hat seinen Engeln befohlen (Wer auf Gott vertraut) [aus LP-Nr. 07/045-8, erschienen im Verlag Hans-Rudolf Hintermann ] • [2] Lass leuchten Jesu Licht in dir / Steh auf / Güte und Treue / Gebt ihm die Ehre [aus LP-Nr. 99.153] • [3] Es ist ein guter Weg [aus LP-Nr. 20.100, erschienen bei Blue Rose] • [4] Friede mit euch [aus LP-Nr. 99.130] • [5] Herr, wie so groß ist deine Liebe (Herr, dein Erbarmen ist groß) [aus LP-Nr. 20.112, erschienen bei Blue Rose] • [6] Irgendwann hat alles angefangen [aus LP-Nr. 99.104] • [7] Ich danke meinem Gott [aus LP-Nr. 5003, erschienen im Musischen Bildungszentrum St. Goar ] • [8] Jesus ist die Antwort [aus LP-Nr. 99.102] • [9] Ins Wasser fällt ein Stein [aus LP-Nr. 92.119, erschienen bei Projektion J Musik] • [10] Wollte ich nicht [aus LP-Nr. 33.512, erschienen bei Lord Records ] | 96.0 | | | 68  |         | | Various | 1987     | Kompilation von Zweitverwertungstitel aus vorangegangenen Veröffentlichungen |
| 99.1 | 96.0 | | | 69  |         | Jubila – Song-Festival | Various | 1988     | Kompilationsalbum aus Zweitverwertungstiteln vorangegangener teilweise labelexterner Veröffentlichungen; Reinerlös zugunsten Jubila |
| 99.1 | 96.0 | [1] Also hat Gott die Welt geliebt [aus Verlag Hans-Rudolf Hintermann / Resonanz Music-Production – LP-Nr. 07/035-9] • [2] Lasst uns loben [aus Verlag Hans-Rudolf Hintermann / Resonanz Music-Production – LP-Nr. 07/035-9] • [3] Wer das Wasser in der Wüste kennt [aus LP-Nr. 99.150] • [4] Inspiration [aus Creation Music – Album Beflügelt] (David Plüss) • [5] Menschen ohne Gott [aus Gerth Medien – LP-Nr. 33.557] • [6] Zu Haus [aus Gerth Medien – LP-Nr. 33.563] • [7] Just For You [aus Gerth Medien – LP-Nr. 33.560] • [8] Schritte wagen [aus Pila Music – LP-Nr. 20.140] • [9] Am Ende [aus Gerth Medien – LP-Nr. 33.562] • [10] Hol mich zurück [aus Gerth Medien – LP-Nr. 33.558] • [11] Get In Line Brother [aus Gerth Medien – LP-Nr. 33.564] • [12] Seid fröhlich in Hoffnung [aus Abakus – LP-Nr. 90-077] • [13] Angst vor der Stille [aus Pila Music – LP-Nr. 20.136] • [14] Mittagspause [aus WH-Verlag – Album Unterwegs] (Werner Hucks) • [15] Hört die Stimme [aus Männerchorvereinigung des Bundes Evangelisch-Freikirchlicher Gemeinden (EFG) – LP-Nr. 34.018 Wir lobsingen dir] (Auswahlchor aus Männerchorvereinigung des Bundes Evangelisch-Freikirchlicher Gemeinden (EFG) unter der Leitung von Jürgen Speitmann) | | 69  |         | | Various | 1988     | Kompilationsalbum aus Zweitverwertungstiteln vorangegangener teilweise labelexterner Veröffentlichungen; Reinerlös zugunsten Jubila |
| 99.1 | 96.0 | 99.3 | | 70  |         | Israel Schalom Oratorium Musik: Klaus Heizmann – Text: Johannes Jourdan | Angelika Fries (Sprecherin – Maria) 1 Hella Heizmann 2 Beate Ling 3 Don Newby 4 Eddie Gauntt 5 Rainer Lemke 6 Studiochor des Musischen Bildungszentrums St. Goar Los Angeles Strings & Brass Klaus Heizmann (Leitung) | 1988     | Oratorium für Solisten, Chor, Sprecher und Orchester von Klaus Heizmann (Musik) und Johannes Jourdan (Text) |
| 99.1 | 96.0 | 99.3 | [1] Introduktion • [2] Durch die Jahrtausende von Gott geführt (Leitmotiv) • [3] Ein Lied für dich, mein Gott • [4] Abraham • [5] Schalom chavarim – Von allen Seiten • [6] Mose • [7] Durch die Wüste von Gott geführt (Leitmotiv) • [8] David • [9] Jerusalem • [10] Der Friedefürst • [11] Gott schließt mit seinem Volk einen neuen Bund • [12] Hava nagila • [13] Unsere Freude wird bald vollkommen sein (Leitmotiv) • [14] Viyuda le olam teshew – Ich will loben den Herrn • [15] Lobgesang der Maria • [16] Sieh, der Hüter Israels • [17] Wo Dornen und Disteln zu Hause sind • [18] Hevenu schalom alechem • [19] See Genezareth • [20] Einzug in Jerusalem • [21] Golgatha • [22] Geht aus von Judäa • [23] Das Lied von der Zerstreuung • [24] Di Welt hot Got farmacht • [25] Die Rückkehr (Singt Halleluja) • [26] Amcha Jisrael – Gottes Volk Israel bleibt bestehn • [27] Finale | 70  |         | | Angelika Fries (Sprecherin – Maria) 1 Hella Heizmann 2 Beate Ling 3 Don Newby 4 Eddie Gauntt 5 Rainer Lemke 6 Studiochor des Musischen Bildungszentrums St. Goar Los Angeles Strings & Brass Klaus Heizmann (Leitung) | 1988     | Oratorium für Solisten, Chor, Sprecher und Orchester von Klaus Heizmann (Musik) und Johannes Jourdan (Text) |
| 99.1 | | 99.3 | | 71  |         | Bärenstark und kinderleicht 14 neue Kinderlieder von und mit Hella Heizmann und ihrer Rasselbande* | Hella Heizmann und ihre Rasselbande | 1988     | Unveränderte Neuauflage 2007 in der Reihe Die großen Kinderklassiker unter CD-Nr. 97.032; * Untertitel bei Erstveröffentlichung: „14 neue Kinderlieder von und mit Hella Heizmann, ihrer Rasselbande und Hans-Werner Scharnowski“ |
| 99.1 | [1] Bärenstark und kinderleicht (Intro) • [2] Gummibärchen • [3] Noah • [4] Große Sprüche machen kann er (Petrus) • [5] Immer die Großen • [6] Jesus hatte keine Frau • [7] Jona • [8] Guten Morgen, schwarze Katze • [9] Komm, wir tanzen, kleiner Fliegenpilz • [10] Komm runter, ruft Jesus (Zachäus) • [11] Jesus sitzt im Boot • [12] Unser Lied • [13] Bartimäus • [14] Bärenstark und kinderleicht (Extro) | 99.3 | | 71  |         | | Hella Heizmann und ihre Rasselbande | 1988     | Unveränderte Neuauflage 2007 in der Reihe Die großen Kinderklassiker unter CD-Nr. 97.032; * Untertitel bei Erstveröffentlichung: „14 neue Kinderlieder von und mit Hella Heizmann, ihrer Rasselbande und Hans-Werner Scharnowski“ |
| 99.1 | 96.0 | 99.3 | D0993 | 72  | 00      | Josef – Eine Traumkarriere Pop-Oratorium | 1 Hauke Hartmann 2 Hella Heizmann 3 Cae Gauntt 4 Johannes Nitsch 5 Jürgen Werth 6 Studiochor Johannes Nitsch | 1988     | Pop-Oratorium von Jürgen Werth (Text) und Johannes Nitsch (Musik) |
| 99.1 | 96.0 | 99.3 | D0993 | 72  | 00      | [1] Hundertmal • [2] Gott meint es gut • [3] Er war ein Träumer • [4] Eine andere Familie • [5] Weg mit ihm! • [6] Eines Tages seid ihr dran • [7] Manches Ende ist ein Anfang • [8] Versuchung • [9] Leben ohne Schatten • [10] Wir verteilen, was du gibst • [11] Hier ist alles so viel größer • [12] Ich stehe unter Gott • [13] Wie ein Fest nach langer Trauer (So ist Versöhnung) • [14] Gott meint es gut                                                           | 1 Hauke Hartmann 2 Hella Heizmann 3 Cae Gauntt 4 Johannes Nitsch 5 Jürgen Werth 6 Studiochor Johannes Nitsch | 1988     | Pop-Oratorium von Jürgen Werth (Text) und Johannes Nitsch (Musik) |
| | 96.0 | | | 73  |         | Beliebte Lieder aus Gott rufet noch | Various | 1988     | Kompilation von Zweitverwertungstitel aus vorangegangenen Veröffentlichungen |
| [1] Aber der Herr ist immer noch größer [aus LP-Nr. 99.147] • [2] Die Möwen [aus LP-Nr. 5003, erschienen im Musischen Bildungszentrum St. Goar ] • [3] Gott spricht mit dir, doch du [aus LP-Nr. 99.104] • [4] Herr, du gibst uns Hoffnung [aus LP-Nr. 99.142] • [5] Herr, wie so groß ist deine Liebe (Herr, dein Erbarmen ist groß) [aus LP-Nr. 20.112, erschienen bei Blue Rose] • [6] Ich sage Ja zu dir [aus LP-Nr. 99.147] • [7] Jesus Christus starb für mich [aus LP-Nr. 99.101] • [8] Jesus, dir nach, weil du rufst [aus LP-Nr. 99.147] • [9] Keiner weiß, wann (Alle werden dich sehn) [aus LP-Nr. 99.146] • [10] Nimmst du mich noch einmal an [aus LP-Nr. 99.149] • [11] Wie tief kann ich fallen [aus LP-Nr. 99.149] | 96.0 | | | 73  |         | | Various | 1988     | Kompilation von Zweitverwertungstitel aus vorangegangenen Veröffentlichungen |
| 99.1 | | 99.3 | | 74  |         | Highlights 1 | Various | 1988     | Kompilation von Zweitverwertungstitel aus vorangegangenen Veröffentlichungen |
| 99.1 | [1] Wir brauchen Mut [aus LP-Nr. 99.163] • [2] Wie ein Fest nach langer Trauer (So ist Versöhnung) [aus LP-Nr. 99.172] • [3] Auf den Punkt [? aus LP-Nr. 33.563, erschienen bei Lord Records ] (Christoph Zehendner) • [4] Lied für dich (Manchmal) [aus LP-Nr. 20.141, erschienen bei Pila Music ]• [5] Freunde Gottes [aus LP-Nr. 99.165] • [6] Love Connection (Dieter Falk) • [7] Wohin sollt ich gehen (Psalm 139) [aus LP-Nr. 99.160] • [8] Niemand ist größer (Gospel News) • [9] Jesus, dir gehört mein Leben [aus LP-Nr. 99.153] • [10] Hab keine Angst [aus LP-Nr. 20.125, erschienen bei Pila Music ] • [11] Liebeslied [aus LP-Nr. 20.130, erschienen bei Pila Music ]• [12] Wir alle warten auf ein Wort (Clemens Bittlinger) | 99.3 | | 74  |         | | Various | 1988     | Kompilation von Zweitverwertungstitel aus vorangegangenen Veröffentlichungen |
| 99.1 | | 99.3 | | 75  |         | Highlights 2 | Various | 1988     | Kompilation von Zweitverwertungstitel aus vorangegangenen Veröffentlichungen |
| 99.1 | [1] Kreuzschnabel [aus LP-Nr. 99.150] • [2] Zauberwort Freiheit [aus LP-Nr. 20.130, erschienen bei Pila Music ]• [3] Ich habe Durst (Komm, wir brechen auf) [aus LP-Nr. 20.134, erschienen bei Pila Music ] • [4] Mancher Tag [aus LP-Nr. 99.161] • [5] Bilder und Briefe [aus LP-Nr. 99.165] • [6] Gott, du zerstörst nicht unser Land [aus LP-Nr. 99.160] • [7] Nichts verloren [aus LP-Nr. ?, erschienen bei Pila Music ]• [8] Ja, du hast gewartet [aus LP-Nr. 99.153] • [9] Lobet den Herren • [10] Was wir so fest in Händen halten [aus LP-Nr. 99.150] • [11] Überreich beschenkt [aus LP-Nr. 07/045-8, erschienen im Verlag Hans-Rudolf Hintermann ] • [12] Go Tell It On The Mountain [aus LP-Nr. 99.164]                         | 99.3 | | 75  |         | | Various | 1988     | Kompilation von Zweitverwertungstitel aus vorangegangenen Veröffentlichungen |
| 99.1 | 96.0 | 99.3 | | 76  |         | Pat Garcia | Pat Garcia | 1988     | |
| 99.1 | 96.0 | 99.3 | [1] Joshua Fit The Battle Of Jericho • [2] I Got A Name • [3] Walk With Me, Lord • [4] Summertime • [5] Bridge Over Troubled Water • [6] I Wish • [7] Wade In De Water • [8] Follow Me • [9] Sunny Side Of The Street • [10] Comfort Me • [11] If I Had A Hammer | 76  |         | | Pat Garcia | 1988     | |
| | | 99.3 | | 77  |         | Die schönsten Evangeliumslieder | Studiochor Johannes Nitsch 1 Eddie Gauntt Dorothea Achenbach | 1988     | |
| [1] Du meine Seele, singe • [2] Ich will dir danken (Gott, mein Herr)1 [Version 1988] • [3] Das ist ein köstlich Ding • [4] Weiß ich den Weg auch nicht (Dorothea Achenbach) • [5] Der Herr, mein Hirte, führet mich • [6] Herr, weil mich festhält deine starke Hand1 • [7] Stern, auf den ich schaue • [8] Schönster Herr Jesu • [9] Wie ein Strom von oben • [10] Gott wird dich tragen (Dorothea Achenbach)• [11] Ein jeder trage die Last des andern • [12] Gott hört dein Gebet (Wenn die Last der Welt)1 | | 99.3 | | 77  |         | | Studiochor Johannes Nitsch 1 Eddie Gauntt Dorothea Achenbach | 1988     | |
| 99.1 | 96.0 | 99.3 | | 78  |         | Die schönsten Evangeliumslieder 2 | Studiochor Johannes Nitsch 1 Eddie Gauntt Dorothea Achenbach | 1988     | |
| 99.1 | 96.0 | 99.3 | [1] Jesus ist kommen • [2] Zünde an dein Feuer (Dorothea Achenbach) • [3] Herr, lass deine Wahrheit • [4] Großer Gott, wir loben dich • [5] Sein Nam heißt Wunderbar (Dorothea Achenbach) • [6] Wachet auf, ruft uns die Stimme • [7] In dir ist Freude • [8] O Haupt voll Blut und Wunden (Eddie Gauntt) • [9] Nun gehören unsre Herzen • [10] Bleibend ist deine Treu (Dorothea Achenbach) • [11] Wenn nach der Erde Leid, Arbeit und Pein • [12] Herr, bleib bei mir1 [1988 Version] | 78  |         | | Studiochor Johannes Nitsch 1 Eddie Gauntt Dorothea Achenbach | 1988     | |
| 99.1 | 96.0 | 99.3 | | 79  |         | Die schönsten Kinderlieder 1 Die schönsten Kinderlieder aus „Wir loben dich“ • Volume 1 | 1 Kinderchor der Ludwig-Hofacker-Kirche Stuttgart unter der Leitung von Beate Scheffbuch; 2 Kinderchor Aidlingen unter der Leitung von Christel Schröder; 3 Kinderchor des Württembergischen Brüderbundes unter der Leitung von Eugen Bitzer | 1988     | CD erschienen 1991 als Sammelalbum mit Volume 2 der Reihe |
| 99.1 | 96.0 | 99.3 | Danke, Herr Jesus2 • Sei ein lebendger Fisch2 • Halt an, steig aus1 • Der Himmel steht offen3 • Hast du den rechten Kurs2 • Mach die Augen auf1 • Der Kluge baut sein Haus3 • Mein Gott ist so groß1 • Wenn ich bedenke2 • Gott ist die Liebe3 • Sing mit mir ein Halleluja2 • Gott hat unsre Erde schön gemacht1 • Vater, ich will dich preisen3 • Ja, Gott hat alle Kinder lieb3 | 79  |         | | 1 Kinderchor der Ludwig-Hofacker-Kirche Stuttgart unter der Leitung von Beate Scheffbuch; 2 Kinderchor Aidlingen unter der Leitung von Christel Schröder; 3 Kinderchor des Württembergischen Brüderbundes unter der Leitung von Eugen Bitzer | 1988     | CD erschienen 1991 als Sammelalbum mit Volume 2 der Reihe |
| 99.1 | 96.0 | | | 80  |         | Die schönsten Kinderlieder 2 Die schönsten Kinderlieder aus „Wir loben dich“ • Volume 2 | 1 Kinderchor der Ludwig-Hofacker-Kirche Stuttgart unter der Leitung von Beate Scheffbuch; 2 Kinderchor Aidlingen unter der Leitung von Christel Schröder; 3 Kinderchor des Württembergischen Brüderbundes unter der Leitung von Eugen Bitzer | 1988     | CD erschienen 1991 als Sammelalbum mit Volume 1 der Reihe unter Nr. 99.379 |
| 99.1 | 96.0 | Stop! Und lass dir sagen3 • Spiel für Gott ein neues Lied1 • Gib mir Liebe ins Herz2 • Zachäus war ein kleiner Mann3 • Lass mich an dich glauben3 • Wie kann man jung sein1 • Lies die Bibel2 • Lobt den Herren1 • Alles hat er mir erlassen2 • Immer auf Gott zu vertrauen3 • Dies ist der Tag2 • Ein kleiner Spatz2 • Erwählet euch heute3 • Wer lässt die Sterne strahlen2 | | 80  |         | | 1 Kinderchor der Ludwig-Hofacker-Kirche Stuttgart unter der Leitung von Beate Scheffbuch; 2 Kinderchor Aidlingen unter der Leitung von Christel Schröder; 3 Kinderchor des Württembergischen Brüderbundes unter der Leitung von Eugen Bitzer | 1988     | CD erschienen 1991 als Sammelalbum mit Volume 1 der Reihe unter Nr. 99.379 |
| 99.1 | | 99.3 | D0993 | 81  | 00      | Johannes Nitsch | Johannes Nitsch | 198?     | |
| 99.1 | [1] Nur wenn du … • [2] Freude für jeden Tag • [3] Durchschaue die Schau • [4] Begegnung • [5] Dass ein unsichtbares Rad sich dreht • [6] Freundschaft • [7] Wenn Christen musizieren • [8] Er muss wohl sehr glücklich sein • [9] Weißt du noch • [10] Jesus, zu dir kann ich so kommen, wie ich bin • [11] Herr, in dir • [12] … die Worte füllst | 99.3 | D0993 | 81  | 00      | | Johannes Nitsch | 198?     | |
| 99.1 | 96.0 | 99.3 | | 82  |         | Straight Ahead | Straight Ahead | 1989     | |
| 99.1 | 96.0 | 99.3 | [1] Der Albatros • [2] Es gab Zeiten • [3] Ein Geschenk • [4] Kirche • [5] Ich möchte leben • [6] Fang an, sprich du • [7] Herz aus Stein • [8] Leben in der Wirklichkeit • [9] Ruhe sanft, träume süß • [10] Das Ende des Festes | 82  |         | | Straight Ahead | 1989     | |
| 99.1 | 96.0 | 99.3 | | 83  |         | Komme, was mag! | Die Brückenbauer unter der Leitung von Bertold Engel 1 Barbara Simen; 2 Isabel Wüst | 1989     | Alternative MC-Nr.: 99.283 |
| 99.1 | 96.0 | 99.3 | [1] Glorify The Lord • [2] Die Brücke • [3] Ich frage nach dem Ganzen • [4] Straßenpflaster • [5] Komme, was mag • [6] Gott ruft euch jetzt • [7] I Surrender All • [8] Sammelt nicht Schätze • [9] Give Your Life • [10] We Must Believe | 83  |         | | Die Brückenbauer unter der Leitung von Bertold Engel 1 Barbara Simen; 2 Isabel Wüst | 1989     | Alternative MC-Nr.: 99.283 |
| 99.1 | 96.0 | 99.3 | | 84  |         | Stepping Through The Changes | Don & Susie Newby | 1989     | |
| 99.1 | 96.0 | 99.3 | [1] You Can Do All Things • [2] Ballad Of The Clay Pott • [3] Gone Away • [4] Träume blühn und welken • [5] Celebrate The King • [6] Goodbye • [7] Ein Fenster im Nebel • [8] Then There Were Two • [9] Psalm 87 | 84  |         | | Don & Susie Newby | 1989     | |
| 99.1 | | 99.3 | | 85  |         | Die Hochzeit zu Kana Kindermusical von Hella Heizmann und Gertrud Schmalenbach* | Hella Heizmann und ihre Rasselbande | 1989     | Kindermusical von Hella Heizmann (Musik und Text) und Gertrud Schmalenbach (Text); * Untertitel bei Erstveröffentlichung: „Hellas Kindermusical“ |
| 99.1 | [1] Intro • [2] Heut ist ein Fest • [3] Tischmusik • [4] Geschenkelied • [5] Jetzt ist er da • [6] Lied der Köche • [7] Kommt, wir tanzen • [8] Hochzeitsfest, ein Riesenspaß • [9] Das Wunder • [10] Lied der Karawane • [11] Lied der Jünger • [12] Jesus kam für dich • [13] Das war ein Fest | 99.3 | | 85  |         | | Hella Heizmann und ihre Rasselbande | 1989     | Kindermusical von Hella Heizmann (Musik und Text) und Gertrud Schmalenbach (Text); * Untertitel bei Erstveröffentlichung: „Hellas Kindermusical“ |
| 99.1 | 96.0 | 99.3 | | 86  |         | Aufbruch | Lars Mörlid Studiochor Peter Sandwall (?) | 1989     | |
| 99.1 | 96.0 | 99.3 | [1] Die neue Zeit • [2] Singt dem Herrn mit Freude • [3] Gute Gaben • [4] Oft frag ich • [5] Das größte Gebot • [6] Preist ihn • [7] Ehre und Herrlichkeit • [8] Er will Kraft dir geben • [9] Psalm 13 • [10] Geh | 86  |         | | Lars Mörlid Studiochor Peter Sandwall (?) | 1989     | |
| | 96.0 | | | 87  |         | Jesu Name 5 Die schönsten Lieder aus „Jesu Name nie verklinget“ | Studiochor Axel Schruhl | 1989     | Album beinhaltet teilweise Zweitverwertungstitel aus vorangegangenen Veröffentlichungen |
| [1] Schaffe in mir ein reines Herz • [2] Zünde an dein Feuer [aus CD-Nr. 99.378] • [3] Der Herr, mein Hirte, führet mich [aus CD-Nr. 99.377] • [4] Er ist Herr • [5] Gott wird dich tragen [aus CD-Nr. 99.377] • [6] Folge niemals dem Rat dem gottlosen Leute • [7] In aller Angst und Not (Jutta Renz) • [8] Du gibst das Leben [aus LP-Nr. 99.147] • [9] Jesus, du des Lebens Herr • [10] Stern, auf den ich schaue [aus CD-Nr. 99.377] • [11] Nun gehören unsre Herzen [aus CD-Nr. 99.378] • [12] Herr, weil mich festhält deine starke Hand [aus CD-Nr. 99.377] | 96.0 | | | 87  |         | | Studiochor Axel Schruhl | 1989     | Album beinhaltet teilweise Zweitverwertungstitel aus vorangegangenen Veröffentlichungen |
| | 96.0 | | | 88  |         | Jesu Name 6 Junge Lieder aus „Jesu Name nie verklinget“ | Studiochor Axel Schruhl | 1989     | Album beinhaltet teilweise Zweitverwertungstitel aus vorangegangenen Veröffentlichungen |
| [1] Kommt doch her zu mir • [2] Niemand ist größer als du • [3] Fürchte dich nicht, ich bin bei dir • [4] Steck den Kopf nicht in den Sand [?] • [5] Unser Vater und Gott [aus LP-Nr. 99.153] • [6] Viele Wege gibt es auf dieser Welt (Viele Wege gibt es) (Weise mir, Herr, deinen Weg) • [7] Komm in unser dürres Leben • [8] Herr, ich weiß, du denkst an mich • [9] Himmlischer Vater, wir beten dich an • [10] Herr, halte mich nah bei dir | 96.0 | | | 88  |         | | Studiochor Axel Schruhl | 1989     | Album beinhaltet teilweise Zweitverwertungstitel aus vorangegangenen Veröffentlichungen |
| 99.1 | 96.0 | 99.3 | | 90  |         | Ganz persönlich will ich sein | Hauke Hartmann 1 Jonathan Böttcher | 1989     | |
| 99.1 | 96.0 | 99.3 | [1] Ganz persönlich will ich sein • [2] Liebe bleibt • [3] Zeit mit Gott • [4] In den Augen eines Kindes1 • [5] Das Geschenk • [6] Kinderleicht • [7] Lied für einen Fremden • [8] Weitergehn • [9] Ich suche • [10] Mit dir zu gehn | 90  |         | | Hauke Hartmann 1 Jonathan Böttcher | 1989     | |
| 99.1 | 96.0 | 99.3 | | 91  |         | Die schönsten Kinderlieder 3 Die schönsten Kinderlieder aus „Wir loben dich“ • Volume 3 | 1 Kinderchor der Ludwig-Hofacker-Kirche Stuttgart unter der Leitung von Beate Scheffbuch; 2 Kinderchor Aidlingen unter der Leitung von Christel Schröder; 3 Kinderchor des Württembergischen Brüderbundes unter der Leitung von Eugen Bitzer | 1989     | CD erschienen 1991 als Sammelalbum mit Volume 4 der Reihe |
| 99.1 | 96.0 | 99.3 | Jeden Tag singe ich2 • Wir sind so froh, dass Jesus uns liebt3 • Wir möchten Lieder singen1 • Lobet und preiset, ihr Völker2 • Wie ein Kinderlachen1 • Jesus liebt mich so sehr3 • Es ist nichts von selbst gekommen3 • Morgens hab ich viel zu denken3 • Ich singe, und bin fröhlich1 • Danke, mein Vater2 • Lasst uns miteinander3 • Alles ist so schön2 • Sagt es den Völkern1 • Oft will ich fliegen wie ein kleiner Schmetterling1 | 91  |         | | 1 Kinderchor der Ludwig-Hofacker-Kirche Stuttgart unter der Leitung von Beate Scheffbuch; 2 Kinderchor Aidlingen unter der Leitung von Christel Schröder; 3 Kinderchor des Württembergischen Brüderbundes unter der Leitung von Eugen Bitzer | 1989     | CD erschienen 1991 als Sammelalbum mit Volume 4 der Reihe |
| 99.1 | 96.0 | | | 92  |         | Die schönsten Kinderlieder 4 Die schönsten Kinderlieder aus „Wir loben dich“ • Volume 4 | 1 Kinderchor der Ludwig-Hofacker-Kirche Stuttgart unter der Leitung von Beate Scheffbuch; 2 Kinderchor Aidlingen unter der Leitung von Christel Schröder; 3 Kinderchor des Württembergischen Brüderbundes unter der Leitung von Eugen Bitzer | 1989     | CD erschienen 1991 als Sammelalbum mit Volume 3 der Reihe unter Nr. 99.391 |
| 99.1 | 96.0 | Das Zentralbüro1 • Freu dich an der Sonne3 • Wie die Sonne, so hell1 • Ich freu mich und bin fröhlich3 • Du zeigst mir den Weg1 • Petrus, sieh nur zu Jesus1 • Er hat mich so geliebt2 • Ich habe Freude in meinem Herzen3 • Jesus heißt uns leuchten2 • Gottes Liebe ist so wunderbar1 • Fest und treu wie Daniel2 • Das Fischlein in dem Wasser2 • Dreihundertfünfundsechzig Tage (365 Tage)3 • Jesus ist der gute Hirte1 | | 92  |         | | 1 Kinderchor der Ludwig-Hofacker-Kirche Stuttgart unter der Leitung von Beate Scheffbuch; 2 Kinderchor Aidlingen unter der Leitung von Christel Schröder; 3 Kinderchor des Württembergischen Brüderbundes unter der Leitung von Eugen Bitzer | 1989     | CD erschienen 1991 als Sammelalbum mit Volume 3 der Reihe unter Nr. 99.391 |
| | | 99.3 | | 93  |         | Die schönsten Evangeliumslieder 3 | Studiochor Johannes Nitsch 1 Erftal-Duett (Ulrike Wetter und Johannes Nitsch) Andrea Massong – Querflöte | 1991     | |
| [1] Frohe Botschaft (Frohe Botschaft wir künden den Völkern) • [2] Du bist würdig • [3] Fürchte dich nicht (Fürchte dich nicht, denn du bist mein) • [4] Friede (Friede sei mit dir) • [5] Instrumentalstück aus der 8. Sonate von Georg Friedrich Händel (op. 1, Nr. 11) (Andrea Massong – Querflöte) • [6] O Gott, sei gelobt • [7] Auf, denn die Nacht wird kommen • [8] Wenn Friede mit Gott • [9] Ich bin entschieden • [10] Denn er hat seinen Engeln befohlen (Wer auf Gott vertraut) | | 99.3 | | 93  |         | | Studiochor Johannes Nitsch 1 Erftal-Duett (Ulrike Wetter und Johannes Nitsch) Andrea Massong – Querflöte | 1991     | |
| | | 99.3 | | 94  |         | Die schönsten Evangeliumslieder 4 | Studiochor Johannes Nitsch 1 Erftal-Duett: • Ulrike Wetter • Johannes Nitsch Andrea Massong – Querflöte Johannes Nitsch – Piano | 1991     | |
| [1] Welch ein Freund (Welch ein Freund ist unser Jesus) • [2] O Gott, dir sei Ehre • [3] Du großer Gott (Du großer Gott, wenn ich die Welt betrachte)1 • [4] Noch dringt Jesu frohe Botschaft • [5] Instrumentalstück aus der 8. Sonate von Georg Friedrich Händel (op. 1, Nr. 11) (Andrea Massong – Querflöte) • [6] Stimmt zu Gottes Ehren • [7] Jesus, wir sehen auf dich • [8] Instrumentalstück aus der 6. Sonate von Johann Sebastian Bach (BWV 1035) (Andrea Massong – Querflöte) • [9] Unser Vater in dem Himmel • [10] Geh unter der Gnade | | 99.3 | | 94  |         | | Studiochor Johannes Nitsch 1 Erftal-Duett: • Ulrike Wetter • Johannes Nitsch Andrea Massong – Querflöte Johannes Nitsch – Piano | 1991     | |
| 99.1 | 96.0 | 99.3 | | 95  |         | Fantastic Melodies | Justo Almario (Saxophon) Lothar Kosse (Keyboards) Dieter Koch (Gitarren) Axel Schruhl (Keyboards) | 1990     | |
| 99.1 | 96.0 | 99.3 | [1] Chariots Of Fire • [2] Allegrissimo • [3] The Best Is Yet To Come • [4] Air • [5] Präludium • [6] Rhapsody In Blue • [7] The New World Caravan • [8] Somewhere (There’s A Place For Us) | 95  |         | | Justo Almario (Saxophon) Lothar Kosse (Keyboards) Dieter Koch (Gitarren) Axel Schruhl (Keyboards) | 1990     | |
| | | 99.3 | | 96  |         | Singt das Lied der Lieder Demo-CD zu Band 3 | Studiochor Johannes Nitsch | 1991     | |
| [1] Du bist da • [2] Wenn du fragst • [3] Psalm 9 • [4] Über Nacht • [5] Kommt zu uns • [6] Keep Your Lamps • [7] Ich schütte mein Herz vor dir aus • [8] Du gabst dem Blinden das Augenlicht • [9] Wir feiern ein Fest • [10] Dass dein Wort in meinem Herzen starke Wurzeln schlägt (Starke Wurzeln, gute Früchte) [Demo] • [11] Wohin sollt ich gehen (Psalm 139) • [12] Wohl dem, dem die Übertretungen vergeben sind • [13] Ja, er kommt zurück • [14] Jubelt dem Herrn zu • [15] Denn siehe, Gott ist meine Stärke • [16] Wenn auch die Berge weichen • [17] Alles, was ihr bittet • [18] Dass Jesus der Herr ist • [19] Kommt und singt • [20] Rache • [21] Staub deine Bibel ab • [22] Ein neuer Start • [23] Siehe, ich breite aus den Frieden • [24] Grenzenlos • [25] Gott aber wird ausfüllen • [26] Reich dir die Hand • [27] Gut, dass wir einander haben • [28] Woraufs ankommt • [29] Ich will zu dir gehen • [30] Gestern war mir alles klar • [31] In dir ist mein Leben • [32] Der Herr schenkt mir den Tag • [33] Freude! Wir singen, weil wir uns freuen • [34] Freude für jeden Tag • [35] Keinem von uns ist Gott fern • [36] Gott wurde arm für uns • [37] Lobet den Herrn • [38] Der Himmel ist offen | | 99.3 | | 96  |         | | Studiochor Johannes Nitsch | 1991     | |
| | | | |     |         | | |          | |
| 99.1 | 96.0 | 99.3 | | 98  |         | Unterwegs | Studiochor Johannes Nitsch 1 Kathi Arndt; 2 Hauke Hartmann; 3 John Johnson | 1990     | |
| 99.1 | 96.0 | 99.3 | [1] Wie ein Fest nach langer Trauer (So ist Versöhnung)2 [Song-Albumversion 1991] • [2] Unterwegs • [3] Jesus, dein Licht (Herr, das Licht deiner Liebe leuchtet auf)1 • [4] Kopf und Herz sind wie ein Beet • [5] Solang ich atmen kann • [6] Gedanken • [7] Jesus Be A Fence3 • [8] Weil du da bist • [9] Wüst ist das Land • [10] My Lord Is Coming Back3 | 98  |         | | Studiochor Johannes Nitsch 1 Kathi Arndt; 2 Hauke Hartmann; 3 John Johnson | 1990     | |

### CD 99.500 ff / MC 96.400 ff / LP 99.400 ff
| Präfix | Präfix | Präfix | Präfix | Nr.    | Postfix | Titel | Interpreten | Jahr      | Anmerkungen |
| CD | MC | LP | Load | Nr.    | Load    | Titel | Interpreten | Jahr      | Anmerkungen |
| --- | --- | --- | --- | ------ | ------- | --- | --- | --------- | --- |
| 99.5 | 96.4 | 99.4 | | 00     |         | Sing – Worship Volume 1 | Bryn Haworth; Adrian Thompson; Don Newby | 1990      | Playback-Nr. 99.600 |
| 99.5 | 96.4 | 99.4 | [1] Sing • [2] In dir ist mein Leben • [3] Jesus • [4] Dank sei Gott • [5] Ewiger Gott • [6] We Shall Stand • [7] Licht der Welt • [8] Du bist erhoben • [9] Dein Reich komme • [10] More Love, More Power | 00     |         | | Bryn Haworth; Adrian Thompson; Don Newby | 1990      | Playback-Nr. 99.600 |
| 99.5 | 96.4 | | D0995 | 01     | 00      | Ganz bestimmt | Con-Takte unter der Leitung von Sigrun Roth1 Heidi Klingberg 2 Wilfried Lill | 1991      | |
| 99.5 | 96.4 | [1] Grund zum Singen / Lieder • [2] Ganz bestimmt • [3] Das macht uns Mut • [4] Go Tell It On The Mountains • [5] Auf dem Weg • [6] Wenn du redest • [7] Elijah Rock • [8] Einer fängt an • [9] Wer bist du • [10] Wunder • [11] Am Ende eines Auswegs | D0995 | 01     | 00      | | Con-Takte unter der Leitung von Sigrun Roth1 Heidi Klingberg 2 Wilfried Lill | 1991      | |
| 99.5 | | | | 02     |         | Gospel News | Gospel News | 1991      | Vertriebsprodukt für VME Musikproduktion, Schweiz |
| 99.5 | [1] Stand Up And Be Counted • [2] Celebrate New Life • [3] Es ist der Herr • [4] Bei ihm zu Haus • [5] Love’s Still Changing Hearts • [6] Du bist hier • [7] Touch The World • [8] Never Let It Be Said • [9] Licht der Welt • [10] Sehnsucht in mir | | | 02     |         | | Gospel News | 1991      | Vertriebsprodukt für VME Musikproduktion, Schweiz |
| 99.5 | 96.4 | 99.4 | | 03     |         | Begegnungen | 1 Kathi Arndt; 2 Johannes Nitsch; 3 Christoph Zehendner; 4 Hella, Melanie und Viola Heizmann; 5 Studiochor Johannes Nitsch | 1990      | Ein Konzept von Christoph Zehendner (Text); Johannes Nitsch (Musik); Erstfassung 1990, Werkserweiterung um ergänzende Musiktitel, zunächst veröffentlicht 1992 als Maxi-Single unter CD-Nr. 99.503-003 (Inhalt (3 Ersterscheinungstitel, 1 Remake mit „Jugendchor Haiger“): [1] Kommt und seht • [2] Aus Liebe • [3] Worte des Lebens • [4] Du bist (der Weg und die Wahrheit und das Leben) [Neue Fassung: Jugendchor-Version 1992]), sowie 1994 Integrationsveröffentlichung des Gesamtwerkes unter CD-Nr. 99.736. |
| 99.5 | 96.4 | 99.4 | [1] Das Ja der Liebe5 • [2] Johannes der Täufer5 • [3] Nikodemus (Weil Gott die Welt so unendlich liebt)1; 2; 5 • [4] Wasser und Brot4; 5 (feat. 2) • [5] Jesus tut Wunder1; 3; 5 • [6] Du bist (der Weg und die Wahrheit und das Leben) [1990 Version]1; 2; 3; 5 [Erstversion 1990] • [7] Gott kommt uns ganz nah1; 5 • [8] Lieben wie er3; 5 • [9] Gottes Lamm1; 2 (feat. 4) • [10] Auferstanden1; 2; 3; 5 (feat. 4) | 03     |         | | 1 Kathi Arndt; 2 Johannes Nitsch; 3 Christoph Zehendner; 4 Hella, Melanie und Viola Heizmann; 5 Studiochor Johannes Nitsch | 1990      | Ein Konzept von Christoph Zehendner (Text); Johannes Nitsch (Musik); Erstfassung 1990, Werkserweiterung um ergänzende Musiktitel, zunächst veröffentlicht 1992 als Maxi-Single unter CD-Nr. 99.503-003 (Inhalt (3 Ersterscheinungstitel, 1 Remake mit „Jugendchor Haiger“): [1] Kommt und seht • [2] Aus Liebe • [3] Worte des Lebens • [4] Du bist (der Weg und die Wahrheit und das Leben) [Neue Fassung: Jugendchor-Version 1992]), sowie 1994 Integrationsveröffentlichung des Gesamtwerkes unter CD-Nr. 99.736. |
| 99.5 | | | | 04     |         | Highlights 3 | Various | 1990      | Kompilationsalbum aus Zweitverwertungstiteln vorangegangener Veröffentlichungen sowie Musiktitel in Erstveröffentlichung |
| 99.5 | [1] Freude für jeden Tag [aus LP-Nr. 99.181] • [2] Gone Away [aus LP-Nr. 99.184] • [3] Jesus, wohin sonst [aus Gerth Medien – CD-Nr. 938.574] • [4] Liebe bleibt [aus LP-Nr. 99.190] • [5] Ein neuer Start (Beate Ling) • [6] Kirche [aus LP-Nr. 99.182] • [7] Leben ohne Schatten [aus LP-Nr. 99.172] • [8] Hier ist Leben [aus Gerth Medien – CD-Nr. 938.574] • [9] Celebrate The King [aus LP-Nr. 99.184] • [10] Weitergehn [aus LP-Nr. 99.190] • [11] Dass ein unsichtbares Rad sich dreht [aus LP-Nr. 99.181] • [12] Weil du da bist (Beate Ling) • [13] Worauf’s ankommt [aus LP-Nr. 99.165] • [14] Sinai (Instrumental) (Lothar Kosse) • [15] Mein Fels [aus MC Wenn nicht jetzt … wann dann!?] (Normal Generation?) • [16] Es ist Zeit [aus MC Wenn nicht jetzt … wann dann!?] (Normal Generation?) • [17] Männergesellschaft [Version „Hänssler Music 1990“] (Beate Ling) | | | 04     |         | | Various | 1990      | Kompilationsalbum aus Zweitverwertungstiteln vorangegangener Veröffentlichungen sowie Musiktitel in Erstveröffentlichung |
| 99.5 | | | | 05     |         | Highlights 4 | Various | 1990      | Kompilation von Zweitverwertungstitel aus vorangegangenen Veröffentlichungen |
| 99.5 | [1] Then There Were Two [aus LP-Nr. 99.184] • [2] In den Augen eines Kindes [aus LP-Nr. 99.190] • [3] Oft frag ich [aus LP-Nr. 99.186] • [4] Walk With Me, Lord [aus LP-Nr. 99.176] • [5] Glorify The Lord [aus LP-Nr. 99.183] • [6] Denn morgen schon [aus LP-Nr. 99.165] • [7] Wir sind frei [aus LP-Nr. 99.161] • [8] Der Albatros [aus LP-Nr. 99.182] • [9] Wenn Christen musizieren [aus LP-Nr. 99.181] • [10] Gute Gaben [aus LP-Nr. 99.186] • [11] Follow Me [aus LP-Nr. 99.176] • [12] Komme, was mag [aus LP-Nr. 99.183] • [13] Jesus reicht dir seine Hand [aus LP-Nr. 99.161] • [14] Gott mint es gut [aus LP-Nr. 99.172] • [15] Give Your Life [aus LP-Nr. 99.183] • [16] Geh unter der Gnade [aus LP-Nr. 99.163] | | | 05     |         | | Various | 1990      | Kompilation von Zweitverwertungstitel aus vorangegangenen Veröffentlichungen |
| 99.5 | 96.4 | | | 06     |         | Singt mit uns 1 | Studiochor Axel Schruhl 1 Beate Ling 2 Matthias Mäder | 1990      | |
| 99.5 | 96.4 | Sing mit mir ein Halleluja • Gib mir Liebe ins Herz • Fröhlich, fröhlich ist das Volk • Vater, ich will dich preisen • Du bist unsre Zuversicht • Meine Zeit steht in deinen Händen • Herr, wir sind zu dir gekommen • Dass du mich einstimmen lässt • Danke, Herr Jesus • Von guten Mächten wunderbar geborgen1 | | 06     |         | | Studiochor Axel Schruhl 1 Beate Ling 2 Matthias Mäder | 1990      | |
| 99.5 | 96.4 | | | 07     |         | Singt mit uns 2 | Studiochor Axel Schruhl 1 Beate Ling 2 Matthias Mäder | 1990      | |
| 99.5 | 96.4 | Lobet und preiset, ihr Völker, den Herrn • Dies ist der Tag • Komm, geh mit mir in das Land • Überall hat Gott seine Leute [aus LP-Nr. 99.146] • Herr, ich sehe deine Welt • Viele Wege gibt es auf dieser Welt [aus MC-Nr. 96.088] • Wenn ich bedenke • Die Gott lieben, werden sein wie die Sonne [aus LP-Nr. 99.142] • Wir sind so froh, dass Jesus uns liebt • Keiner weiß, wann (Alle werden dich sehn) [aus LP-Nr. 99.146] • Zünde an dein Feuer [aus CD-Nr. 99.378] | | 07     |         | | Studiochor Axel Schruhl 1 Beate Ling 2 Matthias Mäder | 1990      | |
| | 96.4 | | | 08     |         | Jesu Name 7 Die schönsten Lieder aus „Jesu Name nie verklinget“ | Studiochor Hans Werner Scharnowski 1 Beate Ling 2 Ruthild Wilson3 Bernd-Martin Müller | 1990      | Album beinhaltet Zweitverwertungstitel aus vorangegangenen Veröffentlichungen |
| [1] Du großer Gott, wenn ich die Welt betrachte1; 2 • [2] Ich will dir danken (Gott, mein Herr) [1988 Version aus CD-Nr. 99.377] • [3] Ein jeder trage die Last des andern [aus CD-Nr. 99.377] • [4] Nimmst du mich noch einmal an [aus LP-Nr. 99.149] • [5] Herr, wir bitten, komm und segne uns • [6] Bleibend ist deine Treu2; 3 • [7] Jesus ist kommen [aus CD-Nr. 99.378] • [8] Wie ein Strom von oben [aus CD-Nr. 99.377] • [9] Wer Gott folgt, riskiert seine Träume2; 3 • [10] Weiß ich den Weg auch nicht [aus CD-Nr. 99.377] | 96.4 | | | 08     |         | | Studiochor Hans Werner Scharnowski 1 Beate Ling 2 Ruthild Wilson3 Bernd-Martin Müller | 1990      | Album beinhaltet Zweitverwertungstitel aus vorangegangenen Veröffentlichungen |
| | 96.4 | | | 09     |         | Jesu Name 8 Junge Lieder aus „Jesu Name nie verklinget“ | 1 Studiochor Axel Schruhl 2 Studiochor Hans-Werner Scharnowski; 3 Studiochor Florian Sitzmann | 1990      | |
| [1] Kommt zum Fest des Lebens1 • [2] Gott baut sein Haus2 • [3] Gottes Anruf überrascht uns3 • [4] In deinem Haus bin ich gern (Christoph Zehendner) • [5] Die Gott lieben, werden sein wie die Sonne2 • [6] Wie tief kann ich fallen2 • [7] So sehr liebt uns Gott3 • [8] Wir werden sein wie die Träumenden (Wir werden sein wie Träumende)3 • [9] Singt das Lied der Lieder3 • [10] Singt dem Herrn und lobt ihn2 | 96.4 | | | 09     |         | | 1 Studiochor Axel Schruhl 2 Studiochor Hans-Werner Scharnowski; 3 Studiochor Florian Sitzmann | 1990      | |
| | 96.4 | | | 10     |         | Darum singen wir Halleluja | Ainos der Landeskirchlichen Gemeinschaft Görlitz unter der Leitung von Gunter Gerhardt; Rundfunkorchester Berlin unter der Leitung von Johannes Brunner                                                                                     | 1990      | |
| [1] Komm, Heiliger Geist • [2] Fürchte dich nicht • [3] Du großer Gott, wenn ich die Welt betrachte • [4] Welch ein Freund ist unser Jesus • [5] Ich bin durch die Welt gegangen • [6] Ich bin entschieden, zu folgen Jesus • [7] Erhalt uns, Herr, bei deinem Wort • [8] Wo werd ich sein • [9] Geh, ruf es von den Bergen • [10] Wohin soll ich gehn • [11] Gott sagt uns, sucht mich • [12] Gott sieht dich • [13] Herr, zeig uns den Weg • [14] Gott ist die Liebe • [15] Der alte Brunnen spendet leise • [16] Sei getrost und unverzagt • [17] Jesus ist auferstanden | 96.4 | | | 10     |         | | Ainos der Landeskirchlichen Gemeinschaft Görlitz unter der Leitung von Gunter Gerhardt; Rundfunkorchester Berlin unter der Leitung von Johannes Brunner                                                                                     | 1990      | |
| | 96.4 | | | 11     |         | 1000 Lieder reichen nicht … Neue Kinderlieder | Kinderchor des Württembergischen Brüderbundes unter der Leitung von Eugen Bitzer 1 Eberhard Rink | 1990 1991 | Doppelalbum, bestehend aus zwei Tonträgern |
| Papa, sing mir tausend Lieder • Die große Reise • In Jerusalem • Gott liebt alle Menschen • Ein Kind wie du und ich • Wisst ihr nicht, dass ich in Gottes Haus gehöre • In Gottes Haus ists schön • Es ist nicht so wichtig • Wer wird schon gern Hunger leiden • Wisst ihr, wie es war • Weil du es sagst, Herr • Tausend Lieder • Ich kam grad vom Bäcker • Was mach ich bloß • Wasser heißt Leben • Der Tod hat nun verloren • In dem kleinen Häuschen • Kommet her zu mir | 96.4 | | | 11     |         | | Kinderchor des Württembergischen Brüderbundes unter der Leitung von Eugen Bitzer 1 Eberhard Rink | 1990 1991 | Doppelalbum, bestehend aus zwei Tonträgern |
| 99.5 | | | | 12     |         | Die schönsten Gemeindelieder 1 Die schönsten Gemeindelieder aus „Ich will dir danken“ • Volume 1 | Studiochor Hans Werner Scharnowski 1 Ruthild Wilson | 1990?     | Album beinhaltet größtenteils Zweitverwertungstitel aus vorangegangenen Veröffentlichungen |
| 99.5 | [1] Du großer Gott, wenn ich die Welt betrachte [aus MC-Nr. 96.408] • [2] Zünde an dein Feuer [aus CD-Nr. 99.378] • [3] O Gott, dir sei Ehre1 • [4] Du bist unsre Zuversicht [aus CD-Nr. 99.506] • [5] Meine Zeit steht in deinen Händen [aus CD-Nr. 99.506] • [6] Die Gott lieben, werden sein wie die Sonne [aus LP-Nr. 99.142] • [7] Niemand ist größer als du [aus MC-Nr. 96.088] • [8] Fröhlich, fröhlich ist das Volk [aus CD-Nr. 99.506] • [9] Kommt doch her zu mir [aus MC-Nr. 96.088] • [10] Gott, mein Herr (Ich will dir danken) [aus LP-Nr. 99.143] • [11] Wie ein Fest nach langer Trauer (So ist Versöhnung) [*? Remix von Titel aus LP-Nr. 99.172] • [12] Jesus, dir gehört mein Leben [aus LP-Nr. 99.153] • [13] Geh unter der Gnade [aus LP-Nr. 99.163] • [14] Von guten Mächten wunderbar geborgen [aus CD-Nr. 99.506] | | | 12     |         | | Studiochor Hans Werner Scharnowski 1 Ruthild Wilson | 1990?     | Album beinhaltet größtenteils Zweitverwertungstitel aus vorangegangenen Veröffentlichungen |
| 99.5 | | | | 13     |         | Die schönsten klassischen Melodien | Various | 1989      | Kompilation von Zweitverwertungstitel aus vorangegangenen Veröffentlichungen |
| 99.5 | Auszug aus dem 1. Satz der Sinfonie g-Moll von Wolfgang Amadeus Mozart • Rondo alla turca (aus der Klaviersonate Nr. 11 von Wolfgang Amadeus Mozart) • Badinerie von Johann Sebastian Bach • Air von Johann Sebastian Bach • Jesus bleibet meine Freude (aus der Kantate BWV 147) • Solfeggietto von Carl Philipp Emanuel Bach • Bolero von Maurice Ravel • Frühling (aus Die vier Jahreszeiten) • Säbeltanz • Adagio cantabile (aus der Klaviersonate Nr. 8 „Pathétique“ von Ludwig van Beethoven) • Das große Halleluja (aus Oratorium Der Messias) | | | 13     |         | | Various | 1989      | Kompilation von Zweitverwertungstitel aus vorangegangenen Veröffentlichungen |
| 99.5 | 96.4 | | | 14     |         | Changes | Pat Garcia | 1991      | |
| 99.5 | 96.4 | [1] Heaven • [2] Peaceful Waters • [3] Drinking Of The Wine • [4] Which Way To Go, I Know • [5] Change • [6] Nobody Knows • [7] In The Ghetto • [8] God Bless The Child • [9] I’m Gonna Sit Right Down And Write Myself A Letter • [10] Happiness | | 14     |         | | Pat Garcia | 1991      | |
| 99.5 | | | | 15     |         | Hellas schönste Kinderlieder | Hella Heizmann und ihre Rasselbande | 199?      | Kompilation von Zweitverwertungstitel aus vorangegangenen Veröffentlichungen |
| 99.5 | [1] Alles jubelt, alles singt (Psalm 96) [aus LP-Nr. 99.112] • [2] Josef, der Minister [aus LP-Nr. 99.152] • [3] Psalmen sind Lieder [aus LP-Nr. 99.112] • [4] Die Freude braucht Musik (David) [aus LP-Nr. 99.152] • [5] Ich will auf meine Pauke hauen (Halleluja mit Händen und Füßen) [aus LP-Nr. 99.112] • [6] Jona [aus LP-Nr. 99.171] • [7] Denn er hat seinen Engeln befohlen (Wer auf Gott vertraut) [aus LP-Nr. 99.152] • [8] Der Wärter frisst wohl selbst das Fleisch [aus LP-Nr. 99.152] • [9] Unser Lied [aus LP-Nr. 99.171] • [10] Lied der Jünger [aus LP-Nr. 99.185] • [11] Heut ist ein Fest [aus LP-Nr. 99.185] • [12] Geschenkelied [aus LP-Nr. 99.185] • [13] Kommt, wir tanzen [aus LP-Nr. 99.185] • [14] Hochzeitsfest, ein Riesenspaß [aus LP-Nr. 99.185] • [15] Das war ein Fest [aus LP-Nr. 99.185]• [16] Jesus sitzt im Boot [aus LP-Nr. 99.171] • [17] Das verlorene Schaf [aus LP-Nr. 99.152] • [18] Komm runter, ruft Jesus (Zachäus) [aus LP-Nr. 99.171] • [19] Bartimäus [aus LP-Nr. 99.171] • [20] Große Sprüche machen kann er (Petrus) [aus LP-Nr. 99.171] • [21] Jesus kam für dich [aus LP-Nr. 99.185] | | | 15     |         | | Hella Heizmann und ihre Rasselbande | 199?      | Kompilation von Zweitverwertungstitel aus vorangegangenen Veröffentlichungen |
| 99.5 | 96.4 | 99.4 | D0995 | 16     | 00      | Von-Wegen | Manfred Siebald | 1991*     | * Jahresangabe zur Veröffentlichung auf LP: 1990 |
| 99.5 | 96.4 | 99.4 | D0995 | 16     | 00      | [1] Über Nacht • [2] Bücher • [3] Kommt zu uns • [4] Gut, dass wir einander haben • [5] Immer wieder dieser Gang zu dir • [6] Hab keine Angst, mein Kind • [7] Reich mir die Hand • [8] Nochmal davongekommen • [9] Gestern war mir alles klar • [10] Siehste, Elvira • [11] Ich schütte mein Herz vor dir aus • [12] „Der da oben“ • [13] Dass Jesus der Herr ist | Manfred Siebald | 1991*     | * Jahresangabe zur Veröffentlichung auf LP: 1990 |
| 99.5 | 96.4 | | | 17     |         | Crown Him March For Jesus | Graham Kendrick | 1991      | Deutsche Lizenzausgabe, original erschienen bei Integrity, Hosanna! Music, Epic und Sparrow Records |
| 99.5 | 96.4 | [1] History Makers • [2] From The Sun’s Rising • [3] Go Forth In His Name • [4] For This Purpose • [5] Here Is Love • [6] Lead Me To The Cross • [7] Join Our Hearts • [8] Cross Every Border • [9] All The Glory • [10] Open The Gates • [11] Christ Is King Of All Creation • [12] Lift Up Your Heads • [13] Crown Him With Many Crowns • [14] The Apostles Creed • [15] I Delight • [16] Lord, Have Mercy (Prayer Song)• [17] O Give Thanks • [18] Heaven Is In My Heart Medley: Heaven Is In My Heart / God Is So Good • [19] Psalm 24:7 (Proclamation) • [20] Say Yes • [21] And He Shall Reign • [22] All Hail The Power | | 17     |         | | Graham Kendrick | 1991      | Deutsche Lizenzausgabe, original erschienen bei Integrity, Hosanna! Music, Epic und Sparrow Records |
| | 96.4 | | | 18     |         | Schir chadasch Israelische Lieder in Hebräisch, Deutsch und Englisch | Rainer Lemke | 1990      | |
| [1] Jauchze, Tochter Zion • [2] Groß ist der Herr • [3] Brot, Wein • [4] Wie die Augen eines Knechts • [5] Der Leibeigene • [6] Unser Vater, unser König • [7] Du bist der Herr der Ehren • [8] Hoch hinaus will ich nicht • [9] Der Herr wird zu uns kommen • [10] Hoch erfreut • [11] Der Geist und die Braut • [12] Er ist unser Friede • [13] Verlasst euch auf den Herrn • [14] All mein Herz ist dein • [15] An Frieden reich • [16] Halleluja • [17] Gnade sei mit euch • [18] Er ist unser Gott • [19] Erforsche mich, Gott • [20] Von deiner Gnade • [21] Schaffe Gott in mir • [22] Um Zions willen • [23] Der Hüter Israels • [24] Dass alle an dich glauben könnten • [25] Heilig, heilig, heilig • [26] So sehr hat Gott die Welt geliebet | 96.4 | | | 18     |         | | Rainer Lemke | 1990      | |
| | 96.4 | | | 19     |         | Kommt, singt mit uns Volume 1 | 1 Kinderchor der Ludwig-Hofacker-Kirche Stuttgart unter der Leitung von Beate Scheffbuch; 2 Kinderchor Aidlingen unter der Leitung von Christel Schröder 3 Kinderchor des Württembergischen Brüderbundes unter der Leitung von Eugen Bitzer | 1990      | Album beinhaltet teilweise Zweitverwertungstitel aus vorangegangenen Veröffentlichungen |
| Herr, wir danken dir • Psalmen sind Lieder [aus LP-Nr. 99.112] • Sieh den Regenbogen an • Dienet dem Herrn • Jesus, du bist jetzt bei uns • Mit der Hand, mit der Zither • Josua kämpft • Ein kleiner Spatz • Hört auf die Geschichte • Lobet mit Herz und Mund | 96.4 | | | 19     |         | | 1 Kinderchor der Ludwig-Hofacker-Kirche Stuttgart unter der Leitung von Beate Scheffbuch; 2 Kinderchor Aidlingen unter der Leitung von Christel Schröder 3 Kinderchor des Württembergischen Brüderbundes unter der Leitung von Eugen Bitzer | 1990      | Album beinhaltet teilweise Zweitverwertungstitel aus vorangegangenen Veröffentlichungen |
| | 96.4 | | | 20     |         | Kommt, singt mit uns Volume 2 | 1 Kinderchor der Ludwig-Hofacker-Kirche Stuttgart unter der Leitung von Beate Scheffbuch; 2 Kinderchor Aidlingen unter der Leitung von Christel Schröder 3 Kinderchor des Württembergischen Brüderbundes unter der Leitung von Eugen Bitzer | 1990      | Album beinhaltet teilweise Zweitverwertungstitel aus vorangegangenen Veröffentlichungen |
| Kindermutmachlied1 • Jesus kam für dich [aus CD-Nr. 99.385] • Wasser heißt Leben [aus MC-Nr. 96.411] • Ja, Gott hat alle Kinder lieb [aus LP-Nr. 99.179] • Fische im Wasser • Gott nimmt uns an der Hand • Ratatatam • Mein Gott ist so groß [aus LP-Nr. 99.179] • Das Fischlein in dem Wasser [aus LP-Nr. 99.192] • Links, rechts, gradeaus1 • Lies die Bibel [aus LP-Nr. 99.180] | 96.4 | | | 20     |         | | 1 Kinderchor der Ludwig-Hofacker-Kirche Stuttgart unter der Leitung von Beate Scheffbuch; 2 Kinderchor Aidlingen unter der Leitung von Christel Schröder 3 Kinderchor des Württembergischen Brüderbundes unter der Leitung von Eugen Bitzer | 1990      | Album beinhaltet teilweise Zweitverwertungstitel aus vorangegangenen Veröffentlichungen |
| 99.5 | | | | 21     |         | The Best Of Gospel | The Johnny Thompson Singers | 19??      | Album beinhaltet Zweitverwertungstitel vorangegangener Veröffentlichungen |
| 99.5 | [1] Oh Happy Day • [2] Old Time Religion • [3] I Surrender All [aus LP-Nr. 99.183] • [4] Follow Me [aus LP-Nr. 99.176] • [5] Joshua Fit The Battle Of Jericho [aus LP-Nr. 99.176] • [6] Give Your Live [aus LP-Nr. 99.183] • [7] Walk With Me, Lord [aus LP-Nr. 99.176] • [8] We Must Believe [aus LP-Nr. 99.183] • [9] Looking For Jesus To Return • [10] We Shall Overcome • [11] Hold To Your Testimony • [12] Nobody Knows • [13] Lord Send Your Power • [14] I’ll Never Say No • [15] Swing Low, Sweet Chariot | | | 21     |         | | The Johnny Thompson Singers | 19??      | Album beinhaltet Zweitverwertungstitel vorangegangener Veröffentlichungen |
| 99.5 | | | | 22     |         | Feiert ein Fest dem Herrn! 32 Lieder für kleine und große Leute | Waltraud Rennebaum | 1992      | |
| 99.5 | [1] Lied von der Geborgenheit • [2] Ich bin fröhlich • [3] So ist Gott / So ist er • [4] Gott hat Hände • [5] Er ist unser Gott und wir sind sein • [6] Band des Friedens • [7] Tanzlied der Kleinsten • [8] Wie lobt man Gott in Israel? • [9] Da ist einer, der hat mich gemacht • [10] Der Clown • [11] Maria hat auf Gott gehört • [12] Israel hat einen König • [13] Hey! Hey! Aufgepasst! • [14] Jerusalem feiert ein Fest • [15] Jesus sucht einen Fischer • [16] Petrus lügt, Jesus vergibt • [17] Jesus bricht das Brot • [18] Ein Mann der Schmerzen • [19] Osterlied (Halleluja! Er lebt!) • [20] Löwe von Juda • [21] Manchmal sitz ich da • [22] Lied von der Entschuldigung • [23] Jesus, ich glaub an dich • [24] Menschen sind nicht unsre Feinde • [25] Heute ist ein neuer Tag • [26] Wenn ich meine Augen zumach • [27] Ich sing ganz allein für dich • [28] Gott hat Schätze verborgen • [29] Ich hab dich lieb, o Gott • [30] Jesus ist der Hirte • [31] Jesus, komme bald! • [32] Kol ha jeladim | | | 22     |         | | Waltraud Rennebaum | 1992      | |
| 99.5 | 96.4 | | | 23     |         | Noch mehr | Augenblicke | 1991      | |
| 99.5 | 96.4 | [1] Noch mehr • [2] Neue Wege • [3] Gebet • [4] Schon alles • [5] Nur bei dir • [6] Alles steht Kopf • [7] Zwei linke Hände • [8] Das tut mir gut • [9] Ich danke dir • [10] Kommt und singt | | 23     |         | | Augenblicke | 1991      | |
| 99.5 | 96.4 | | | 24     |         | Learn To Love | John Johnson Band | 1991      | Ergänzende Maxi-Single erschienen unter Nr. 99.524/003; weitere Version erschienen unter Nr. 99.524/001 und Titel Free |
| 99.5 | 96.4 | [1] Free • [2] Free Interlude • [3] Learn To Love • [4] Save My Friends • [5] Thank You • [6] Forever • [7] Touch • [8] Just Another Part • [9] Oh, Can’t You Feel The Love • [10] Changes • [11] Must Be You • [12] Oh Happy Day | | 24     |         | | John Johnson Band | 1991      | Ergänzende Maxi-Single erschienen unter Nr. 99.524/003; weitere Version erschienen unter Nr. 99.524/001 und Titel Free |
| 99.5 | | | | 25     |         | Highlights 5 | Various | 1991      | Kompilationsalbum aus Zweitverwertungstiteln vorangegangener Veröffentlichungen |
| 99.5 | [1] Save My Friends [aus CD-Nr. 99.524] • [2] Sing [aus CD-Nr. 99.500] • [3] We Shall Stand [aus CD-Nr. 99.500] • [4] Love’s Still Changing Hearts [aus CD-Nr. 99.502] • [5] My Lord Is Coming Back [aus CD-Nr. 99.398] • [6] Heaven [aus CD-Nr. 99.514] • [7] Allegrissimo [aus LP-Nr. 99.195] • [8] Touch [aus CD-Nr. 99.524] • [9] Jesus [aus CD-Nr. 99.500] • [10] Which Way To Go, I Know [aus CD-Nr. 99.514] • [11] Learn To Love [aus CD-Nr. 99.524] • [12] More Love, More Power [aus CD-Nr. 99.500] • [13] Somewhere (There’s A Place For Us) [aus LP-Nr. 99.195] • [14] Celebrate The King [aus LP-Nr. 99.184] | | | 25     |         | | Various | 1991      | Kompilationsalbum aus Zweitverwertungstiteln vorangegangener Veröffentlichungen |
| 99.5 | | | | 26     |         | The Best Of Hella | Hella Heizmann | 1991      | Kompilation von Zweitverwertungstitel aus vorangegangenen Veröffentlichungen |
| 99.5 | [1] Friede mit euch [aus LP-Nr. 99.130] • [2] Wer von der Liebe singt [aus LP-Nr. 99.115] • [3] Herr, was wird morgen sein? [aus LP-Nr. 99.115] • [4] Friede sei mit dir (Friede) [aus LP-Nr. 99.115] • [5] Fürchte dich nicht [aus LP-Nr. 99.115] • [6] Ist schon alles gesagt? [aus LP-Nr. 99.115] • [7] Wer macht frei? [aus LP-Nr. 99.109] • [8] Manches Ende ist ein Anfang [aus LP-Nr. 99.172] • [9] Ich bin dir nah [aus LP-Nr. 99.161] • [10] Was wir so fest in Händen halten [aus LP-Nr. 99.161] • [11] Woraufs ankommt [aus LP-Nr. 99.165] • [12] Bilder und Briefe [aus LP-Nr. 99.165] • [13] Freunde Gottes [aus LP-Nr. 99.165] • [14] Wie ein Regenbogen leuchten [aus LP-Nr. 99.138] | | | 26     |         | | Hella Heizmann | 1991      | Kompilation von Zweitverwertungstitel aus vorangegangenen Veröffentlichungen |
| 99.5 | 96.4 | | | 27     |         | Du bist Herr – Anbetungslieder 1* Lieder aus Du bist Herr, Band 2** | Various | 1991      | * Titel bei Erstveröffentlichung: „Du bist Herr 2 – Anbetungslieder“, ausgehend vom zweiten Band der Liederbuchreihe; ** Erstveröffentlichung ohne Untertitel |
| 99.5 | 96.4 | [1] Wir kommen zu dir • [2] Steh auf, Gemeinde Jesu • [3] Jesus Christus ist aller Herr • [4] Heiliger Geist, öffne uns Augen • [5] Hebt die Hände auf • [6] Ich will durch euch baun • [7] Herr, deine Güte reicht so weit • [8] Jesus, du bist König • [9] Jesus, voll Schönheit bist du • [10] Ich liebe dich • [11] Halleluja, denn der Herr, unser Gott • [12] Groß ist der Herr • [13] Friede wie ein Strom | | 27     |         | | Various | 1991      | * Titel bei Erstveröffentlichung: „Du bist Herr 2 – Anbetungslieder“, ausgehend vom zweiten Band der Liederbuchreihe; ** Erstveröffentlichung ohne Untertitel |
| 99.5 | 96.4 | | | 28     |         | Du bist Herr – Anbetungslieder 2* Lieder aus Du bist Herr, Band 2** | Various | 1992      | * Titel bei Erstveröffentlichung ohne Folgennummer; ** Untertitel bei Erstveröffentlichung: „CD 2 zum Liederbuch 2“ |
| 99.5 | 96.4 | [1] Reich gekrönt bist du • [2] Ehre, Ehre sei dem Herrn • [3] Erhebe dich • [4] Dein Feuer mich verzehrt • [5] Vater im Himmel • [6] Du bist der Gott • [7] Friedefürst • [8] Würdig, Lamm Gottes, bist du • [9] Du hast mein Klagelied verwandelt • [10] Der Geist des Herrn ist auf uns • [11] Sei mein Herr • [12] Komm, Heilger Geist | | 28     |         | | Various | 1992      | * Titel bei Erstveröffentlichung ohne Folgennummer; ** Untertitel bei Erstveröffentlichung: „CD 2 zum Liederbuch 2“ |
| 99.5 | | | | 29     |         | Die schönsten Gemeindelieder 2 Die schönsten Gemeindelieder aus „Ich will dir danken“ • Volume 2 | Studiochor Hans Werner Scharnowski (?) 1 Ruthild Wilson 2 Bernd-Martin Müller(?) | 199?      | Kompilationsalbum aus Zweitverwertungstiteln vorangegangener Veröffentlichungen enthält 1 Musiktitel in Erstveröffentlichung |
| 99.5 | [1] Viele Wege gibt es auf dieser Welt [aus MC-Nr. 96.088] • [2] Dass du mich einstimmen lässt [aus CD-Nr. 99.506] • [3] Dass dein Wort in meinem Herzen starke Wurzeln schlägt (Starke Wurzeln, gute Früchte) [Rundfunkaufnahme, Tonträgerveröffentlichung erstmals unter MC-Nr. 16.021 bei ERF-Verlag ] • [4] Gott baut sein Haus [aus MC-Nr. 96.409] • [5] Stern, auf den ich schaue1; 2 • [6] Wüst ist das Land [aus CD-Nr. 99.398] • [7] Jesus, dein Licht (Herr, das Licht deiner Liebe leuchtet auf) [aus CD-Nr. 99.398] • [8] Herr, wir sind zu dir gekommen • [9] Herr, wir wissen, dass du lebst [aus CD-Nr. 99.506] • [10] Die Möwen [aus LP-Nr. 5003, erschienen im Musischen Bildungszentrum St. Goar ] • [11] Wo ist solch ein Gott [aus LP-Nr. 1018, erschienen bei Jugend mit einer Mission ] | | | 29     |         | | Studiochor Hans Werner Scharnowski (?) 1 Ruthild Wilson 2 Bernd-Martin Müller(?) | 199?      | Kompilationsalbum aus Zweitverwertungstiteln vorangegangener Veröffentlichungen enthält 1 Musiktitel in Erstveröffentlichung |
| | 96.4 | | | 30     |         | Jesu Name 9 Die schönsten Lieder aus „Jesu Name nie verklinget“ | Various | 199?      | Kompilation von Zweitverwertungstitel aus vorangegangenen Veröffentlichungen |
| [1] In dir ist Freude [aus CD-Nr. 99.378] • [2] Frohe Botschaft (Frohe Botschaft wir künden den Völkern) [aus CD-Nr. 99.393] • [3] Schönster Herr Jesu [? aus CD-Nr. 99.377] • [4] O Gott, dir sei Ehre [aus CD-Nr. 99.394] • [5] Sein Nam heißt Wunderbar [aus CD-Nr. 99.378] • [6] Großer Gott, wir loben dich [aus CD-Nr. 99.378] • [7] Heute will dich Jesus fragen [aus LP-Nr. 99.156] • [8] Ich bin entschieden [? aus CD-Nr. 99.393] • [9] Noch dringt Jesu frohe Botschaft [aus CD-Nr. 99.394] • [10] Auf, denn die Nacht wird kommen [aus CD-Nr. 99.393] • [11] O Haupt voll Blut und Wunden [? aus CD-Nr. 99.378] • [12] Wenn nach der Erde Leid, Arbeit und Pein [aus CD-Nr. 99.378]                                                         | 96.4 | | | 30     |         | | Various | 199?      | Kompilation von Zweitverwertungstitel aus vorangegangenen Veröffentlichungen |
| | 96.4 | | | 31     |         | Jesu Name 10 Junge Lieder aus „Jesu Name nie verklinget“ | Studiochor Hans Werner Scharnowski 1 Beate Ling 2 Bernd-Martin Müller (?) 3Christoph Zehendner 4 Wilfried Lill | 199?      | |
| [1] Es ist in keinem anderen Heil1; 2 • [2] Dir, Herr, sei das Lob • [3] Lass mir das Ziel vor Augen bleiben1 • [4] Groß ist dein Name • [5] Herr, wir wissen, dass du lebst • [6] Eines Tages werden wir ihn sehn (Wenn wir Not und Elend sehn) • [7] Ich danke meinem Gott • [8] Befiehl du deine Wege1 • [9] Gott wurde arm für uns1; 3; 4 • [10] Die Herrlichkeit des Herrn • [11] Stern, auf den ich schaue [aus CD-Nr. 99.529] | 96.4 | | | 31     |         | | Studiochor Hans Werner Scharnowski 1 Beate Ling 2 Bernd-Martin Müller (?) 3Christoph Zehendner 4 Wilfried Lill | 199?      | |
| | | | |        |         | | |           | |
| 99.5 | | | | 33     |         | Dein Wille geschehe Marsch für Jesus | Robert Zarbo; Stefan Haas; Thomas Tetzlaff | 1991      | Kompilation von Zweitverwertungstitel aus vorangegangenen Veröffentlichungen |
| 99.5 | [1] Macht Bahn, macht Bahn • [2] Hosianna • [3] Wir gehn voran • [4] Jesus, du bist das Licht dieser Welt • [5] Singt es laut • [6] Wir bekennen Gott, den Vater • [7] Herr, erbarm dich • [8] Gott ist gut • [9] Tanzt und singt • [10] Singt Hosianna • [11] Jesus gab ein neues Lied in unser Herz • [12] Jesus, dein Licht (Herr, das Licht deiner Liebe leuchtet auf) (Reprise) [13]-[24] Playbacks | | | 33     |         | | Robert Zarbo; Stefan Haas; Thomas Tetzlaff | 1991      | Kompilation von Zweitverwertungstitel aus vorangegangenen Veröffentlichungen |
| 99.5 | | | | 34     |         | Favourite Classical Melodies 2 | Akai-Studio-Orchester | 1991      | Kompilation von Zweitverwertungstitel aus vorangegangenen Veröffentlichungen |
| 99.5 | Auszug aus Eine kleine Nachtmusik • Ballscene von Joseph Hellmesberger senior • Serenade aus F-Dur-Streichquartett, op. 3 Nr. 5 von Joseph Haydn • Träumerei (aus Kinderszenen) • Meditation über das erste Präludium von Johann Sebastian Bach in der Bearbeitung von Charles Gounod • Auszug aus Peer Gynt Suite I | | | 34     |         | | Akai-Studio-Orchester | 1991      | Kompilation von Zweitverwertungstitel aus vorangegangenen Veröffentlichungen |
| | | | |        |         | | |           | |
| | 96.4 | | | 36     |         | Jesu Name 11 Die schönsten Lieder aus „Jesu Name nie verklinget“ | Studiochor Hans Werner Scharnowski 1 Anke Sieloff; 2 Eberhard Rink; 3 Wilfried Lill; 4 Ruthild Wilson; 5 Beate Ling; 6 Christian Löer;7 Wilfried Lill                                                                                       | 1992      | |
| [1] Auch dieser Tag, Herr (Morgenlied)1; 2 • [2] Danke, mein Vater4; 3 • [3] Gottes Anruf überrascht uns1; 2 • [4] Als ich ganz unten war2; 5 • [5] Es ist niemand zu groß (Gott öffnet jedem die Tür) • [6] Es geht ohne Gott (in die Dunkelheit) • [7] Gibt es etwas andres • [8] Du bist würdig • [9] Ich sitze oder stehe • [10] Vergiss nicht zu danken4 | 96.4 | | | 36     |         | | Studiochor Hans Werner Scharnowski 1 Anke Sieloff; 2 Eberhard Rink; 3 Wilfried Lill; 4 Ruthild Wilson; 5 Beate Ling; 6 Christian Löer;7 Wilfried Lill                                                                                       | 1992      | |
| | | | |        |         | | |           | |
| 99.5 | | | | 38     |         | Die schönsten Gemeindelieder 3 Die schönsten Gemeindelieder aus „Ich will dir danken“ • Volume 3 | Studiochor Johannes Nitsch 1 Kathi Arndt | 1992      | |
| 99.5 | [1] Die dem Herrn vertrauen • [2] Seid fröhlich in der Hoffnung (Zeichen der Liebe) • [3] Ich will einziehn (I Will Enter His Gates) • [4] Du bist Immanuel • [5] Gott hat uns geschaffen1 • [6] Mag sein, du kannst es nicht verstehn • [7] Heilig, Gott, du bist heilig (Heilig, heilig, heilig, Gott, du bist heilig) • [8] Richte unsre Füße1 • [9] Lobe den Herrn, meine Seele • [10] Herr, bleib bei mir [Version 1992] | | | 38     |         | | Studiochor Johannes Nitsch 1 Kathi Arndt | 1992      | |
| 99.5 | | | | 39     |         | Krönt ihn Marsch für Jesus | Beate Ling; Ruthild Wilson; Graham Kendrick; Thomas van Dooren | 1992      | |
| 99.5 | [1] Welt verändern • [2] Vom Sonnenaufgang • [3] Geht in Seiner Kraft • [4] Dazu wurde Christus offenbart • [5] Welche Liebe • [6] Führe mich zum Kreuz • [7] Mach uns eins in Liebe • [8] Wir durchschreiten alle Grenzen • [9] Alle Ehre • [10] Öffnet die Tore • [11] Christus ist der Herr der Schöpfung • [12] Ewige Pforten, macht euch auf • [13] Krönt Jesus, unsern Herrn • [14] Das Apostolische Glaubensbekenntnis • [15] Ich bin froh • [16] Herr, erbarm dich • [17] O gebt Dank • [18] Der Himmel erfüllt mein Herz • [19] Psalm 24,7 • [20] Sagt ja • [21] Und er regiert • [22] Laut rühmet Jesu Herrlichkeit | | | 39     |         | | Beate Ling; Ruthild Wilson; Graham Kendrick; Thomas van Dooren | 1992      | |
| 99.5 | | | | 40     |         | Songs From Israel | Rainer Lemke | 1991      | |
| 99.5 | [1] Hawa nagila • [2] Hine ma tow • [3] Osse schalom • [4] Erew schel schoschanim • [5] Hamasskilim • [6] Machar • [7] Weha’er enenu • [8] Riwa adonaj • [9] Erez sawat chalaw • [10] Schalom chawerim | | | 40     |         | | Rainer Lemke | 1991      | |
| 99.5 | 96.4 | | | 41     |         | Pop Praise 1 Du bist Herr | Claus Feldmann (Konzept) Conni Littek Claudia Sommer Markus Egger Gunnar Wiegel Studiochor Claus Feldmann* Pop-Praise-Auswahlchor** | 1991      | * Bezeichnung bei Erstveröffentlichung: „Kleiner Chor“; ** Bezeichnung mit Beschreibung bei Erstveröffentlichung: „Großer Chor: Mitglieder aus folgenden hannoveraner Gemeinden: Anastasis, Christus für Hannover, Elim, Koinonia und Walderseestraße“ |
| 99.5 | 96.4 | [1] Macht Bahn • [2] Vater im Himmel • [3] Medley: Unsere Herzen / Wir sind hier zusammen • [4] Lasst Gottes Stimme uns sein • [5] Sanftmut und Herrlichkeit des Herrn • [6] Kommt und feiert mit • [7] Du bist erhoben • [8] Der Himmel zeugt von der Herrlichkeit • [9] Wir bekennen Gott, den Vater • [10] Wo ist solch ein Gott | | 41     |         | | Claus Feldmann (Konzept) Conni Littek Claudia Sommer Markus Egger Gunnar Wiegel Studiochor Claus Feldmann* Pop-Praise-Auswahlchor** | 1991      | * Bezeichnung bei Erstveröffentlichung: „Kleiner Chor“; ** Bezeichnung mit Beschreibung bei Erstveröffentlichung: „Großer Chor: Mitglieder aus folgenden hannoveraner Gemeinden: Anastasis, Christus für Hannover, Elim, Koinonia und Walderseestraße“ |
| 99.5 | 96.4 | | | 42     |         | Pop Praise 2 Du bist Herr | Claus Feldmann (Konzept) Conni Littek Claudia Sommer Markus Egger Gunnar Wiegel Studiochor Claus Feldmann* Pop-Praise-Auswahlchor** | 1991      | * Bezeichnung bei Erstveröffentlichung: „Kleiner Chor“; ** Bezeichnung mit Beschreibung bei Erstveröffentlichung: „Großer Chor: Mitglieder aus folgenden hannoveraner Gemeinden: Anastasis, Christus für Hannover, Elim, Koinonia und Walderseestraße“ |
| 99.5 | 96.4 | [1] Ja, heute feiern wir • [2] Medley: In himmlischer Rüstung / Mit göttlicher Kraft • [3] Ich trau auf dich • [4] Herr, hab Erbarmen • [5] Dazu wurde Christus offenbart • [6] Weinstock bist du • [7] Herr, vor dir stehen wir gemeinsam • [8] Friedefürst, Wunderrat • [9] Herr, im Glanz deiner Majestät • [10] Ich erhebe dich | | 42     |         | | Claus Feldmann (Konzept) Conni Littek Claudia Sommer Markus Egger Gunnar Wiegel Studiochor Claus Feldmann* Pop-Praise-Auswahlchor** | 1991      | * Bezeichnung bei Erstveröffentlichung: „Kleiner Chor“; ** Bezeichnung mit Beschreibung bei Erstveröffentlichung: „Großer Chor: Mitglieder aus folgenden hannoveraner Gemeinden: Anastasis, Christus für Hannover, Elim, Koinonia und Walderseestraße“ |
| | 96.4 | | | 43     |         | Das Geheimnis der verschwundenen Pferde Sam & Sarah • Folge 1 | Hörspiel von Kathi Arndt nach dem gleichnamigen Buch von Ruth N. Moore | 1992      | |
| | 96.4 | | | 44     |         | Das Geheimnis der verschlüsselten Botschaft Sam & Sarah • Folge 2 | Hörspiel von Kathi Arndt nach dem gleichnamigen Buch von Ruth N. Moore | 1993      | |
| 99.5 | | | | 45     |         | Highlights 6 | Various | 1992      | Kompilation von Zweitverwertungstitel aus vorangegangenen Veröffentlichungen |
| 99.5 | [1] Noch mehr [aus CD-Nr. 99.523] • [2] In dir mein Leben [? aus CD-Nr. 99.500] • [3] Einer fängt an [aus CD-Nr. 99.501] • [4] Du bist (der Weg und die Wahrheit und das Leben) [199? Version aus CD-Nr. ?] • [5] Über Nacht [aus CD-Nr. 99.516] • [6] Ewiger Gott [aus CD-Nr. 99.500] • [7] Auferstanden [aus CD-Nr. 99.503] • [8] Nur bei dir [aus CD-Nr. 99.523] • [9] Ich will singen [aus CD-Nr. 99.570] • [10] Gut, dass wir einander haben [aus CD-Nr. 99.516] • [11] Immer mehr [aus ?] • [12] Grund zum Singen [aus CD-Nr. 99.501] | | | 45     |         | | Various | 1992      | Kompilation von Zweitverwertungstitel aus vorangegangenen Veröffentlichungen |
| 99.5 | 96.4 | | | 46     |         | Singt mit uns 3 | 1Studiochor Johannes Nitsch 2? Studiochor Claus Feldmann 3? Studiochor Hans Werner Scharnowski | 1992      | Album beinhaltet teilweise Zweitverwertungstitel aus vorangegangenen Veröffentlichungen |
| 99.5 | 96.4 | [1] Singt mit uns1 • [2] Wer Gott folgt, riskiert seine Träume [aus MC-Nr. 96.408] • [3] Nimm ein, nimm ein das gute Land2 • [4] Schalom chaverim2 • [5] Hinai ma tov uma naim2 • [6] King Of Kings2 • [7] Er ist Herr [aus MC-Nr. 96.087] • [8] Aber der Herr ist immer noch größer [aus LP-Nr. 99.146] • [9] Wenn du doch begreifen könntest3 • [10] Licht leuchtet auf [aus LP-Nr. 99.154] | | 46     |         | | 1Studiochor Johannes Nitsch 2? Studiochor Claus Feldmann 3? Studiochor Hans Werner Scharnowski | 1992      | Album beinhaltet teilweise Zweitverwertungstitel aus vorangegangenen Veröffentlichungen |
| 99.5 | 96.4 | | | 47     |         | Die schönsten Gemeindelieder 4 Die schönsten Gemeindelieder aus „Ich will dir danken“ • Volume 4 | Studiochor Hans Werner Scharnowski | 1992      | |
| 99.5 | 96.4 | [1] Herr, wohin solln wir gehn • [2] Gut, dass wir einander haben [aus CD-Nr. 99.516] • [3] Jesus, du des Lebens Herr [aus MC-Nr. 96.087] • [4] Vom Himmel kam er zu uns • [5] Komm geh mit mir in das Land [aus CD-Nr. 99.507] • [6] Herr, ich sehe deine Welt [aus CD-Nr. 99.507] • [7] Halleluja, Halleluja, Jesus Christus, wir loben dich • [8] Weil Gott die Welt so unendlich liebt (Nikodemus) [aus CD-Nr. 99.503] • [9] Herr, halte mich nah bei dir [aus MC-Nr. 96.088] • [10] Christus, der Herr aller Welt • [11] Es ist niemand zu groß (Gott öffnet jedem die Tür) • [12] Aber der Herr ist immer noch größer [aus LP-Nr. 99.147] • [13] Dir, Herr, sei das Lob [aus MC-Nr. 96.431] • [14] Wer auf Gott vertraut (Denn er hat seinen Engeln befohlen) [aus LP-Nr. 07/045-8, erschienen im Verlag Hans-Rudolf Hintermann ] | | 47     |         | | Studiochor Hans Werner Scharnowski | 1992      | |
| 99.5 | | | D0995 | 48     | 00      | Wenn wir Gott in der Höhe ehren Weihnachtslieder mit Chor, Orchester, Band und Solisten | 1 Alexander Zoller; 2 Kathi Arndt; 3 Ulrike Ferdinand; 4 Cae Gauntt; 5 Eddie Gauntt; 6 John Johnson; 7 Johannes Nitsch; 8 Eberhard Rink; 9 Studiokinderchor Johannes Nitsch 10 Studiochor Johannes Nitsch                                   | 1992      | |
| 99.5 | [1] Freude, Freude macht sich breit10 • [2] Wenn wir Gott in der Höhe ehren7; 10 • [3] Go Tell It On The Mountains4; 6; 10 • [4] Was hat wohl der Esel gedacht?1; 9 • [5] Keiner ist verlassen und verloren3; 7; 10 • [6] Wer hat sich das ausgedacht7 • [7] Darin ist erschienen2; 10 • [8] Der Himmel ist nicht oben8; 10 • [9] Die Weihnachtsfreude9; 10 • [10] Weihnachtsmedley (Freue dich, Welt / Engel bringen frohe Kunde / Ehre sei Gott in der Höhe / O du fröhliche)5; 10 | | D0995 | 48     | 00      | | 1 Alexander Zoller; 2 Kathi Arndt; 3 Ulrike Ferdinand; 4 Cae Gauntt; 5 Eddie Gauntt; 6 John Johnson; 7 Johannes Nitsch; 8 Eberhard Rink; 9 Studiokinderchor Johannes Nitsch 10 Studiochor Johannes Nitsch                                   | 1992      | |
| | | | |        |         | | |           | |
| 99.5 | | | | 50     |         | Faces Of Love | Robbin Casey And The Commission | 1992      | Außerdem erschienen CD-Maxi-Single unter Nr. 99.550/003 mit 2 Titeln: [1] Idols And Images • [2] Caleo |
| 99.5 | [1] Faces Of Love • [2] It’s Just Me • [3] Rio de Janeiro • [4] Tough Love • [5] Idols And Images • [6] Healing Wings • [7] Don’t Give Up • [8] If I Were You • [9] Shake You Up • [10] Evidence • [11] Caleo | | | 50     |         | | Robbin Casey And The Commission | 1992      | Außerdem erschienen CD-Maxi-Single unter Nr. 99.550/003 mit 2 Titeln: [1] Idols And Images • [2] Caleo |
| 99.5 | | | | 51     |         | Israeli Folk | Jonathan Settel | 1992      | |
| 99.5 | [1] Tabernacle • [2] Hallelu et adonai • [3] Lo yisa goy • [4] Eli chemdat libi • [5] T’fila • [6] O Lord God Of Israel • [7] Diminu • [8] Kadosh • [9] Schabbat schalom medley • [10] Ose schalom • [11] Hine ma tov • [12] Hine lo jianum • [13] Baruch haba medley • [14] Eli, Eli • [15] Jerusalem | | | 51     |         | | Jonathan Settel | 1992      | |
| 99.5 | | | | 52     |         | Du bist Herr – Anbetungslieder 3* Lieder aus Du bist Herr, Band 2** | Various | 1993      | * Titel bei Erstveröffentlichung ohne Folgennummer; ** Untertitel bei Erstveröffentlichung: „CD 3 zum Liederbuch 2“ |
| 99.5 | [1] Der Herr ist hier • [2] In dir ist mein Leben • [3] Du bist erhoben • [4] Jesus, Jesus, heilig und gesalbt bist du • [5] Vater, mach uns eins • [6] Du bist mein Gott • [7] Jesus, in deinem Namen ist die Kraft • [8] Ich bet dich an • [9] Medley: Sing, tanz / Dieser Tag | | | 52     |         | | Various | 1993      | * Titel bei Erstveröffentlichung ohne Folgennummer; ** Untertitel bei Erstveröffentlichung: „CD 3 zum Liederbuch 2“ |
| | 96.4 | | | 53 (?) |         | Die schönsten Kinderlieder 5 | 1 Kinderchor der Ludwig-Hofacker-Kirche Stuttgart unter der Leitung von Beate Scheffbuch; 2 Kinderchor Aidlingen unter der Leitung von Christel Schröder; 3 Kinderchor der Gemeinde Koinonia, Hannover unter der Leitung von Claus Feldmann | 1992      | Album beinhaltet teilweise Zweitverwertungstitel aus vorangegangenen Veröffentlichungen; CD erschienen als Sammelalbum mit Volume 6 der Reihe unter Nr. 99.581 |
| [1] Regenbogenstraße1 • [2] Du hast es gewollt2 • [3] Gott hat ja zu mir gesagt1 • [4] Still geht der Tag2 • [5] Meinem Gott gehört die Welt3 • [6] Ich habe Freude3 • [7] Heute und auch morgen2 • [8] Links, rechts, geradeaus [aus MC-Nr. 96.420]• [9] Wasser heißt Leben [aus MC-Nr. 96.411] • [10] Alles jubelt, alles singt (Psalm 96) [aus LP-Nr. 99.112] • [11] Jesus gab ihr Wasser3 • [12] Halleluja mit Händen und Füßen (Psalm 4) [aus LP-Nr. 99.112] • [13] Tausend Lieder [aus MC-Nr. 96.411] • [14] Gott, dein guter Segen2 | 96.4 | | | 53 (?) |         | | 1 Kinderchor der Ludwig-Hofacker-Kirche Stuttgart unter der Leitung von Beate Scheffbuch; 2 Kinderchor Aidlingen unter der Leitung von Christel Schröder; 3 Kinderchor der Gemeinde Koinonia, Hannover unter der Leitung von Claus Feldmann | 1992      | Album beinhaltet teilweise Zweitverwertungstitel aus vorangegangenen Veröffentlichungen; CD erschienen als Sammelalbum mit Volume 6 der Reihe unter Nr. 99.581 |
| | 96.4 | | | 54     |         | Die schönsten Kinderlieder 6 | 1 Kinderchor der Ludwig-Hofacker-Kirche Stuttgart unter der Leitung von Beate Scheffbuch; 2 Kinderchor Aidlingen unter der Leitung von Christel Schröder; 3 Kinderchor der Gemeinde Koinonia, Hannover unter der Leitung von Claus Feldmann | 1992      | Album beinhaltet teilweise Zweitverwertungstitel aus vorangegangenen Veröffentlichungen; CD erschienen ohne Titel [12] und [13] und als Sammelalbum mit Volume 5 der Reihe unter Nr. 99.581 |
| [1] Unser Gott, du hast große Wunder getan1 • [2] Kindermutmachlied [aus MC-Nr. 96.420] • [3] Der eine sagt es lauter2 • [4] Wer lenkt meine Schritte1 • [5] Wie die Sonne2 • [6] Paß auf kleines Auge3 • [7] Jesus liebt die kleinen Kinder3 • [8] Heut ist ein Fest [aus CD-Nr. 99.385] • [9] Geschenkelied [aus CD-Nr. 99.385] • [10] Drei mal täglich1 • [11] Wie David will ich loben1 • [12] Ein Kind wie du und ich [aus MC-Nr. 96.411] • [13] Unser Lied [aus CD-Nr. 99.371] • [14] Das war ein Fest [aus CD-Nr. 99.385] | 96.4 | | | 54     |         | | 1 Kinderchor der Ludwig-Hofacker-Kirche Stuttgart unter der Leitung von Beate Scheffbuch; 2 Kinderchor Aidlingen unter der Leitung von Christel Schröder; 3 Kinderchor der Gemeinde Koinonia, Hannover unter der Leitung von Claus Feldmann | 1992      | Album beinhaltet teilweise Zweitverwertungstitel aus vorangegangenen Veröffentlichungen; CD erschienen ohne Titel [12] und [13] und als Sammelalbum mit Volume 5 der Reihe unter Nr. 99.581 |
| 99.5 | | | | 55     |         | Hart, Mann! | Hauke Hartmann | 1992      | |
| 99.5 | [1] Nur mit dir • [2] Vertrauen • [3] Hart, Mann! • [4] Heaven Is Waiting • [5] Whynacht (Why-Nacht) • [6] Gnadenlos schlaflos • [7] Wieder neu • [8] Du kennst mich • [9] Gib mir noch eine Chance • [10] It’s All Right | | | 55     |         | | Hauke Hartmann | 1992      | |
| | 96.4 | | | 56     |         | Impulse zum Weitersagen „Wie sollen sie aber an den glauben, von dem sie nichts gehört haben?“ | Hermann Gühring | 1992      | Vortrag |
| | | | |        |         | | |           | |
| 99.5 | | | | 58     |         | Herr, deine Güte reicht so weit | Chor und Orchester des Gnadauer Saitenspieldienstes 1 Reinhild Höflich 2 Jürgen Groth | 1992      | |
| 99.5 | [1] Allemande (Orchester) • [2] Herr, deine Güte reicht so weit • [3] Heilig, heilig, heilig ist der Herr • [4] Festliche Musik (Orchester) • [5] Seid fröhlich, ihr Christen • [6] Weise mir, Herr, deinen Weg (Viele Wege gibt es) • [7] Herr, manche Tage2 • [8] Friede (Friede sei mit dir)2 • [9] Der Herr ist mein getreuer Hirte (Der neue Psalm 23) • [10] Bourree (Orchester) • [11] Sinfonia (Orchester) • [12] Lobt den Herrn in seiner Herrlichkeit • [13] Wir wollen froh es tragen1 • [14] Jesus, wir sehen auf dich • [15] Sarabande (Orchester) • [16] Wohin, wohin sollten wir gehen1 • [17] Singt das Lied der Lieder1 • [18] Festliche Musik (Orchester) | | | 58     |         | | Chor und Orchester des Gnadauer Saitenspieldienstes 1 Reinhild Höflich 2 Jürgen Groth | 1992      | |
| 99.5 | | | | 59     |         | Best of Choralerna | Choralerna 1 Danniebelle | 1992      | Doppel-Album-Kompilation aus Veröffentlichungen der Jahre 1971–1978 |
| 99.5 | Step Out • I Can’t Help But Serve The Lord • God Gave Me A Song • Help Me Jesus • Footprints Of Jesus • Glory Halleluja • Give Yourself To Jesus • Wings Of A Dove • To Me It’s So Wonderful • Live, Live, Live • But To All The People • Living Water • Live Together In Love • Peace Inside • Holy Spirit (Lead Us On) • He Will Soon Be Back • Sunshine And Rain • I Got To The Rock • The Lord Is My Light • Joy Is On The Way • Hallelujah, Jesus Lives Today • Lift Us Up • Ne’er Before • Your World • Tell me • In Joy And Sorrow • Come And See • People Get Ready • His Spirit Is Here • Lord, Help Me To Walk Right • Got A Song • Deep In Love • The Vine • Dawning • Follow Me • Wind And Sail • Love Devine • Ballad In Autumn • We’ll Meet Again | | | 59     |         | | Choralerna 1 Danniebelle | 1992      | Doppel-Album-Kompilation aus Veröffentlichungen der Jahre 1971–1978 |
| 99.5 | 96.4 | | | 60     |         | Pianissimo | Johannes Nitsch (Piano) David Plüss (Piano) | 1992      | In Koproduktion mit RM Musik, dort unter CD-Nr. 900.389 / MC-Nr. 906.389, erschienen |
| 99.5 | 96.4 | [1] Korsika • [2] Bolero furioso • [3] Dreams • [4] Säbeltanz • [5] Happy Groove • [6] Harmony • [7] Tastentanz • [8] Petersburger Schlittenfahrt • [9] Brandenburgisches Konzert • [10] Jesus ist kommen (Choralimprovisation) • [11] Suchen und finden • [12] Unterwegs | | 60     |         | | Johannes Nitsch (Piano) David Plüss (Piano) | 1992      | In Koproduktion mit RM Musik, dort unter CD-Nr. 900.389 / MC-Nr. 906.389, erschienen |
| | 96.4 | | | 61     |         | Jesu-Name-Box 1 Jesu Name • Volume 1-5 | Various | 1993 (?)  | Fünf Tonkassetten in Box |
| | 96.4 | | | 62     |         | Jesu-Name-Box 2 Jesu Name • Volume 6-10 | Various | 1993 (?)  | Fünf Tonkassetten in Box |
| | | | |        |         | | |           | |
| 99.5 | 96.4 | | D0995 | 64     | 00      | Du bist mein Rabe Lieder von der Liebe | Manfred Siebald | 1993      | |
| 99.5 | 96.4 | [1] Du bist mein Rabe • [2] Blumen und Kohl • [3] Ich schaute tief in deine Augen • [4] So zu lachen wie du • [5] Immer dieser Gang zu dir [aus CD-Nr. 99.516] • [6] Wer keine Gnade kennt • [7] Wie ein triefendes Dach • [8] Jeder braucht Zeit • [9] Globetrotterliebe • [10] Mit federleichter Hand [aus LP-Nr. 99.163] • [11] Umsonst • [12] Ich wünsch dir sehr | D0995 | 64     | 00      | | Manfred Siebald | 1993      | |
| 99.5 | | | | 65     |         | Die schönsten Gemeindelieder 5 Die schönsten Gemeindelieder aus „Ich will dir danken“ • Volume 5 | Studiochor Claus Feldmann 1 Markus Egger | 1992      | Album beinhaltet Zweitverwertungstitel aus vorangegangenen Veröffentlichungen |
| 99.5 | [1] Du hast uns als Gemeinde • [2] Wer Gott folgt, riskiert seine Träume [aus MC-Nr. 96.408] • [3] Wir leben und wirken • [4] Ich trau auf dich, o Herr1 • [5] Folge niemals dem Rat der gottlosen Leute [aus MC-Nr. 96.087] • [6] Mein Jesus, ich lieb dich • [7] Himmlischer Vater, wir beten dich an [MC-Nr. 96.088] • [8] Lass mir das Ziel vor Augen bleiben [aus MC-Nr. 96.431] • [9] Gott wurde arm für uns [aus MC-Nr. 96.431] • [10] Dennoch bleibe ich • [11] Herr, du gibst uns Hoffnung [aus LP-Nr. 99.142] • [12] Jesus, wir sehen auf dich [aus LP-Nr. 99.142] • [13] Trachtet zuerst • [14] Friede mit euch [aus LP-Nr. 99.130] | | | 65     |         | | Studiochor Claus Feldmann 1 Markus Egger | 1992      | Album beinhaltet Zweitverwertungstitel aus vorangegangenen Veröffentlichungen |
| 99.5 | | | | 66     |         | Drei Tage Oratorium | Studiochor Johannes Nitsch* 1 Kathi Arndt; 2 Cae Gauntt; 3 Ulrike Ferdinand; 4 Nicole Vogel; 5 Edmundo Lemaitre; 6Tihomir Mikulic; 7 Johannes Nitsch; 8 Eberhard Rink; 9Helmut Jost; Eckehard Lotter; Dietmar Lotter; Stefan Klawonn        | 1992      | Oratorium von Johannes Nitsch; Bezeichnung Originalausgabe: „Studiochor Haiger“ |
| 99.5 | [1] The Victor2 • [2] Es wurmt sie4 • [3] Das Verhör • [4] Kreuzweg4 • [5] Würfelspiel9 • [6] O Haupt voll Blut und Wunden2 • [7] Der Weg zum Grab • [8] Ausgerechnet ich7 • [9] Jedes Grauen währt nur bis zum dritten Tag3 • [10] Ich glaub nur, was ich sehe8 • [11] Weiter Raum4; 7 • [12] Er ist auferstanden • [13] Gelobt sei Gott • [14] Resucito5 • [15] Il est vivant1 • [16] Poziv2; 6 • [17] Il terzo giorno • [18] The Victor | | | 66     |         | | Studiochor Johannes Nitsch* 1 Kathi Arndt; 2 Cae Gauntt; 3 Ulrike Ferdinand; 4 Nicole Vogel; 5 Edmundo Lemaitre; 6Tihomir Mikulic; 7 Johannes Nitsch; 8 Eberhard Rink; 9Helmut Jost; Eckehard Lotter; Dietmar Lotter; Stefan Klawonn        | 1992      | Oratorium von Johannes Nitsch; Bezeichnung Originalausgabe: „Studiochor Haiger“ |
| 99.5 | | | | 67     |         | In Stereo | Two 4 One | 1993      | |
| 99.5 | [1] Hundert Prozent • [2] Alles möglich • [3] Egal was war • [4] Herr meines Lebens • [5] Du lässt mich nie mehr los • [6] Der Weg nach Haus • [7] Groove im Blut • [8] Der Gammler • [9] Dann bin ich bei dir • [10] Nicht zum Tod • [11] Jeden Schritt • [12] Wieder neu • [13] Für jeden | | | 67     |         | | Two 4 One | 1993      | |
| 99.5 | | | | 68     |         | Die schönsten Evangeliumslieder 5 | Studiochor Johannes Nitsch | 1992      | |
| 99.5 | [1] Lobet den Herren, alle, die ihn ehren • [2] Gott war es selbst an Christi Kreuz • [3] Ohne Weg, ohne Licht, ohne Hilfe (Seine Güte und Gnade) • [4] Ich blicke voll Beugung und Staunen • [5] Mein Herr kennt den Weg • [6] Jesus bleibet meine Freude • [7] Ich bin durch die Welt gegangen • [8] Jesus Christus, König und Herr • [9] Jesus kam uns zu erlösen • [10] Lob Gott getrost mit Singen • [11] Einst strahlt ewiges Licht | | | 68     |         | | Studiochor Johannes Nitsch | 1992      | |
| 99.5 | | | | 69     |         | Die schönsten Evangeliumslieder 6 | Studiochor Claus Feldmann | 1993      | |
| 99.5 | [1] Seligstes Wissen, Jesus ist mein • [2] Mächtige Ströme des Segens • [3] Dein sind wir, Jesus, Gottes Sohn • [4] Beleb dein Werk, o Herr • [5] Dank sei dir, was du mir getan • [6] So wie ich bin, so muss es sein • [7] Nimm du mich ganz hin • [8] Ich bete an die Macht der Liebe • [9] O du Lamm Gottes, das da getragen • [10] Eines wünsch ich mir • [11] So nimm denn meine Hände • [12] Dir, dir, Jehova, will ich singen • [13] Herzlich lieb hab ich dich | | | 69     |         | | Studiochor Claus Feldmann | 1993      | |
| 99.5 | 96.4 | | | 70     |         | Sing – Worship Volume 2 | Lothar Kosse (Konzept und Musikalische Leitung) 1 Bryn Haworth 2 Pro-Joe* 3 Gene Hendricks 4 Robbin Casey 5 Stephanie Heinen** 6 Lothar Kosse Studiochor Lothar Kosse*** (?)                                                                | 1992      | * Eigenschreibweise: „ProJoe“; ** Name bei Erstveröffentlichung: „Stephanie Klein“; *** Chor: Ulrike Kramer; Eberhard Rink; Greti Körschgen; Andreas Jädicke; Stephanie Heinen |
| 99.5 | 96.4 | [1] River Of Love2 • [2] Gott ist gut2; 5 • [3] Run To You1 • [4] Your Works Are Awesome4 • [5] Immer mehr2 • [6] The Light Of The World1; 6 • [7] Ich will singen5 • [8] What Would Jesus Do8 • [9] Why Do The People Cry3 • [10] O Haupt voll Blut und Wunden | | 70     |         | | Lothar Kosse (Konzept und Musikalische Leitung) 1 Bryn Haworth 2 Pro-Joe* 3 Gene Hendricks 4 Robbin Casey 5 Stephanie Heinen** 6 Lothar Kosse Studiochor Lothar Kosse*** (?)                                                                | 1992      | * Eigenschreibweise: „ProJoe“; ** Name bei Erstveröffentlichung: „Stephanie Klein“; *** Chor: Ulrike Kramer; Eberhard Rink; Greti Körschgen; Andreas Jädicke; Stephanie Heinen |
| 99.5 | | | | 71     |         | Christians At Work | Christians At Work 1 Verena Masuhr; 2 Sabine Hohndorf; 3 Till Matton; 4Eva-Marie Strack; 5 Herbert Biermann; 6 Anne Strauch; 7 Thea Eichholz; 8 Ingo Beckmann; 9Frauke Schaufelberger                                                       | 1992      | |
| 99.5 | [1] Gott ist lebendig • [2] Every Corner Of The World • [3] Trend • [4] Free • [5] Beten • [6] Regenbogen • [7] Christians At Work • [8] Gedanken • [9] Herz im Bauch • [10] Du bist nicht zu begreifen • [11] Nicht uns • [12] Zurück | | | 71     |         | | Christians At Work 1 Verena Masuhr; 2 Sabine Hohndorf; 3 Till Matton; 4Eva-Marie Strack; 5 Herbert Biermann; 6 Anne Strauch; 7 Thea Eichholz; 8 Ingo Beckmann; 9Frauke Schaufelberger                                                       | 1992      | |
| 99.5 | | | | 72     |         | Joy | Pro-Joe | 1993      | Erschienen bei Free Records; Ebenfalls erschienen CD-Maxi-Single Free Records 99.572/003 („I’m Happy“; „Sunshine From My Eyes“) |
| 99.5 | [1] Come To The Waters • [2] Joy • [3] Summersong • [4] Celebrate • [5] I’m Happy • [6] Sunshine From My Eyes • [7] Free Me • [8] Lalala • [9] The Way I Care • [10] I’m Calling Out For You • [11] Come Closer Now • [12] My Hope Is In You • [13] My Little Rag • [14] I Wanna Look For You | | | 72     |         | | Pro-Joe | 1993      | Erschienen bei Free Records; Ebenfalls erschienen CD-Maxi-Single Free Records 99.572/003 („I’m Happy“; „Sunshine From My Eyes“) |
| 99.5 | | | | 73     |         | Unbegrenzt | Gospel News | 1993      | |
| 99.5 | [1] Celebrate • [2] Steck mein Herz in Brand • [3] We Believe • [4] Get Together • [5] Einander zu lieben • [6] The Way I Care • [7] Joshua Fought The Battle • [8] Licht im Land • [9] Deine Liebe • [10] Unbedingt begegnen • [11] Immer mehr | | | 73     |         | | Gospel News | 1993      | |
| 99.5 | | | | 74     |         | Tolle Typen | Christian Löer | 1993      | |
| 99.5 | [1] Kleine Leute • [2] Wie ein Magnet • [3] Rudi • [4] Er schaltet ab • [5] Lebensqualität • [6] Roter Teppich • [7] Zwei Häuser weiter • [8] Zum Leben befreit • [9] VEB (Vergnügt, erlöst, befreit) • [10] Hier bist du richtig | | | 74     |         | | Christian Löer | 1993      | |
| | | | |        |         | | |           | |
| 99.5 | | | | 76     |         | Rudi Ringelschwein Sing mit, spiel mit – Neue Kinderlieder | 1 Jürgen Kleinsorge; 2 Lebrecht-Heidenreich-Kinderchor | 1993      | Neuauflage 2007 in der Reihe Die großen Kinderklassiker unter CD-Nr. 97.037 |
| 99.5 | [1] Spielplatz-Song2 • [2] Wir sind Kinder2 • [3] Das ist noch längst nicht alles1; 2 • [4] Baumgeschichten1 • [5] Ich möchte singen von Jesus2 • [6] Eine freudige Begrüßung2 • [7] Es fällt kein Spatz2 • [8] Du hast ’ne Stimme2 • [9] Rudi Ringelschwein1; 2 • [10] Eine kleine Waldameise2 • [11] Das Krokodil Cornelius1; 2 • [12] Hört ihr die Stecknadel fallen2 (Solo) | | | 76     |         | | 1 Jürgen Kleinsorge; 2 Lebrecht-Heidenreich-Kinderchor | 1993      | Neuauflage 2007 in der Reihe Die großen Kinderklassiker unter CD-Nr. 97.037 |
| 99.5 | | | | 77     |         | Favourite Classical Melodies 3 | Hamburger Midiorchester | 1993      | |
| 99.5 | Prélude aus dem Te Deum von Marc-Antoine Charpentier • Allegro aus Wassermusik-Suite Nr. 2 von Georg Friedrich Händel • Invention a-Moll von Johann Sebastian Bach • Canon für 3 Violinen und Basso continuo in D-Dur von Johann Pachelbel • Tanz der Rohrflöten aus Nussknackersuite von Peter Iljitsch Tschaikowsky • New World Caravan von Antonín Dvořák • Sowewhere aus Westside Story von Leonard Bernstein • Air von Johann Sebastian Bach | | | 77     |         | | Hamburger Midiorchester | 1993      | |
| 99.5 | | | | 78     |         | Moments Of Harmony 1 | Johannes Nitsch | 1993      | |
| 99.5 | [1] Gedankenflug • [2] Bei dir zu Gast • [3] Freundschaft • [4] Romantic • [5] Harmony • [6] Reflection • [7] Meine Zeit steht in deinen Händen • [8] Deep River • [9] Geh unter der Gnade • [10] Abendstimmung • [11] Der Mond ist aufgegangen / Herr, bleib bei mir | | | 78     |         | | Johannes Nitsch | 1993      | |
| | | | |        |         | | |           | |
| 99.5 | | | | 80     |         | Best Of Praise 1 | Graham Kendrick; Maggi Dawn | 1993      | |
| 99.5 | [1] God Is Good • [2] We Are Marching • [3] All Heavens Declare • [4] He Was Pierced • [5] I Believe In Jesus • [6] I Will Praise The Lord • [7] Lord Of Lords • [8] Jesus, We Celebrate Your Victory • [9] O Magnify The Lord • [10] Rise Up • [11] We Have Come To Praise You • [12] You Are Crowned With Many Crowns • [13] Your Works Lord • [14] Whatever You Say • [15] Shine, Jesus, Shine • [16] Show Your Power, O Lord • [17] We Shall Stand • [18] Prepare The Way • [19] Jesus, He Is The Light Of The World • [20] More Love, More Power • [21] O Give Me A Hearing Heart • [22] I Am A Warrior | | | 80     |         | | Graham Kendrick; Maggi Dawn | 1993      | |
| 99.5 | | | | 81     |         | Die schönsten Kinderlieder 5 und 6 | Various | 199?      | CD-Ausgabe als Sammelalbum der MC-Nr. 96.453 sowie der um die zwei letzten Musiktitel gekürzten MC-Nr. 96.454 |
| 99.5 | [1] Regenbogenstraße • [2] Du hast es gewollt • [3] Gott hat ja zu mir gesagt • [4] Still geht der Tag • [5] Meinem Gott gehört die Welt • [6] Ich habe Freude • [7] Heute und auch morgen • [8] Links, rechts, geradeaus • [9] Wasser heißt Leben • [10] Alles jubelt, alles singt • [11] Jesus gab ihr Wasser • [12] Halleluja mit Händen und Füßen • [13] Tausend Lieder • [14] Gott, dein guter Segen • [15] Unser Gott, du hast große Wunder getan • [16] Kindermutmachlied • [17] Der eine sagt es lauter • [18] Wer lenkt meine Schritte • [19] Wie die Sonne • [20] Pass auf kleines Auge • [21] Jesus liebt die kleinen Kinder • [22] Heut ist ein Fest • [23] Geschenkelied • [24] Dreimal täglich • [25] Wie David will ich loben • [26] Ein Kind wie du und ich | | | 81     |         | | Various | 199?      | CD-Ausgabe als Sammelalbum der MC-Nr. 96.453 sowie der um die zwei letzten Musiktitel gekürzten MC-Nr. 96.454 |
| | | | |        |         | | |           | |
| 99.5 | | | D0995 | 83     | 00      | Wir haben seinen Stern gesehen Kinder-Weihnachtslieder | Kinderchor der Ludwig-Hofacker-Kirche Stuttgart unter der Leitung von Beate Scheffbuch; Kinderchor Aidlingen unter der Leitung von Christel Schröder; Kinderchor des Württembergischen Brüderbundes unter der Leitung von Eugen Bitzer      | 1993      | Neuauflage 2016 erschienen unter CD-Nr. 97.373 |
| 99.5 | [1] Zumba, zumba, welch ein Singen • [2] Freut euch von Herzen • [3] Horch nur hin, es klingt und hallt • [4] Alle schauen auf das große Tor • [5] Jesus kam für dich • [6] Seht doch welches Wunder • [7] Jetzt ist es wieder höchste Zeit (Advent) • [8] Kommt und seht, was geschah • [9] Seht das Kind dort in dem Stalle • [10] Ihr Kinderlein kommet • [11] O du fröhliche • [12] Welchen Jubel, welche Freude • [13] Meine kleine Flöte • [14] Kind in der Krippe • [15] Engel bringen frohe Kunde • [16] Jesus ist geboren • [17] Stille Nacht. | | D0995 | 83     | 00      | | Kinderchor der Ludwig-Hofacker-Kirche Stuttgart unter der Leitung von Beate Scheffbuch; Kinderchor Aidlingen unter der Leitung von Christel Schröder; Kinderchor des Württembergischen Brüderbundes unter der Leitung von Eugen Bitzer      | 1993      | Neuauflage 2016 erschienen unter CD-Nr. 97.373 |
| 99.5 | 96.4 | | D0995 | 84     | 00      | Die schönsten Gemeindelieder 6 Die schönsten Gemeindelieder aus „Ich will dir danken“ • Volume 6 | Studiochor Claus Feldmann | 1993      | |
| 99.5 | 96.4 | [1] Halleluja! Lobet Gott in seinem Heiligtum • [2] Jesus, ich will gehn • [3] Hell strahlt die Sonne • [4] Gott hat uns geschaffen • [5] Du bist mein Ziel • [6] Keiner weiß, wann (Alle werden dich sehn) • [7] Groß und wunderbar • [8] Du bist mein Zufluchtsort • [9] Unser Herr sagt uns in seinem Wort (Der Weinstock) • [10] Gepriesen sei der Herr • [11] Bald schon kann es sein | D0995 | 84     | 00      | | Studiochor Claus Feldmann | 1993      | |
| 99.5 | | | | 85     |         | Favourite Classical Melodies 4 | Hamburger Midiorchester | 199?      | |
| 99.5 | Adagio in g-Moll von Tomaso Albinoni • Ouvertüre aus Der Barbier von Sevilla • Das alte Schloss (aus Bilder einer Ausstellung) • 1. Szene aus Schwanensee • Habanera aus der Carmen-Suite Nr. 2 von Georges Bizet • The Best Is Yet To Come • O Haupt voll Blut und Wunden • Allegro von Johann Sebastian Bach | | | 85     |         | | Hamburger Midiorchester | 199?      | |
| 99.5 | 96.4 | | | 86     |         | Feiert den König mit Psalmen | Gerd Henneböhle | 1993      | |
| 99.5 | 96.4 | [1] Singt dem Herrn ein neues Lied • [2] Meine Seele soll dich preisen • [3] Halleluja, dich will ich loben • [4] Als der Herr das Schicksal Zions wandte • [5] Der Herr ist deine Sicherheit • [6] Im Namen des Herrn • [7] Der Herr ist mein Hirte • [8] Glücklich, wer den Schwachen achtet • [9] Mein Gott, warum hast du mich verlassen • [10] Der Herr sprach zu meinem Herrn • [11] Warum nur toben die Heiden • [12] Der König kommt | | 86     |         | | Gerd Henneböhle | 1993      | |
| 99.5 | | | | 87     |         | Best Of Praise 2 | Bryn Haworth; Graham Kendrick; Patricia Morgan; Hilary Davies; Anne Beresford | 1993      | |
| 99.5 | [1] Come Let Us Sing • [2] More Than A Singer • [3] For You Are My God • [4] Rejoice • [5] Immanuel, Oh Immanuel (Emanuel, O Emanuel) • [6] Jesus, The Name Above All Names • [7] Make Way • [8] Majesty • [9] I Love You Lord • [10] Cleanse Me, O God • [11] I Am Persuaded • [12] Peace Like A River • [13] I Believe The Wind Is Changing • [14] He Has Been Given • [15] La Alleluia • [16] You Are High • [17] The Wonder Of It All • [18] Stand Up And Dance • [19] All The Ends Of The Earth • [20] I’m Dancing | | | 87     |         | | Bryn Haworth; Graham Kendrick; Patricia Morgan; Hilary Davies; Anne Beresford | 1993      | |
| 99.5 | | | | 88     |         | Augen voll Sonne | Nicole Vogel (Mutter); Jana O’Mer (Tochter); Markus Schneider (Bürgermeister von Jericho); Wilfried Wolter (Blinder); Markus Egger (Jesus); Studiochor Claus Feldmann                                                                       | 1993      | |
| 99.5 | [1] Ouvertüre • [2] Szene 1 • [3] Unsre schöne Welt • [4] Szene 2 • [5] Augen voll Sonne 1 • [6] Szene 3 • [7] Augen voll Sonne 2 • [8] Szene 4 • [9] Jericho • [10] Szene 5 • [11] Jesus kommt 1 • [12] Szene 6 • [13] Jesus kommt 2 • [14] Szene 7 • [15] Verschwinde Mann • [16] Szene 8 • [17] Meine kleine Welt • [18] Szene 9 • [19] Du darfst kommen • [20] Ich wusste vieles • [21] Szene 10 • [22] Kein Wunder, ein Wunder • [23] Halleluja • [24] Szene 11 • [25] Augen voll Sonne (Reprise) | | | 88     |         | | Nicole Vogel (Mutter); Jana O’Mer (Tochter); Markus Schneider (Bürgermeister von Jericho); Wilfried Wolter (Blinder); Markus Egger (Jesus); Studiochor Claus Feldmann                                                                       | 1993      | |
| 99.5 | | | | 89     |         | Offenbare deine Herrlichkeit Lobpreis und Anbetung | Beate Ling; Chor | 1993      | |
| 99.5 | [1] Kommt und tretet vor ihn • [2] Welch Liebe • [3] Komm in Vollmacht • [4] Deine Güte • [5] Offenbare deine Herrlichkeit • [6] Ich sehe einen neuen Morgen • [7] Keine Verdammnis • [8] Der Herr, mein Gott • [9] Erhebet Gott, den Herrn • [10] Seht, wie gut er zu uns ist • [11] Er ist hier • [12] Medley: Bei dem Herrn / Ehre sei dem Herrn • [13] Instrumental Prelude • [14] Treue • [15] Hand in Hand mit dir | | | 89     |         | | Beate Ling; Chor | 1993      | |
| | | | |        |         | | |           | |
| 99.5 | | | | 91     |         | Rockland | Lothar Kosse | 1994      | Erschienen bei Label Free |
| 99.5 | [1] Open House • [2] Voice • [3] Hippo’s Hopp • [4] Take Me To The River • [5] Wave • [6] Bird’s Jam • [7] Love’s Got A Name • [8] Wake Up • [9] Deep Calls To Deep • [10] My Life With You | | | 91     |         | | Lothar Kosse | 1994      | Erschienen bei Label Free |
| 99.5 | 96.4 | | | 92     |         | Kommt, atmet auf | Studiochor Johannes Nitsch | 1993      | Album beinhaltet Zweitverwertungstitel aus vorangegangenen Veröffentlichungen |
| 99.5 | 96.4 | [1] Leben ohne Schatten [aus LP-Nr. 99.172] • [2] Kommt, atmet auf • [3] Jesus, leite mich • [4] Du bist nicht zu begreifen [aus CD-Nr. 99.571] • [5] Ganz bestimmt [aus CD-Nr. 99.501] • [6] Nur bei dir [aus CD-Nr. 99.523] • [7] Du bist (der Weg und die Wahrheit und das Leben) [1992 Version aus CD-Maxi-Single Nr. 99.503-003] • [8] Wohin sollt ich gehen (Psalm 139) [aus LP-Nr. 99.160] • [9] Nikodemus (Weil Gott die Welt so unendlich liebt) [aus CD-Nr. 99.503] • [10] Jesus, zu dir kann ich so kommen wie ich bin • [11] Mag sein, du kannst es nicht verstehn [aus CD-Nr. 99.538] • [12] Wie ein Fest nach langer Trauer (So ist Versöhnung) [aus LP-Nr. 99.172] • [13] (Du bist das) Licht der Welt (So sehr hat Gott die Welt geliebt) [? aus CD-Nr. 99.500] • [14] Überall hat Gott seine Leute • [15] Denn er hat seinen Engeln befohlen (Wer auf Gott vertraut) [aus CD-Nr. 99.393] • [16] Herr, halte mich nah bei dir [aus MC-Nr. 96.088] • [17] Geh unter der Gnade [aus LP-Nr. 99.163] | | 92     |         | | Studiochor Johannes Nitsch | 1993      | Album beinhaltet Zweitverwertungstitel aus vorangegangenen Veröffentlichungen |
| | | | |        |         | | |           | |
| 99.5 | | | | 95     |         | Daffke Jiddische Lieder | Rainer Lemke | 1995      | |
| 99.5 | [1] Papirosn • [2] Belz • [3] Dos Kelbl • [4] Unter dayne vayse shtern • [5] 'S brennt, brider, 's brennt • [6] A yidishe Mame • [7] Eli, Eli • [8] Mir lebn eybik • [9] Oy, dortn, dortn • [10] Tum Balalayka • [11] Bay mir bistu sheyn • [12] Az der Rebe Elimelekh • [13] Sha, shtil • [14] Chiribim, chiribom • [15] Shabes, shabes | | | 95     |         | | Rainer Lemke | 1995      | |
| 99.5 | | | | 96     |         | Found Free | Don & Susie Newby | 1994      | |
| 99.5 | [1] Belated Oasis • [2] Blind Leaders Of The Blind • [3] It’s Your Kindness • [4] Hosanna • [5] How Absurd • [6] Let It Go • [7] They See The Darkness Coming • [8] Really Don’t Know • [9] Not That Far Away • [10] Found Free | | | 96     |         | | Don & Susie Newby | 1994      | |
| 99.5 | 96.4 | | | 97     |         | Die schönsten Gemeindelieder 7 Die schönsten Gemeindelieder aus „Ich will dir danken“ • Volume 7 | Studiochor Johannes Nitsch 1 Ulrike Orth; 2 Ute Orth; 3 Cornelia Schlöndorf; 4 Johannes Nitsch | 1994      | |
| 99.5 | 96.4 | [1] Gib Gott die Ehre • [2] Majestät • [3] Seid nicht bekümmert • [4] Unser Vater in dem Himmel • [5] Ist dir Gott noch unbekannt • [6] Lasst uns feiern das Mahl • [7] Steht auf und lobt unsern Gott • [8] O Herr, ich habe lieb • [9] Herr, wohin solln wir gehn • [10] Sag Ja zu Gottes Wegen4 • [11] Jesus Christus segne dich | | 97     |         | | Studiochor Johannes Nitsch 1 Ulrike Orth; 2 Ute Orth; 3 Cornelia Schlöndorf; 4 Johannes Nitsch | 1994      | |
| 99.5 | | | | 98     |         | Best Of Praise 3 | Graham Kendrick | 1994      | |
| 99.5 | [1] Above All Else • [2] We Shall Conquer • [3] Who Is He • [4] Great Is The Lord • [5] From Your Throne O Lord • [6] Lord Of All • [7] Celebrate Jesus • [8] Sing! The Song Of Praise • [9] Come And Be Still • [10] Stand in Awe • [11] And He Shall Reign • [12] O Give Thanks • [13] Come Let Us Sing • [14] We Have A Vision • [15] All Things • [16] The Trumpets Sound • [17] Take Me In • [18] Without Him • [19] Give Thanks | | | 98     |         | | Graham Kendrick | 1994      | |
| 99.5 | | | D0995 | 99     | 00      | Worte wie Brot Lieder für den Gottesdienst | 1 Manfred Siebald 2 Christus-Sänger* unter der Leitung von Johannes Nitsch | 1994      | * Bezeichnung bei Erstveröffentlichung: „Manfred Siebald und Freunde“ |
| 99.5 | [1] Du dienst uns2 • [2] Gut, dass wir einander haben2 • [3] Nimmst du mich noch einmal an?1; 2 • [4] Ohne Anfang, ohne Ende [1994 Version]2 • [5] Credo1; 2 • [6] Komm in unser dürres Leben1; 2 • [7] Herr, gib uns jetzt ein Wort2 • [8] Du willst uns bewahren2 • [9] Teilt das Brot mit anderen2 • [10] Friede (Friede sei mit dir) [1994 Version]2 • [11] Es ist gut an deinem Tisch1; 2 • [12] Dies ist Brot und mehr als Brot2 • [13] Wie tief kann ich fallen?1; 2 • [14] Wenn Gott will und wenn wir leben2 | | D0995 | 99     | 00      | | 1 Manfred Siebald 2 Christus-Sänger* unter der Leitung von Johannes Nitsch | 1994      | * Bezeichnung bei Erstveröffentlichung: „Manfred Siebald und Freunde“ |

### CD 99.700 ff / MC 96.600 ff
| Präfix | Präfix | Präfix | Nr.    | Postfix | Titel                                                                                        | Interpreten | Jahr      | Anmerkungen |
| CD     | MC | Load | Nr.    | Load    | Titel                                                                                        | Interpreten | Jahr      | Anmerkungen |
| ------ | --- | --- | ------ | ------- | -------------------------------------------------------------------------------------------- | --- | --------- | --- |
|        | | |        |         |                                                                                              | |           | |
| 99.7   | | | 03     |         | Diamond Dream                                                                                | Laila Dahl | 199?      | CD-Maxi-Single; Erschienen bei Label Free |
| 99.7   | [1] Seen • [2] Am Who I Am • [3] Memories Keep On Living | | 03     |         |                                                                                              | Laila Dahl | 199?      | CD-Maxi-Single; Erschienen bei Label Free |
|        | | |        |         |                                                                                              | |           | |
| 99.7   | | | 05     |         | Concierto international                                                                      | Dorothea Klaue; Rüdiger Klaue | 1993 1994 | |
| 99.7   | [1] Ich fand den Weg • [2] Vor einer Blume • [3] Der Sender • [4] Seit nach Gottes Reich ich trachte • [5] Llegada • [6] Äquatorland • [7] Singt unserm Schöpfer • [8] Christus in mir • [9] Ein Leben im Betrug • [10] Jeder Schritt • [11] Der glorreiche Morgen • [12] Weil du uns so liebtest • [13] Höhenweg • [14] Ohne Liebe • [15] Ich komme zu dir • [16] Via Dolorosa • [17] Jesus, deine Hände • [18] Gustavo • [19] Ha momentos • [20] Pajaro campana • [21] Sei hochgelobt • [22] Jeder Mensch braucht Gott • [23] Bleibend ist deine Treu | | 05     |         |                                                                                              | Dorothea Klaue; Rüdiger Klaue | 1993 1994 | |
|        | 96.6 | | 06     |         | Das Geheimnis der Indianerprinzessin Sam & Sarah • Folge 3                                   | Hörspiel von Kathi Arndt nach dem gleichnamigen Buch von Ruth N. Moore | 1994      | |
|        | | |        |         |                                                                                              | |           | |
| 99.7   | | D0997 | 08     | 00      | Nicht vergessen                                                                              | Manfred Siebald | 1998      | |
| 99.7   | [1] Ich bin so entsetzlich vergesslich • [2] Nimm zurück, was dir gehört • [3] Jeder fragt dich, wie es geht • [4] Kennt ihr schon den? • [5] Wir müssen einen Ausschuss bilden • [6] Von deinen Worten können wir leben • [7] Du genügst • [8] Wann? Wen? • [9] Für heute und hier • [10] Dieser war auch mit dem Jesus • [11] Manchmal spreche ich ganz leise • [12] Lehn dich zurück und streck die Seele aus • [13] Der Tag hat sich geneigt | D0997 | 08     | 00      |                                                                                              | Manfred Siebald | 1998      | |
|        | 96.6 | | 09     |         | Das Geheimnis des spanischen Schlosses Sam & Sarah • Folge 5                                 | Hörspiel von Kathi Arndt nach dem gleichnamigen Buch von Ruth N. Moore | 199?      | |
| 99.7   | | | 10     |         | Rivers Of Joy!                                                                               | Joyful Gospel; Tostedt Community Gospel Choir | 1996      | Live-Aufnahmen 1995 |
| 99.7   | [1] Worship The Lord • [2] All In His Hand • [3] I Believe In God • [4] Center Of My Joy • [5] His Eye Is On The Sparrow • [6] All Things Work Together • [7] Rivers Of Joy • [8] We Need An Answer • [9] Jesus Is Love • [10] Gospel-Medley • [11] Jesus, You Are On The Throne • [12] Going Up Yonder • [13] I Am The Light | | 10     |         |                                                                                              | Joyful Gospel; Tostedt Community Gospel Choir | 1996      | Live-Aufnahmen 1995 |
| 99.7   | | | 11     |         | Heart Of Love                                                                                | ProJoe | 199?      | Erschienen im Label Free; CD-Maxi-Single mit Titel „Give Me Your Smile“ in unterschiedlichen Versionen unter Nr. 99.711/003 erschienen |
| 99.7   | [1] It’s You • [2] Heart Of Love • [3] You Are My Pearl • [4] It’s Your Heart • [5] Hid Inside Your Hand • [6] Give Me Your Smile • [7] Barbara • [8] Laughter Of The Children • [9] I Found You Again • [10] King Of My Heart | | 11     |         |                                                                                              | ProJoe | 199?      | Erschienen im Label Free; CD-Maxi-Single mit Titel „Give Me Your Smile“ in unterschiedlichen Versionen unter Nr. 99.711/003 erschienen |
|        | | |        |         |                                                                                              | |           | |
| 99.7   | | | 13     |         | Hör zu – sing mit                                                                            | 1 ERF-Studiochor unter der Leitung von Gerhard Schnitter; 2 Time To Sing unter der Leitung von Gerhard Schnitter 3 Heidi Bieber; 4 Manfred Siebald | 1996      | Doppelalbum: Tonträger 2 beinhaltet die Playback-Versionen des Albums |
| 99.7   | [1] Ich will dir danken2 • [2] Dass dein Wort in meinem Herzen starke Wurzeln schlägt (Starke Wurzeln, gute Früchte) [1996 Version]1 • [3] Groß ist dein Name [1996 Version]1 • [4] Herr, füll mich neu1 • [5] Aber der Herr ist immer noch größer [1996 Version]1 • [6] Gut, dass wir einander haben4; 2 • [7] Ich danke meinem Gott1 • [8] Wir bekümmern uns nicht [1996 Version]1; 3 • [9] Du bist (der Weg und die Wahrheit und das Leben)2 • [10] Friede (Friede sei mit dir)1; 4 • [11] Die Gott lieben, werden sein wie die Sonne [1996 Version]1; 3 • [12] Jesus, dir nach, weil du rufst2 • [13] Meine Zeit steht in deinen Händen1 • [14] Bei dir ist die Quelle des Lebens1 • [15] Geh unter der Gnade1; 4 • [16] Herr, wir bitten, komm und segne uns [1996 Version]1; 3 | | 13     |         |                                                                                              | 1 ERF-Studiochor unter der Leitung von Gerhard Schnitter; 2 Time To Sing unter der Leitung von Gerhard Schnitter 3 Heidi Bieber; 4 Manfred Siebald | 1996      | Doppelalbum: Tonträger 2 beinhaltet die Playback-Versionen des Albums |
| 99.7   | | | 14     |         | Piano Praise                                                                                 | Gregor Breier & Orchester | 1993      | |
| 99.7   | [1] Herr, das Licht deiner Liebe leuchtet auf (Jesus, dein Licht) • [2] Ich will dich preisen • [3] Come On, Rejoice • [4] Ich trau auf dich • [5] Halleluja! Lobet Gott • [6] Ehre sei dem Vater • [7] Herr der Herren • [8] Jesus, höchster Name • [9] Medley: Dein Name / Lobt unsern Gott / Majestät / Das Höchste meines Lebens / Groß ist der Herr / We Must Believe In Him • [10] Hosanna | | 14     |         |                                                                                              | Gregor Breier & Orchester | 1993      | |
| 99.7   | | | 15     |         | Under His Wings Messianic Praise                                                             | Jonathan Settel | 1994      | |
| 99.7   | We Are Standing On Holy Ground • We Celebrate Messiah • In The Shadow Of His Wings • Call Upon The Lord • Mighty God – Mi kamocha • Mystery • Narrative reading: Ezekiel 37,1-14 – Arise And Have Mercy • Jubilee • I Take Refuge In You • Dismiss Us From This Place | | 15     |         |                                                                                              | Jonathan Settel | 1994      | |
| 99.7   | | | 16     |         | In seiner Nähe                                                                               | Various | 1994      | Kompilation von Zweitverwertungstitel aus vorangegangenen Veröffentlichungen |
| 99.7   | [1] Wir brauchen Mut [aus LP-Nr. 99.163] • [2] Machar [aus CD-Nr. 99.540] • [3] Singt dem Herrn ein neues Lied [aus CD-Nr. 99.5 86] • [4] Trend [aus CD-Nr. 99.571] • [5] T’fila [aus CD-Nr. 99.551] • [6] Bahnt einen Weg unserm Gott [aus ?] • [7] So zu lachen wie du [aus CD-Nr. 99.564] • [8] Wie ein Fest nach langer Trauer (So ist Versöhnung) [1990 Version aus CD-Nr. 99.398] • [9] Immer mehr [aus ?] (ProJoe)• [10] Meine Zeit steht in deinen Händen [aus CD-Nr. 99.506] • [11] Fürchte dich nicht [aus LP-Nr. 99.115] • [12] Er gab sein Leben [aus LP-Nr. 99.161] • [13] Wer keine Gnade kennt [aus CD-Nr. 99.564] • [14] Nur bei dir [aus CD-Nr. 99.523] • [15] Du bist nicht zu begreifen [aus CD-Nr. 99.571] • [16] Kommt und seht [aus Single-Nr. 99.503-003] • [17] What Would Jesus Do [? aus CD-Nr. 99.570] (Robbin Casey) • [18] Shine, Jesus, Shine [aus CD-Nr. 99.580] | | 16     |         |                                                                                              | Various | 1994      | Kompilation von Zweitverwertungstitel aus vorangegangenen Veröffentlichungen |
| 99.7   | [1] Meine Seele soll dich preisen [aus CD-Nr. 99.586] • [2] Erez sawat chalaw [aus CD-Nr. 99.540] • [3] Niemand ist größer als du [aus MC-Nr. 96.088] • [4] Herr, wir sind zu dir gekommen [aus CD-Nr. 99.506] • [5] Groß und wunderbar [aus CD-Nr. 99.584] • [6] König der Völker [aus ?] • [7] Du bist (der Weg und die Wahrheit und das Leben) [1990 Version aus CD-Nr. 99.503] • [8] Schabbat schalom [aus CD-Nr. 99.551] • [9] Gut, dass wir einander haben [aus CD-Nr. 99.516] • [10] Die Möwen [aus LP-Nr. 5003, erschienen im Musischen Bildungszentrum St. Goar ] • [11] Lobe den Herrn, meine Seele [aus CD-Nr. 99.538] • [12] Ich will heute schon schmecken [aus LP-Nr. 99.161] • [13] Kommt doch her zu mir [aus MC-Nr. 96.088] • [14] Wer auf Gott vertraut (Denn er hat seinen Engeln befohlen) [aus LP-Nr. 07/045-8, erschienen im Verlag Hans-Rudolf Hintermann ] • [15] Preist ihn [aus LP-Nr. 99.186] • [16] Jesus [aus CD-Nr. 99.500] • [17] I Wanna Look For You [aus CD-Nr. 99.572] • [18] God Is Good [aus CD-Nr. 99.580] • [19] Zurück [aus CD-Nr. 99.571] • [20] Von guten Mächten wunderbar geborgen [aus CD-Nr. 99.506] | | 16     |         |                                                                                              | Various | 1994      | Kompilation von Zweitverwertungstitel aus vorangegangenen Veröffentlichungen |
| 99.7   | 96.6 | | 17     |         | Nehemia Ein Pop-Oratorium                                                                    | 1 Kathi Arndt; 2 Danny Plett; 3 Pro-Joe; 4 Chor | 1994      | Erschienen in Koproduktion mit Born-Verlag, dort unter CD-Nr. 184.263; MC-Nr. 184.152 |
| 99.7   | 96.6 | [1] Die Freude am Herrn ist eure Stärke • [2] Wär eine Mauer um uns her • [3] Gott macht Geschichte • [4] Schau her, Gott • [5] Herr, schaff in uns • [6] Wir leben in der bösen Welt • [7] Die Zeit wird lang • [8] Wem gehört, was uns gehört • [9] Dein Wort macht alles offenbar • [10] Ich kam auf die untersten Stufen • [11] Wir sehnen uns wie ehedem | 17     |         |                                                                                              | 1 Kathi Arndt; 2 Danny Plett; 3 Pro-Joe; 4 Chor | 1994      | Erschienen in Koproduktion mit Born-Verlag, dort unter CD-Nr. 184.263; MC-Nr. 184.152 |
| 99.7   | | | 18     |         | Moments Of Harmony 2                                                                         | Johannes Nitsch (Piano) | 1995      | |
| 99.7   | [1] Auf, Seele, Gott zu loben • [2] Jesus, dein Licht (Herr, das Licht deiner Liebe leuchtet auf) • [3] Versöhnung (Wie ein Fest nach langer Trauer / So ist Versöhnung) • [4] Schönster Herr Jesu • [5] Medley: Ich trau auf dich / All die Fülle / Jesus, höchster Name / Er ist der Friedefürst • [6] Du bist (der Weg und die Wahrheit und das Leben) • [7] Wohin sollt ich gehen (Psalm 139) • [8] Jesus, leite mich • [9] Kommt, atmet auf • [10] Jesus, zu dir kann ich so kommen, wie ich bin • [11] Beschenkt • [12] Herr, wir bitten, komm und segne uns | | 18     |         |                                                                                              | Johannes Nitsch (Piano) | 1995      | |
| 99.7   | | | 19     |         | Achtung! Frisch gestrichen                                                                   | Klangfarbe unter der Leitung von Gregor Breier (?) 1 Werner Hoffmann 2 Don & Susie Newby | 1994      | |
| 99.7   | [1] Neugeboren • [2] Du kommst in großer Kraft • [3] Liebe den Herrn • [4] Klang und Farbe • [5] Das Tor des Lebens • [6] Du allein, Herr (Psalm 86) • [6] Die Liebe Christi drängt uns • [8] Jesus lebt • [9] Der Himmelsdurchbrecher • [10] Sag doch endlich ja2 • [11] Jubelt dem Herrn zu | | 19     |         |                                                                                              | Klangfarbe unter der Leitung von Gregor Breier (?) 1 Werner Hoffmann 2 Don & Susie Newby | 1994      | |
|        | | |        |         |                                                                                              | |           | |
| 99.7   | | | 22     |         | Best Of Praise 4                                                                             | Various | 1994      | |
| 99.7   | [1] He Is Exalted • [2] What A Mighty God • [3] Lord I Lift Your Name On High • [4] You Laid Aside Your Majesty • [5] Stay Close To Me • [6] The Crucible For Silver • [7] With All Of My Heart • [8] Most Holy Judge • [9] Hallelujah God Is Good • [10] Face To Face • [11] You Are Beautiful • [12] Father God I Wonder • [13] I Will Dwell • [14] Jesus In Me • [15] Take My Life And Let It Be • [16] Anointing Fall On Me • [17] My Spirit Adores You • [18] O, We Are More Than Conquerors • [19] I Will Encourage Myself • [20] He Is The Lord | | 22     |         |                                                                                              | Various | 1994      | |
|        | 96.6 | | 23     |         | Bärchen Brummeli baut ein Boot Bärchen Brummeli • Folge 1 (?)                                | ? | 1994      | |
| 99.7   | | | 24     |         | Licht leuchtet auf                                                                           | Various | 1994      | Doppel-Album; Kompilation von Zweitverwertungstitel aus vorangegangenen Veröffentlichungen |
| 99.7   | [1] La Rejouissance aus Feuerwerksmusik [aus CD-Nr. 98.939] • [2] Allegro aus Wassermusik [aus CD-Nr. 98.939] • [3] Macht hoch die Tür [aus LP-Nr. 91.529] • [4] Fröhlich soll mein Herze springen [aus CD-Nr. 98.942] • [5] Lobt Gott, ihr Christen alle gleich [aus LP-Nr. 91.529] • [6] Es ist ein Ros entsprungen [aus LP-Nr. 91.529] • [7] Zu Bethlehem der Engel sprach (Noel) [aus CD-Nr. 98.946] • [8] Es kommt ein Schiff, geladen [aus LP-Nr. 91.529] • [9] Vom Himmel hoch [aus LP-Nr. 91.529] • [10] O Heiland, reiß die Himmel auf [aus LP-Nr. 91.529] • [11] Sonata D-Dur von Arcangelo Corelli [aus CD-Nr. 98.909] • [12] In Dulc Jubilo [aus CD-Nr. 98.909] • [13] Wie soll ich dich empfangen [aus CD-Nr. 98.910] • [14] Uns ist ein Kindlein heut geborn [aus CD-Nr. 98.942] • [15] Ich steh an deiner Krippen hier [aus CD-Nr. 98.910] • [16] Kommet, ihr Hirten [aus CD-Nr. 98.946] • [17] O du fröhliche [aus CD-Nr. 98.946] • [18] Hört der Engel helle Lieder [aus CD-Nr. 98.946] • [19] Zu Bethlehem geboren [aus CD-Nr. 98.942] • [20] Gelobet seist du, Jesu Christ [aus LP-Nr. 91.529] • [21] Stille Nacht, heilige Nacht [aus CD-Nr. 98.946] • [22] Tochter Zion [aus CD-Nr. 98.942] • [23] Halleluja [aus CD-Nr. 98.975] | | 24     |         |                                                                                              | Various | 1994      | Doppel-Album; Kompilation von Zweitverwertungstitel aus vorangegangenen Veröffentlichungen |
| 99.7   | [1] O du fröhliche [aus CD-Nr. 99.364] • [2] Weihnachtslieder-Medley [aus CD-Nr. 99.354] • [3] Was hat wohl der Esel gedacht [aus CD-Nr. 99.548] • [4] Licht leuchtet auf [aus CD-Nr. 99.354] • [5] Freude, Freude macht sich breit [aus CD-Nr. 99.548] • [6] Darin ist erschienen [aus CD-Nr. 99.548] • [7] Wenn wir Gott in der Höhe ehren [aus CD-Nr. 99.548] • [8] Zu Bethlehem geboren [aus CD-Nr. 99.364] • [9] Seht das Kind dort in dem Stalle [aus CD-Nr. 99.583] • [10] Jesus, zu dir kann ich so kommen, wie ich bin [aus CD-Nr. 99.592] • [11] Jetzt ist es wieder höchste Zeit [aus CD-Nr. 99.583] • [12] Dass Jesus der Herr ist [aus CD-Nr. 99.516] • [13] Jesus, du allein [aus Live Praise 2, CD-Nr. 933.101] • [14] O Holy Night [?*] (Robbin Cassey) • [15] O Give Me A Hearing Heart [aus CD-Nr. 99.580] • [16] Hallelu et Adonai [aus CD-Nr. 99.551] • [17] Immanuel [aus CD-Nr. 99.587] • [18] How Absurd [aus CD-Nr. 99.596] • [19] Healing Wings [aus CD-Nr. 99.550] | | 24     |         |                                                                                              | Various | 1994      | Doppel-Album; Kompilation von Zweitverwertungstitel aus vorangegangenen Veröffentlichungen |
| 99.7   | | D0997 | 25     | 00      | In dir ist Freude                                                                            | Various | 1994      | Kompilation von Zweitverwertungstitel aus vorangegangenen Veröffentlichungen |
| 99.7   | [1] In dir ist Freude [aus CD-Nr. 99.378] • [2] Stern, auf den ich schaue [aus CD-Nr. 99.377] • [3] Wie ein Strom von oben [aus CD-Nr. 99.377] • [4] Der Herr ist mein Hirte [? Der Herr, mein Hirte, führet mich aus CD-Nr. 99.377] • [5] Ich bin durch die Welt gegangen [aus CD-Nr. 99.568] • [6] So wie ich bin, so muss es sein [aus CD-Nr. 99.569] • [7] Auf, denn die Nacht wird kommen [aus CD-Nr. 99.393] • [8] Wenn nach der Erde Leid, Arbeit und Pein [aus CD-Nr. 99.378] • [9] Noch dringt Jesu frohe Botschaft [aus CD-Nr. 99.394] • [10] Welch ein Freund ist unser Jesus [aus CD-Nr. 99.394] • [11] Jesus kam uns zu erlösen [aus CD-Nr. 99.568] • [12] Nun gehören unsre Herzen [aus CD-Nr. 99.378] • [13] So nimm denn meine Hände [aus CD-Nr. 99.569] • [14] Seligstes Wissen, Jesus ist mein [aus CD-Nr. 99.569] • [15] Herr, weil mich festhält dein starke Hand [aus CD-Nr. 99.377] • [16] O Gott, dir sei Ehre [aus CD-Nr. 99.394] • [17] Ich blicke voll Beugung und Staunen [aus CD-Nr. 99.568] • [18] Friede sei mit dir (Friede) [aus CD-Nr. 99.393] | D0997 | 25     | 00      |                                                                                              | Various | 1994      | Kompilation von Zweitverwertungstitel aus vorangegangenen Veröffentlichungen |
| 99.7   | | | 26     |         | Kommt und seht                                                                               | Various | 1994      | Kompilation von Zweitverwertungstitel aus vorangegangenen Veröffentlichungen |
| 99.7   | [1] Kommt und seht [aus Single Nr. 99.503-003] • [2] Every Corner Of The World [aus CD-Nr. 99.571] • [3] Unterwegs [aus CD-Nr. 99.398] • [4] Elijah-Rock [aus CD-Nr. 99.501] • [5] Lalala [aus CD-Nr. 99.572] • [6] The Way I Care [aus CD-Nr. 99.572] • [7] Gedanken [aus CD-Nr. 99.571] • [8] Liebe den Herrn [aus CD-Nr. 99.719] • [9] Dein Wort macht alles offenbar [aus CD-Nr. 99.717] • [10] Der Himmelsdurchbrecher [aus CD-Nr. 99.719] • [11] Die Freude am Herrn ist eure Stärke [aus CD-Nr. 99.717] • [12] Er ist auferstanden [aus CD-Nr. 99.566] • [13] Einer fängt an [aus CD-Nr. 99.501] • [14] Dein Reich komme [? aus CD-Nr. 99.500] | | 26     |         |                                                                                              | Various | 1994      | Kompilation von Zweitverwertungstitel aus vorangegangenen Veröffentlichungen |
| 99.7   | | | 27     |         | Brass Praise                                                                                 | Wort-des-Lebens-Bläserensemble | 1994      | |
| 99.7   | [1] Rejoice • [2] Medley: Würdig, ja würdig ist der Herr / Singt ihm Halleluja • [3] Wo ist solch ein Gott • [4] Herr, ich sehe deine Welt • [5] Schöpfer aller Dinge • [6] Niemand ist so treu • [7] Dem Herrn und Schöpfer • [8] Du bist erhoben • [9] Friedefürst • [10] Jesus, dir gehört mein Leben • [11] Anbetungslieder-Potpourri | | 27     |         |                                                                                              | Wort-des-Lebens-Bläserensemble | 1994      | |
|        | 96.6 | | 28 (?) |         | Abenteuer auf dem Bauernhof Bärchen Brummeli • Folge ?                                       | ? | 199?      | |
|        | 96.6 | | 29     |         | Abenteuer im Wald Bärchen Brummeli • Folge ?                                                 | ? | 199?      | |
| 99.7   | | | 30     |         | Back Home                                                                                    | Robbin Casey | 1995      | Erschienen bei Labe Free |
| 99.7   | [1] Leaning On The Everlasting Arms • [2] Victory In Jesus • [3] Rock Of Ages • [4] What A Friend We Have In Jesus • [5] I'll Fly Away • [6] The Old Rugged Cross • [7] Softly And Tenderly • [8] There Is Power In The Blood • [9] How Great Thou Art • [10] When The Roll Is Called Up Yonder • [11] I Have Decided To Follow Jesus • [12] Great Is Thy Faithfulness | | 30     |         |                                                                                              | Robbin Casey | 1995      | Erschienen bei Labe Free |
|        | | |        |         |                                                                                              | |           | |
| 99.7   | | | 32     |         | It's All Right                                                                               | Die Brückenbauer unter der Leitung von Bertold Engel | 1995      | |
| 99.7   | [1] Come By Here, Rock My Soul • [2] There Is Power • [3] It's All Right • [4] Aufrecht stehn • [5] Keep Me From Falling • [6] Step By Step • [7] Let's Praise The Lord • [8] Zeige mir deinen Weg • [9] Geborgen sein • [10] I'm Going Home • [11] The Lord Is My Light | | 32     |         |                                                                                              | Die Brückenbauer unter der Leitung von Bertold Engel | 1995      | |
|        | 96.6 | | 33     |         | Das Geheimnis der Geisterstadt Sam & Sarah • Folge 4                                         | Hörspiel von Kathi Arndt nach dem gleichnamigen Buch von Ruth N. Moore | 199?      | |
| 99.7   | | | 34     |         | Josef Biblische Geschichten vertont • Volume 1                                               | Falkensteiner Kids* unter der Leitung von Gilbrecht Schäl | 1995      | * Originalveröffentlichung: Falkensteiner Kurrende |
| 99.7   | | | 35     |         | Maria von Bethanien Biblische Geschichten vertont • Volume 2                                 | Kinderchor Aidlingen unter der Leitung von Christel Schröder | 1995      | |
| 99.7   | | | 36     |         | Begegnungen Musikalische Fenster zum Johannes-Evangelium                                     | 1 Kathi Arndt; 2 Johannes Nitsch; 3 Christoph Zehendner; 4 Hella, Melanie und Viola Heizmann; 5 Studiochor Johannes Nitsch 6 Jugendchor Haiger unter der Leitung von Johannes Nitsch | 1994      | Ein Konzept von Christoph Zehendner (Text) und Johannes Nitsch (Musik); Erweiterte Version, Erstversion von 1990, erschienen unter CD-Nr. 99.503, erweitert und teilweise ersetzt um bzw. mit den 1992 erschienenen ergänzenden *Titel der Single-Nr. 99.503-003 |
| 99.7   | [1] Das Ja der Liebe5 • [2] Johannes der Täufer5 • [3] Kommt und seht* • [4] Nikodemus (Weil Gott die Welt so unendlich liebt)1; 2; 5 • [5] Wasser und Brot4; 5 (feat. 2) • [6] Jesus tut Wunder1; 3; 5 • [7] Worte des Lebens*6 • [8] Du bist (der Weg und die Wahrheit und das Leben) [1992 Version]*1; 2; 3; 6 • [9] Aus Liebe*6 • [10] Gott kommt uns ganz nah1; 5 • [11] Lieben wie er3; 5 • [12] Gottes Lamm1; 2 (feat. 4) • [13] Auferstanden1; 2; 3; 5 (feat. 4) • [14] Das Ja der Liebe (Reprise)5 | | 36     |         |                                                                                              | 1 Kathi Arndt; 2 Johannes Nitsch; 3 Christoph Zehendner; 4 Hella, Melanie und Viola Heizmann; 5 Studiochor Johannes Nitsch 6 Jugendchor Haiger unter der Leitung von Johannes Nitsch | 1994      | Ein Konzept von Christoph Zehendner (Text) und Johannes Nitsch (Musik); Erweiterte Version, Erstversion von 1990, erschienen unter CD-Nr. 99.503, erweitert und teilweise ersetzt um bzw. mit den 1992 erschienenen ergänzenden *Titel der Single-Nr. 99.503-003 |
| 99.7   | | | 37     |         | Best Of Gospel 2                                                                             | Various | 199?      | |
| 99.7   | | | 38     |         | Next Year In Jerusalem Best of Israeli folk                                                  | ? | 1995      | Kompilation von Zweitverwertungstitel aus vorangegangenen Veröffentlichungen |
| 99.7   | [1] Hallelu et adonai [aus CD-Nr. 99.551] • [2] Lo yisa goy [aus CD-Nr. 99.551] • [3] Eli chemdat libi [aus CD-Nr. 99.551] • [4] Hevenu shalom alechem [aus LP-Nr. 99.170?] • [5] T'fila [aus CD-Nr. 99.551] • [6] Hava nagila [aus LP-Nr. 99.170?] • [7] Machar [aus CD-Nr. 99.540] • [8] Shalom chaverim [aus ?] • [9] Tabernacle [aus CD-Nr. 99.551] • [10] Riwa adonai [aus CD-Nr. 99.540] • [11] O Lord God Of Israel [aus CD-Nr. 99.551] • [12] Jerusalem [aus CD-Nr. 99.551] • [13] Hine ma tov [aus CD-Nr. 99.551] • [14] Ose shalom [aus CD-Nr. 99.551] • [15] Shabbat shalom medley [aus CD-Nr. 99.551] • [16] Erez savat chalav [aus CD-Nr. 99.540] • [17] Amcha Jisrael [aus LP-Nr. 99.170?] | | 38     |         |                                                                                              | ? | 1995      | Kompilation von Zweitverwertungstitel aus vorangegangenen Veröffentlichungen |
| 99.7   | | | 39     |         | Gospel – Country                                                                             | Skeeter Davis; Johnny Russell; Billie Jo Spears; Wanda Jackson | 1994      | Doppelalbum |
| 99.7   | | | 40     |         | Schir chadasch Israelische Lieder in Hebräisch, Deutsch und Englisch                         | Rainer Lemke | 1990      | |
| 99.7   | [1] Jauchze, Tochter Zion • [2] Groß ist der Herr • [3] Brot, Wein • [4] Wie die Augen eines Knechts • [5] Der Leibeigene • [6] Unser Vater, unser König • [7] Du bist der Herr der Ehren • [8] Hoch hinaus will ich nicht • [9] Der Herr wird zu uns kommen • [10] Hoch erfreut • [11] Der Geist und die Braut • [12] Er ist unser Friede • [13] Verlasst euch auf den Herrn • [14] All mein Herz ist dein • [15] An Frieden reich • [16] Halleluja • [17] Gnade sei mit euch • [18] Er ist unser Gott • [19] Erforsche mich, Gott • [20] Von deiner Gnade • [21] Schaffe Gott in mir • [22] Um Zions willen • [23] Der Hüter Israels • [24] Dass alle an dich glauben könnten • [25] Heilig, heilig, heilig • [26] So sehr hat Gott die Welt geliebet | | 40     |         |                                                                                              | Rainer Lemke | 1990      | |
| 99.7   | | | 41     |         | Go On Gospel                                                                                 | Gospel News | 1995      | |
| 99.7   | [1] Get Up • [2] People Get Ready • [3] Joshua Fought The Battle Of Jericho • [4] Sometimes I Feel Like A Motherless Child • [5] Oh Happy Day • [6] Stand Up And Be Counted • [7] Get Together • [8] The Way I Care • [9] Love's Still Changing Hearts • [10] He Is Coming Back • [11] Followers Of Christ • [12] God Has A Plan • [13] We Believe | | 41     |         |                                                                                              | Gospel News | 1995      | |
| 99.7   | | | 42     |         | Kommt, feiert Jesus Christival-Gebetskonzert                                                 | 1 Pro-Joe 2 Volker Dymel 3 Tobias Gerster 4 Elke Klein 5 Kristin Reinhardt 6 McLauren Foster Roland Werner (Sprecher) | 1995      | Live-Aufnahme 1995 |
| 99.7   | [1] Sein Haus1 • [2] Feiert Jesus2 • [3] Wenn der König kommt1 • [4] Herr der Ewigkeit1 • [5] Du bist gut, Herr3 • [6] Komm in Vollmacht1 • [7] Komm, heile uns4 • [8] Wer ist ein Gott wie du5; 2 • [9] Keinen andern Gott4 • [10] Vater5 • [11] Herrlichkeit und Ehre1 • [12] Jesus, wir sehen auf dich • [13] Groß ist der Herr6 • [14] Ströme lebendigen Wassers3 | | 42     |         |                                                                                              | 1 Pro-Joe 2 Volker Dymel 3 Tobias Gerster 4 Elke Klein 5 Kristin Reinhardt 6 McLauren Foster Roland Werner (Sprecher) | 1995      | Live-Aufnahme 1995 |
|        | | |        |         |                                                                                              | |           | |
| 99.7   | | | 44     |         | Feiert Jesus!                                                                                | Various | 1995      | Doppel-CD; Zusammenstellung von Zweitverwertungstitel aus vorangegangenen Veröffentlichungen; Neuauflage 2011 erschienen unter CD-Nr. 97.201 |
| 99.7   | Herr der Ewigkeit • Der Himmel erfüllt mein Herz (Medley) • Bahnt einen Weg • Ströme lebendigen Wassers • Ich bin froh • Jesus, wir sehen auf dich • All I Once Held Dear • Immer mehr • Jesus, du allein • Würdig und herrlich ist das Lamm • Und er regiert • Jesus, wir feiern deinen Sieg • König der Völker • Wer ist ein Gott wie du • Great Is Thy Faithfulness • We Want To See Jesus • Die Freude am Herrn • Du bist • Liebe den Herrn • Kompromisslos geliebt • Jesus, dein Licht • Wie ein Fest nach langer Trauer (So ist Versöhnung) • Seid nicht bekümmert • Du dienst uns • Wüst ist das Land • Leben aus der Quelle • Kommt, atmet auf • Gut, dass wir einander haben • Der Himmelsdurchbrecher • Credo • Seid fröhlich in der Hoffnung • Lobe den Herrn, meine Seele • Gott wurde arm für uns • Dir, Herr, sei das Lob • Du bist mein Zufluchtsort | | 44     |         |                                                                                              | Various | 1995      | Doppel-CD; Zusammenstellung von Zweitverwertungstitel aus vorangegangenen Veröffentlichungen; Neuauflage 2011 erschienen unter CD-Nr. 97.201 |
| 99.7   | | | 45     |         | Bewegte Weihnachten – 24/12                                                                  | Joyful Gospel; Elke Klein | 1995      | |
| 99.7   | Wachet auf • Es kommt ein Schiff, geladen • Macht hoch die Tür • O Heiland, reiß die Himmel auf • Tauet Himmel, den Gerechten • Lobt Gott, ihr Christen • Es ist ein Ros entsprungen • Stille Nacht • Nun freut euch, ihr Christen • Ich steh an deiner Krippe • Zu Bethlehem geboren • Maria durch ein Dornwald ging | | 45     |         |                                                                                              | Joyful Gospel; Elke Klein | 1995      | |
| 99.7   | | D0997 | 46     | 00      | So ist Gott                                                                                  | Gnadauer Saitenspieldienst unter der Leitung von Michael Wittig | 1995      | |
| 99.7   | Marsch • Lob und Ehre von Johann Sebastian Bach • Herr, ich seh die Himmel • Wunderbarer König • So ist Gott • Largo von Arcangelo Corelli • Der alte Brunnen • Die mit Gott rechnen • Allegro von Georg Philipp Telemann • Viele schöne Worte • Für Gottes Wort nehm ich mir Zeit • Menuett von Johannes Götze • Du bist das Licht der Welt • Canzonetta von Wolfgang Amadeus Mozart • Du bist würdig • Worauf hörst du • Rigaudon von Henry Purcell • Zeit ist Gnade • Altchristlicher Segen | D0997 | 46     | 00      |                                                                                              | Gnadauer Saitenspieldienst unter der Leitung von Michael Wittig | 1995      | |
| 99.7   | 96.6 | | 47     |         | „Jetzt, bitte … mitsingen!“ Lieder von Gerhard Schnitter                                     | ERF-Studiochor unter der Leitung von Gerhard Schnitter 1 Heidi Bieber 2 Matthias Mäder | 1995      | In Koproduktion mit ERF-Verlag, dort unter Katalognummer 15.073, erschienen |
| 99.7   | 96.6 | [1] Wir wollen loben • [2] Der Herr schenkt mir den Tag • [3] Freude • [4] Doch dann kommst du • [5] Komm mit ins Land der Freiheit • [6] Gewählt! Du hast gewählt • [7] Jesus ist Sieger • [8] Immer bist du's, Herr • [9] Gott baut sein Haus • [10] Dienet einander • [11] Die Herren dieser Welt • [12] Freuet euch in dem Herrn • [13] Schalom, Schalom, der Herr segne uns | 47     |         |                                                                                              | ERF-Studiochor unter der Leitung von Gerhard Schnitter 1 Heidi Bieber 2 Matthias Mäder | 1995      | In Koproduktion mit ERF-Verlag, dort unter Katalognummer 15.073, erschienen |
| 99.7   | | | 48     |         | Best Of Praise 5                                                                             | Various | 1995      | |
| 99.7   | [1] Praise God From Whom All Blessings Flow • [2] Let's Join Together • [3] Sing To The Lord • [4] Now Unto The King • [5] Jesus, I Am Thirsty • [6] Songs In The Night • [7] I Bow Down • [8] I Know A Place • [9] I Could Sing Of Your Love Forever • [10] The Wisdom Of The Cross Defies • [11] Be Strong In The Lord • [12] Lord, You Have My Heart • [13] Salvation Belongs To Our God • [14] Yet This Will I Call To Mind • [15] There Is A River • [16] There Is None Like You • [17] Give Your Thanks • [18] Wake Up My Soul • [19] From Heaven You Came | | 48     |         |                                                                                              | Various | 1995      | |
| 99.7   | 96.6 | | 49     |         | Freut euch Lieder und Psalmen aus Aidlingen • Volume 1                                       | Chor des Diakonissenmutterhauses Aidlingen | 1995      | |
| 99.7   | 96.6 | [1] Ich will singen dir, Herr Jesus • [2] Kehrt mit uns in die Stille ein • [3] Psalm 13 (Herr, wie lang?) • [4] In das Dunkel unsrer Tage • [5] Ewigkeit – Herrlichkeit • [6] Freut euch im Herrn! • [7] Er mache eure Herzen froh • [8] Psalm 138 (Herr, von ganzem Herzen) • [9] Abendlied | 49     |         |                                                                                              | Chor des Diakonissenmutterhauses Aidlingen | 1995      | |
| 99.7   | 96.6 | | 50     |         | Jesus, wir sehen auf dich                                                                    | Various | 1995      | |
| 99.7   | 96.6 | [1] Friede mit euch • [2] Herr, du gibst uns Hoffnung • [3] Du bist mein Zufluchtsort • [4] Gott wird dich tragen • [5] Du bist unsre Zuversicht • [6] Ohne Weg, ohne Licht • [7] Wie tief kann ich fallen • [8] Jesus, wir sehen auf dich • [9] Lass mir das Ziel vor Augen bleiben • [10] Herr, halte mich nah bei dir • [11] Gott wurde arm für uns • [12] Es ist niemand zu groß • [13] Aber der Herr ist immer noch größer • [14] Bei dir dem Weinstock • [15] Groß und wunderbar • [16] Himmlischer Vater, wir beten dich an • [17] Jesus bleibet meine Freude • [18] Dir, Herr, sei das Lob | 50     |         |                                                                                              | Various | 1995      | |
| 99.7   | | | 51     |         | Frohe Weihnachten Lieder und Chöre zu Weihnachten                                            | Various | 1995      | Kompilationsalbum aus Zweitverwertungstiteln vorangegangener Veröffentlichungen |
| 99.7   | Das Weihnachtsoratorium – Querschnitt | | 51     |         |                                                                                              | Various | 1995      | Kompilationsalbum aus Zweitverwertungstiteln vorangegangener Veröffentlichungen |
| 99.7   | Die schönsten Weihnachtslieder und -melodien | | 51     |         |                                                                                              | Various | 1995      | Kompilationsalbum aus Zweitverwertungstiteln vorangegangener Veröffentlichungen |
| 99.7   | 96.6 | | 52     |         | Nehemia Biblische Geschichten vertont • Volume 3                                             | Kinderchor Aidlingen unter der Leitung von Christel Schröder Jochen Reiser – Nehemia Herbert Strobel – König, Sanballat | 1995 1996 | |
| 99.7   | 96.6 | [1] Eingangsmusik • [2] Wünscht Jerusalem Glück • [3] Ach Herr, erhöre das Gebet • [4] Du bist doch nicht krank • [5] Nächtlicher Ritt • [6] Kommt, lasst uns die Mauern bauen • [7] Steine schleppen, Gräben ziehen • [8] Die gute Hand unsres Gottes • [9] Kommt, lasst uns singen • [10] Hevenu schalom | 52     |         |                                                                                              | Kinderchor Aidlingen unter der Leitung von Christel Schröder Jochen Reiser – Nehemia Herbert Strobel – König, Sanballat | 1995 1996 | |
| 99.7   | | | 53     |         | It's Christmas Day                                                                           | ProJoe | 1995 (?)  | CD-Maxi-Single Vertriebsprodukt für Free, vollständige Katalognummer 99.753/003 |
| 99.7   | [1] It's Christmas Day • [2] Joy • [3] Christmas Piano Medley | | 53     |         |                                                                                              | ProJoe | 1995 (?)  | CD-Maxi-Single Vertriebsprodukt für Free, vollständige Katalognummer 99.753/003 |
| 99.7   | 96.6 | | 54     |         | Pianissimo 2 – Taste To Taste                                                                | Johannes Nitsch (Piano) David Plüss (Piano) | 1996      | Vertrieb für Anker Musik, dort erschienen unter CD-Nr. 290.612 / MC-Nr. 296.612 |
| 99.7   | | | 55     |         | The Best Of Johannes Nitsch                                                                  | Johannes Nitsch | 1996      | Kompilationsalbum aus Zweitverwertungstiteln vorangegangener Veröffentlichungen |
| 99.7   | [1] Ich will dir danken • [2] Gott sei Dank • [3] Wohin sollt ich gehen • [4] Als all meine Hoffnungen sanken • [5] Wie ein Fest nach langer Trauer (So ist Versöhnung) • [6] Leben ohne Schatten • [7] Begegnung • [8] Weißt du noch • [9] Jesus ist kommen • [10] Gottes Lamm • [11] Gott kommt uns ganz nah • [12] Weiter Raum • [13] Die Seiten meines Lebens | | 55     |         |                                                                                              | Johannes Nitsch | 1996      | Kompilationsalbum aus Zweitverwertungstiteln vorangegangener Veröffentlichungen |
| 99.7   | | | 56     |         | Mein Gebet                                                                                   | Heidi Bieber | 1996      | |
| 99.7   | [1] Beten wieder lernen • [2] Fang mit mir von vorne an • [3] Listen To My Prayer • [4] Stoßgebet • [5] Gehetzt • [6] Hab noch nie • [7] So viel • [8] Du hast mir versprochen • [9] Call On Me • [10] Warum • [11] Sie konnten dich erfahren • [12] Prayludium (Instrumental) | | 56     |         |                                                                                              | Heidi Bieber | 1996      | |
|        | | |        |         |                                                                                              | |           | |
| 99.7   | | | 60     |         | Melodies Of Harmony Instrumental Praise                                                      | ? | 1996      | |
| 99.7   | [1] We Are Here To Praise You • [2] I Worship You, Almighty God • [3] I Just Want To Praise You • [4] The Servant King • [5] God Is Good • [6] Be Free • [7] Jesus Put This Song Into Our Hearts • [8] I Will Give Thanks • [9] Jesus, Jesus (Holy And Anointed One) • [10] As The Deer • [11] Be Still • [12] Father In Heaven • [13] Abba Father • [14] He Is Exalted • [15] When I Look Into Your Holiness • [16] Majesty • [17] More Love, More Power | | 60     |         |                                                                                              | ? | 1996      | |
| 99.7   | | | 61     |         | Fixpunkt                                                                                     | I-Punkt | 1996      | |
| 99.7   | [1] Weil Jesus lebt • [2] Er geht doch neben dir • [3] Viel zu oft • [4] Volles Verständnis • [5] Ich will mehr • [6] Herr, mit dir will ich gehn • [7] Fixpunkt • [8] Mut, Trost, Kraft • [9] Das ist die Nachricht • [10] Du redest • [11] Segen | | 61     |         |                                                                                              | I-Punkt | 1996      | |
| 99.7   | | | 62     |         | Feiert Jesus! 2                                                                              | Albert Frey (Musikalische Leitung) Lukas Di Nunzio (Musikalische Leitung) 1 Kristin Reinhardt 2 Robbin Casey 3 Volker Dymel 4 ProJoe 5 Steve Israel 6 Dave Bilbrough 7 Martin J. Smith 8 Lenny LeBlanc Feiert-Jesus-Chor unter der Leitung von Lukas Di Nunzio                                                 | 1996      | Neuauflage 2011 erschienen unter CD-Nr. 97.202 |
| 99.7   | [1] Komm, folge Jesus1 • [2] Lord, I Lift Your Name On High2 • [3] Feiert Jesus3 • [4] Preist Gott, der uns den Segen gibt4 • [5] I Believe In Jesus2 • [6] Überreich beschenkt3 • [7] Meine Zuflucht und Stärke1 • [8] Give Thanks2 • [9] Dankt dem Herrn4 • [10] Jesus Christ Is The Lord Of All5 • [11] Give Your Thanks6 • [12] Jesus Christus ist der Herr3 • [13] Lord, You Have My Heart7 • [14] Come To The Light2 • [15] Jesus, du bist König1 • [16] Weil du mein Retter bist3 • [17] There Is None Like You8 | | 62     |         |                                                                                              | Albert Frey (Musikalische Leitung) Lukas Di Nunzio (Musikalische Leitung) 1 Kristin Reinhardt 2 Robbin Casey 3 Volker Dymel 4 ProJoe 5 Steve Israel 6 Dave Bilbrough 7 Martin J. Smith 8 Lenny LeBlanc Feiert-Jesus-Chor unter der Leitung von Lukas Di Nunzio                                                 | 1996      | Neuauflage 2011 erschienen unter CD-Nr. 97.202 |
| 99.7   | | | 63     |         | Frohe Weihnachten Ein klingender Weihnachtsgruß                                              | ? | 1996      | Medienkombination aus Grußkarte und Musik-CD |
| 99.7   | | | 64     |         | In Harmony Unvergessliche Panflötenklänge                                                    | Benjamin Malgo (Panflöte) | 1996      | |
| 99.7   | [1] Amazing Grace • [2] Meine Zeit steht in deinen Händen • [3] Medley: Jesus, höchster Name / Er ist der Friedefürst • [4] Jesus, in deinem Namen ist die Kraft • [5] Ich trau auf dich, o Herr • [6] Abba, Vater • [7] Du bist das Licht der Welt • [8] Die Gott lieben, werden sein (Die Gott lieben, werden sein wie die Sonne) • [9] Harmonien der Freude • [10] Medley: In Harmony / Jesus gab ein neues Lied • [11] Herr, du bist da • [12] Ein jeder trage die Last des andern • [13] Es ist spät geworden | | 64     |         |                                                                                              | Benjamin Malgo (Panflöte) | 1996      | |
| 99.7   | | | 65     |         | Licht im Dunkel Weihnachts(p)o(p)ratorium                                                    | Heidi Bieber Hauke Hartmann Michael Fajgel Andreas Volz* Time To Sing ERF-Studiochor Gerhard Schnitter (Leitung) | 1996      | * Bezeichnung bei Erstveröffentlichung: „Andy Volz“ |
| 99.7   | [1] Teil 1: Finsternis bedeckt das Erdreich: Klein, ganz klein hat das Große begonnen • [2] Menschen hoffen. Menschen hoffen auf Erloesung • [3] Sprechtext (Anwalt der Finsternis) • [4] Betrug / O du fröhliche • [5] Wo bleibst du, Trost der ganzen Welt • [6] Sprechtext (Anwalt des Lichtes) • [7] Finsternis bedeckt das Erdreich • [8] Wann wird die Finsternis vergehn • [9] Sprechtext (Anwalt des Lichtes) • [10] Verdorrt ist das Land • [11] Sprechtext (Anwalt der Finsternis) • [12] Hier leiden wir die größte Not • [13] Sprechtext (Anwalt des Lichtes) • [14] Die Völker haben dein geharrt • [15] Sprechtext (Anwalt des Lichtes) • [16] Siehe, eine Jungfrau wird schwanger • [17] Sprechtext (Anwalt der Finsternis) • [18] Und der Engel sprach zu Maria • [19] Sprechtext (Anwalt der Finsternis / Anwalt des Lichtes) • [20] Meine Seele erhebt den Herrn • [21] Sprechtext (Anwalt der Finsternis) • [22] Der Engel sprach zu Josef • [23] Wir grüßen den, der zu uns kommt • [24] Teil 2: Friede auf Erden: Tochter Zion, freue dich • [25] Sprechtext (Anwalt der Finsternis) • [26] Wo ist der neugeborne König / Publicity • [27] Der Himmel selber tat sich auf • [28] Sprechtext (Anwalt der Finsternis) • [29] War das der Erlöser • [30] War der Erlöser etwa nur wie ein Komet • [31] Und das habt zum Zeichen • [32] Die Windeln als Zeichen der Macht • [33] Er war der Allerverachtetste und Unwerteste • [35] Sprechtext (Anwalt der Finsternis) • [36] Wo, wo, wo ist der Gott der Liebe • [37] Er trug unsre Krankheit • [38] Gott, aus lauter Liebe • [39] Noch manche Nacht wird fallen • [40] Teil 3: Friede ist gemacht: So sehr hat Gott die Welt geliebt • [41] Sprechtext (Anwalt des Lichtes / Anwalt der Finsternis) • [42] Anders, als wir es uns dachten • [43] Sprechtext • [44] Er nimmt auf sich, was auf Erden wir getan • [45] Der Friede ist geschlossen • [46] Sprechtext (Anwalt des Lichtes) • [47] Groß und wunderbar • [48] Wenn ich dies Wunder fassen will | | 65     |         |                                                                                              | Heidi Bieber Hauke Hartmann Michael Fajgel Andreas Volz* Time To Sing ERF-Studiochor Gerhard Schnitter (Leitung) | 1996      | * Bezeichnung bei Erstveröffentlichung: „Andy Volz“ |
| 99.7   | 96.6 | | 66     |         | Lieblingslieder Vom Leben singen                                                             | Various | 1996      | Kompilationsalbum aus Zweitverwertungstiteln vorangegangener Veröffentlichungen |
| 99.7   | 96.6 | [1] Kommt, atmet auf • [2] Jesus, dein Licht • [3] Lass mir das Ziel vor Augen bleiben • [4] Lobt unsern Gott • [5] El Shaddai • [6] Ruft es laut • [7] Immer mehr von dir • [8] Dein Wille geschehe • [9] Fürchte dich nicht • [10] Großer Gott, wir loben dich • [11] Du leitest mich • [12] Wie ein Fest nach langer Trauer (So ist Versöhnung) • [13] Jesus, zu dir kann ich so kommen • [14] Denn er hat seinen Engeln befohlen • [15] Meine Zeit steht in deinen Händen • [16] Geh unter der Gnade                                                                                           | 66     |         |                                                                                              | Various | 1996      | Kompilationsalbum aus Zweitverwertungstiteln vorangegangener Veröffentlichungen |
| 99.7   | | | 67     |         | Tears Of Joy Messianic Praise                                                                | Jonathan Settel | 1997      | |
| 99.7   | [1] Ruach Adonai ali • [2] Great Is The Lord • [3] Ram v’nisa • [4] Medley: Od Yishama / Sisu et Yerushalayim • [5] Pray For The Peace Of Jerusalem • [6] Shiru la Adonai • [7] Isaiah 53 • [8] They Will Look Upon Me • [9] Those Who Sow In Tears • [10] Ma a’meek ha choshech | | 67     |         |                                                                                              | Jonathan Settel | 1997      | |
| 99.7   | | | 68     |         | Variations Of Joy                                                                            | Stabsmusikkorps des Nationalen Hauptquartiers der Heilsarmee Deutschland | 1998      | |
| 99.7   | [1] Hillcrest • [2] Shine, Jesus, Shine • [3] Jesus, Joy Of Man’s Desiring • [4] Elegiac Variations • [5] O Happy Day (Oh Happy Day) • [6] I’d Rather Have Jesus • [7] Variations on „Laudate Dominum“ • [8] Light Up The Sunshine • [9] How Great Thou Art • [10] Selections from „Godspell“ • [11] Colne • [12] My Comfort And Strength • [13] Cwmbran Croeso | | 68     |         |                                                                                              | Stabsmusikkorps des Nationalen Hauptquartiers der Heilsarmee Deutschland | 1998      | |
|        | | |        |         |                                                                                              | |           | |
| 99.7   | | | 70     |         | Music Of The Andes                                                                           | Arpay | 1997      | |
| 99.7   | [1] Seguir a Christo • [2] Jach’a mallku • [3] Camino a las alturas • [4] El condor pasa • [5] De qué me Sirviera • [6] Jan kherphar uñtasa • [7] Salmos 121 • [8] Nuevo amanecer • [9] Libertad • [10] Muspharcay thaqhi • [11] Sin parar • [12] La luz • [13] Allajjpacha marka • [14] Un canto nuevo • [15] El mismo de siempre • [16] La justa causa | | 70     |         |                                                                                              | Arpay | 1997      | |
|        | | |        |         |                                                                                              | |           | |
| 99.7   | | | 72     |         | Steig ein! Komm mit! Neue Hits für Kids                                                      | Kinderchor der Ludwig-Hofacker-Kirche Stuttgart unter der Leitung von Beate Scheffbuch | 1997      | |
| 99.7   | [1] Kommt her und singt • [2] Tanzen, springen, klatschen • [3] Steig ein! Komm mit! • [4] Augen auf für Gottes Schöpfung • [5] Freude steckt an • [6] Danke, Gott, du gabst mir Augen • [7] Springe über Mauern • [8] Danke! Ich freu mich • [9] Sitz ich oder stehe • [10] Fürchte dich nicht • [11] Gut beschirmt • [12] Jesus Christus, Jesus, Herr der Herren • [13] Ja, ich weiß: Gott hört Gebet • [14] Schau in die Bibel rein • [15] Weit ist der Himmel über uns • [16] Freu dich dran, so wie du bist • [17] Gottes Segen sei mit dir • [18] Jesus, mein Hirte | | 72     |         |                                                                                              | Kinderchor der Ludwig-Hofacker-Kirche Stuttgart unter der Leitung von Beate Scheffbuch | 1997      | |
| 99.7   | | D0997 | 73     | 00      | Der Himmel ist offen Weihnachtslieder von Peter Strauch                                      | Time To Sing* unter der Leitung von Gerhard Schnitter 1 Heidi Bieber 2 Andreas Volz 3 Hauke Hartmann Cornelius Beck Don & Susie Newby | 1997      | * Bezeichnung bei Erstveröffentlichung: „Time to sing-Chor“ |
| 99.7   | [1] Weihnachtsfreude (Weihnachtsfreude, riesengroß)3 • [2] Gott wurde arm für uns1 • [3] Uns ist ein Kind geboren (Heidi Bieber; Susie Newby; Don Newby; Cornelius Beck) • [4] Der Himmel ist offen2 • [5] Als die Zeit erfüllt war (Heidi Bieber; Susie Newby; Don Newby; Cornelius Beck) • [6] In der Nacht von Bethlehem3 • [7] Es war Nacht in Bethlehem (Don & Susie Newby) • [8] So sehr liebt uns Gott • [9] Habt keine Angst (Don & Susie Newby) • [10] Vom Himmel kam er zu uns3 • [11] Wir wollen singen vom strahlenden Licht2 • [12] Du Kind zu dieser heiligen Zeit (Heidi Bieber; Susie Newby; Don Newby; Cornelius Beck) • [13] Wir sind in Gottes Händen1; 2 | D0997 | 73     | 00      |                                                                                              | Time To Sing* unter der Leitung von Gerhard Schnitter 1 Heidi Bieber 2 Andreas Volz 3 Hauke Hartmann Cornelius Beck Don & Susie Newby | 1997      | * Bezeichnung bei Erstveröffentlichung: „Time to sing-Chor“ |
|        | | |        |         |                                                                                              | |           | |
| 99.7   | | | 77     |         | Feiert Jesus! 3                                                                              | Albert Frey (Musikalische Leitung) Lukas Di Nunzio (Musikalische Leitung) Pro-Joe* Volker Dymel Kristin Reinhardt Feiert-Jesus-Chor unter der Leitung von Lukas Di Nunzio | 1997      | Album beinhaltet teilweise Musiktitel in Zweitverwertung; * Eigenschreibweise: „ProJoe“; Neuauflage 2011 erschienen unter CD-Nr. 97.203 |
| 99.7   | [1] Lass mich am Morgen hören deine Gnade • [2] There Is Power • [3] Leben mit Profil • [4] Gott bahnt für mich • [5] God Will Make A Way • [6] Jesus, leite mich • [7] Sing Halleluja, sing es laut • [8] Father God, I Wonder • [9] Gewählt! Du hast gewählt • [10] Freuet euch in dem Herrn • [11] As The Deer • [12] Einer, nur er, kennt die Antwort • [13] Kommt, stimmt doch mit uns ein • [14] Verlasst euch auf den Herrn • [15] You Laid Aside • [16] Auferstanden • [17] Jesus Christus segne dich | | 77     |         |                                                                                              | Albert Frey (Musikalische Leitung) Lukas Di Nunzio (Musikalische Leitung) Pro-Joe* Volker Dymel Kristin Reinhardt Feiert-Jesus-Chor unter der Leitung von Lukas Di Nunzio | 1997      | Album beinhaltet teilweise Musiktitel in Zweitverwertung; * Eigenschreibweise: „ProJoe“; Neuauflage 2011 erschienen unter CD-Nr. 97.203 |
| 99.7   | | D0997 | 78     | 000     | Festival der Weihnachtslieder                                                                | Gerhard Schnitter (Konzept und Musikalische Leitung) 1 Jörg Swoboda 2 Cae & Eddie Gauntt 3 Pro-Joe* Andreas Volz Brettheimer Kinderchor Manfred Siebald Don & Susie Newby Lutz Scheufler Pat Garcia Wolfgang Tost Heidi Bieber Heiko Bräuning Judy Bailey Time To Sing unter der Leitung von Gerhard Schnitter | 1998      | * Eigenschreibweise: „ProJoe“ |
| 99.7   | [1] Viele bunte Lichter • [2] O Come, O Come, Emmanuel2 • [3] Stern der Nacht3 • [4] Engel bringen frohe Kunde (Gloria in excelsis Deo) • [5] Heilige Nacht, in der der Herr geboren • [6] Es wird nicht immer dunkel sein [Manfred-Siebald/Time-To-Sing-Version 1998] • [7] Zu Bethlehem geboren • [8] Ich steh an deiner Krippe hier • [9] Silent Night / Jesus, Name Above All Names • [10] Gott macht sich aus Liebe klein • [11] Herbei, o ihr Gläubigen • [12] Maria, ahntest du • [13] Let The Season Shine • [14] Weihnachtsfreude, riesengroß | D0997 | 78     | 000     |                                                                                              | Gerhard Schnitter (Konzept und Musikalische Leitung) 1 Jörg Swoboda 2 Cae & Eddie Gauntt 3 Pro-Joe* Andreas Volz Brettheimer Kinderchor Manfred Siebald Don & Susie Newby Lutz Scheufler Pat Garcia Wolfgang Tost Heidi Bieber Heiko Bräuning Judy Bailey Time To Sing unter der Leitung von Gerhard Schnitter | 1998      | * Eigenschreibweise: „ProJoe“ |
| 99.7   | | | 79     |         | Dabeisein – mitsingen Pro-Christ 1997                                                        | Pro-Christ-Chor Nürnberg unter der Leitung von Gerhard Schnitter | 1997      | |
| 99.7   | [1] Kommt, atmet auf • [2] Nur auf Jesus sehn • [3] Er ist der Erlöser • [4] Du sagst ja • [5] Fang mit mir von vorne an • [6] Ganz persönlich • [7] Von Gott geliebt • [8] Weil Gott uns mit Barmherzigkeit umfängt • [9] Komm, folge Jesus, flieg raus aus deinem Nest • [10] Leben aus der Quelle • [11] Weil bei Jesus unser Glaube wieder Feuer fängt • [12] Ich möchte gern dabei sein, wenn er kommt • [13] Wag den Sprung in Gottes Hände • [14] Du gehst vor • [15] Komm, folge Jesus • [16] Jesus, zu dir kann ich so kommen | | 79     |         |                                                                                              | Pro-Christ-Chor Nürnberg unter der Leitung von Gerhard Schnitter | 1997      | |
| 99.7   | | | 80     |         | Instrumental Praise                                                                          | ? | 1997      | CD-Schuber mit 4 Tonträgern |
| 99.7   | | | 81     |         | Music For The Street                                                                         | Gospel News | 1996      | |
| 99.7   | [1] Love Is Here • [2] I Didn’t Think It Could Be • [3] Spirit Thing • [4] Takin’ It To The Streets • [5] Wirklichkeit • [6] House Of God • [7] Einer von uns • [8] I’ll Do Anything • [9] Build My World • [10] Wie ein Wunder | | 81     |         |                                                                                              | Gospel News | 1996      | |
| 99.7   | | | 82     |         | Das Finale Ein Musical von Gerhard Schnitter                                                 | Heidi Bieber Carola Laux Matthias Mäder Kai Rinsland Matthias Schmidt Stefan Dornbusch (Sandmann) Heiko Bräuning (Großvater) Barbara Schoeppe (Tina) Time To Sing ERF-Studiochor Gerhard Schnitter (Leitung)                                                                                                   | 1997      | Doppel-CD |
| 99.7   | | | 82     |         |                                                                                              | Heidi Bieber Carola Laux Matthias Mäder Kai Rinsland Matthias Schmidt Stefan Dornbusch (Sandmann) Heiko Bräuning (Großvater) Barbara Schoeppe (Tina) Time To Sing ERF-Studiochor Gerhard Schnitter (Leitung)                                                                                                   | 1997      | Doppel-CD |
| 99.7   | | | 84     |         | Bartimäus Biblische Geschichten vertont • Volume 4                                           | Kinderchor Aidlingen unter der Leitung von Christel Schröder | 1996      | Tonträger beinhaltet neben Gesamtaufnahme des Musikwerks auch sämtliche Musiktitel in Playback-Version |
| 99.7   | | | 84     |         |                                                                                              | Kinderchor Aidlingen unter der Leitung von Christel Schröder | 1996      | Tonträger beinhaltet neben Gesamtaufnahme des Musikwerks auch sämtliche Musiktitel in Playback-Version |
| 99.7   | | | 85     |         | Reflections Of Love                                                                          | ? | 1996      | |
| 99.7   | [1] A Broken Spirit • [2] God Shall Bless Us • [3] I Worship You, Almighty God • [4] Awake To Righteousness • [5] Heaven Reigns • [6] One Love • [7] I Will Sing To You • [8] Let Him Ask In Faith • [9] Awesome In This Place • [10] Firm Foundation • [11] Revive Me • [12] Right Where We Are | | 85     |         |                                                                                              | ? | 1996      | |
| 99.7   | | | 86     |         | Wieder unterwegs                                                                             | Saitenwind | 1996      | |
| 99.7   | [1] Morgenlied • [2] Unglaublich • [3] Ganz neu hören • [4] Wieder unterwegs • [5] Alles ist möglich • [6] Kirchenlied • [7] Mondgesicht • [8] Mit neuen Augen • [9] Psalm 23 • [10] Licht und Schatten • [11] Mausgeschichte • [12] Mauslied | | 86     |         |                                                                                              | Saitenwind | 1996      | |
| 99.7   | | D0997 | 87     | 00      | Hier bei uns, da geht es fröhlich zu                                                         | Brettheimer Kinderchor* | 1996      | * Bezeichnung bei Erstveröffentlichung: „Brettheimer Kinderchor ‚Sing mit‘“ |
| 99.7   | [1] Hier bei uns, da geht es fröhlich zu • [2] Heute beginnt ein neues Leben • [3] Nimm die Pfötchen hoch • [4] Für Gottes Wort • [5] Ob im fernen Afrika • [6] Freu dich am Leben • [7] Und immer wieder • [8] Vater, ich will dich preisen • [9] Lobe den Vater • [10] Mirjam-Lied • [11] Was die Zukunft bringt • [12] Weißt du denn nicht • [13] Wie ein kleiner Floh • [14] Freu dich mit dem Fröhlichen • [15] Danken will ich dir | D0997 | 87     | 00      |                                                                                              | Brettheimer Kinderchor* | 1996      | * Bezeichnung bei Erstveröffentlichung: „Brettheimer Kinderchor ‚Sing mit‘“ |
| 99.7   | | | 88     |         | Making A Way                                                                                 | Tostedt Community Gospel Choir | 1998      | |
| 99.7   | [1] Intro • [2] Oh Lord, We Magnify Your Name • [3] God Is Moving • [4] Making A Way • [5] Your Love Divine • [6] Jesus Is The Answer • [7] It’s Just Like Jesus • [8] All Because Of Jesus • [9] I Don’t Feel Noways Tired • [10] Jesus Is The Light • [11] Changed • [12] I Love The Lord • [13] Oh Happy Day • [14] Thank You, Lord, For Loving Me | | 88     |         |                                                                                              | Tostedt Community Gospel Choir | 1998      | |
| 99.7   | | | 89     |         | Leesha – Vom Leben überrascht Ein Musical von Andy Stanley mit Liedern von Michael W. Smith* | Die Wasserträger unter der Leitung von Michael Fitz | 1997      | * Vollständiger Titel und Untertitel: „Michael W. Smith’s ‚Leesha – Vom Leben überrascht‘. Der CVJM Jugendchor ‚Die Wasserträger‘ präsentiert: ein Musical von Andy Stanley mit Liedern von Michael W. Smith. Deutsche Texte von Jörg Swoboda.“                  |
| 99.7   | | | 89     |         |                                                                                              | Die Wasserträger unter der Leitung von Michael Fitz | 1997      | * Vollständiger Titel und Untertitel: „Michael W. Smith’s ‚Leesha – Vom Leben überrascht‘. Der CVJM Jugendchor ‚Die Wasserträger‘ präsentiert: ein Musical von Andy Stanley mit Liedern von Michael W. Smith. Deutsche Texte von Jörg Swoboda.“                  |
| 99.7   | | | 90     |         | Favourite Gospel Songs                                                                       | Pro-Joe* | 1996      | * Eigenschreibweise: „ProJoe“ |
| 99.7   | [1] Amen • [2] Oh When The Saints • [3] Kum Bayah (Kumbaya) • [4] Swing Low, Sweet Chariot • [5] Sometimes I Feel Like A Motherless Child • [6] Go Tell It On The Mountains • [7] King Of My Heart • [8] Nobody Knows The Trouble I’ve Seen • [9] Oh Happy Day • [10] Amazing Grace • [11] Joshua Fought The Battle Of Jericho • [12] To You Oh Lord If Ray • [13] He’s Got The Whole World In His Hands • [14] Gonna Lay Down My Burdon | | 90     |         |                                                                                              | Pro-Joe* | 1996      | * Eigenschreibweise: „ProJoe“ |
|        | | |        |         |                                                                                              | |           | |
| 99.7   | | | 92     |         | Gott kommt uns nah Lieder und Erzählungen zum Weihnachtsfest                                 | Kinderchor Aidlingen unter der Leitung von Christel Schröder | 1997      | |
| 99.7   | [1] Seht doch, welch ein Wunder • [2] Wende dich Gott zu! • [3] Wir sahen seine Herrlichkeit • [4] Danke, dass ich kommen darf • [5] Varenka • [6] Kommt und lasst uns Christum ehren • [7] In das Dunkel unsrer Tage • [8] Der Herr ist mein Licht • [9] Schock am Heiligen Abend • [10] O, du fröhliche (O du fröhliche) | | 92     |         |                                                                                              | Kinderchor Aidlingen unter der Leitung von Christel Schröder | 1997      | |
| 99.7   | | | 93     |         | Singt mit mir! Lieder und Psalmen aus Aidlingen • Volume 2                                   | Jugendchor Aidlingen unter der Leitung von Christel Schröder | 1997      | |
| 99.7   | [1] Singt mit mir! • [2] Halleluja, preist den Herrn • [3] Psalm 42 (Wie der Hirsch schreit) • [4] An guten Tagen ist es leicht zu loben • [5] Psalm 106 (Halleluja) • [6] Wenn Gott nicht seinen Sohn gegeben • [7] Herr, lege auf uns deinen Frieden • [8] Jesus, die Sonne • [9] Jesus Christus segne dich | | 93     |         |                                                                                              | Jugendchor Aidlingen unter der Leitung von Christel Schröder | 1997      | |
| 99.7   | | | 94     |         | Let The Praise Begin                                                                         | Time To Sing unter der Leitung von Gerhard Schnitter Die Wasserträger Christians At Work I-Punkt Die Brückenbauer Kennzeichen C | 1998      | Album beinhaltet neben Erstveröffentlichungen Musiktitel in Zweitverwertung aus vorangegangenen Veröffentlichungen; Tonträger 1 zum Liederbuch „Singt das Lied der Lieder, Band 4“                                                                               |
| 99.7   | [1] Wer den Herren loben will, sing mit uns • [2] Let The Praise Begin • [3] Du bist Herr der Ewigkeit • [4] It Is Mercy • [5] Aus dem Dunkel ans Licht • [6] Jeder Mensch braucht Gott • [7] Nicht verschont • [8] I Put My Trust In Jesus • [9] Wo ich auch stehe • [10] Wie ein sanftes Sausen • [11] Beten • [12] Der Thron • [13] Mut, Trost, Kraft • [14] Aufrecht stehn • [15] There Is Power | | 94     |         |                                                                                              | Time To Sing unter der Leitung von Gerhard Schnitter Die Wasserträger Christians At Work I-Punkt Die Brückenbauer Kennzeichen C | 1998      | Album beinhaltet neben Erstveröffentlichungen Musiktitel in Zweitverwertung aus vorangegangenen Veröffentlichungen; Tonträger 1 zum Liederbuch „Singt das Lied der Lieder, Band 4“                                                                               |
| 99.7   | | | 95     |         | Glaube muss leben                                                                            | Wort-des-Lebens-Team | 1997      | |
| 99.7   | [1] Was für ein Glaube • [2] Worte ohne Taten • [3] Glaube muss leben • [4] Ein bisschen Frömmigkeit • [5] Live What You Say • [6] Jetzt ist Vergebung angesagt • [7] Die Zeit am Brunnen • [8] Keep On Shinin’ • [9] Ich will leben in seiner Kraft • [10] Humble Yourself In The Side Of The Lord • [11] Wir setzen unser Vertrauen | | 95     |         |                                                                                              | Wort-des-Lebens-Team | 1997      | |
|        | | |        |         |                                                                                              | |           | |
| 99.7   | | D0997 | 97     | 00      | Freude über Freude 25 Hits für Kids                                                          | Various | 1997      | Kompilationsdoppelalbum aus Zweitverwertungstiteln vorangegangener Veröffentlichungen |
| 99.7   | [1] Wie das Wasser frisch und klar • [2] Wasser heißt Leben • [3] Freude über Freude • [4] Gott hat Kinder lieb • [5] Danke, Jesus, für dein Leben • [6] Kindermutmachlied • [7] Ratatatam • [8] Wie die Sonne so hell • [9] Das Zentralbüro • [10] Links, rechts, geradeaus • [11] Wie ein Kinderlachen • [12] Sagt es den Völkern • [13] Petrus, sieh nur zu Jesus • [14] Herr Jesus, wie gut bist du • [15] Du hast ’ne Stimme • [16] Mit der Hand, mit der Zither • [17] Herr, wir danken dir • [18] Gott hat ja zu mir gesagt | D0997 | 97     | 00      |                                                                                              | Various | 1997      | Kompilationsdoppelalbum aus Zweitverwertungstiteln vorangegangener Veröffentlichungen |
| 99.7   | | D0997 | 97     | 00      |                                                                                              | Various | 1997      | Kompilationsdoppelalbum aus Zweitverwertungstiteln vorangegangener Veröffentlichungen |
| 99.7   | | D0997 | 99     | 00      | Freude über Freude 2 Hits für Kids                                                           | Various | 1998      | Kompilationsalbum aus Zweitverwertungstiteln vorangegangener Veröffentlichungen |
| 99.7   | [1] Alles jubelt, alles singt • [2] Kommt her und singt • [3] Vater, ich will dich preisen • [4] Danke, mein Vater • [5] Halleluja mit Händen und Füßen • [6] Wer lenkt meine Schritte • [7] Gut beschirmt • [8] Gott nimmt uns an der Hand • [9] Lies die Bibel, bet jeden Tag • [10] Lobet Gott, gebt ihm die Ehre • [11] Ich sehe meinen Körper an • [12] Jesus sprengt Ketten • [13] Ein kleiner Spatz • [14] Sieh den Regenbogen an • [15] Es fällt kein Spatz • [16] Noah baut ein großes Schiff • [17] Wenn ich bedenke, was der Herr getan • [18] Jesus ist der gute Hirte • [19] Halleluja | D0997 | 99     | 00      |                                                                                              | Various | 1998      | Kompilationsalbum aus Zweitverwertungstiteln vorangegangener Veröffentlichungen |

### MC 96.100 ff
| Präfix                                                 | Präfix | Präfix | Nr. | Postfix | Titel                               | Interpreten                                     | Jahr | Anmerkungen |
| CD                                                     | MC     | Load   | Nr. | Load    | Titel                               | Interpreten                                     | Jahr | Anmerkungen |
| ------------------------------------------------------ | ------ | ------ | --- | ------- | ----------------------------------- | ----------------------------------------------- | ---- | ----------- |
|                                                        |        |        |     |         |                                     |                                                 |      |             |
|                                                        | 96.1   |        | 19  |         | … und ihr nennt es Liebe            | Manfred Bönig                                   | 1990 |             |
|                                                        | 96.1   |        | 19  |         |                                     | Manfred Bönig                                   | 1990 |             |
|                                                        |        |        |     |         |                                     |                                                 |      |             |
|                                                        | 96.1   |        | 22  |         | Kennen Sie den? Theo Lehmann – live | Theo Lehmann Musikrahmenprogramm: Wolfgang Tost | 1993 |             |
| Die Schlange auf der Stange (4. Mose 21,4–9) Livemusik | 96.1   |        | 22  |         |                                     | Theo Lehmann Musikrahmenprogramm: Wolfgang Tost | 1993 |             |

### CD 99.800 ff. / MC 96.800 ff.
| Präfix | Präfix | Präfix | Nr. | Postfix | Titel | Interpreten | Jahr     | Anmerkungen |
| CD     | MC | Load | Nr. | Load    | Titel | Interpreten | Jahr     | Anmerkungen |
| ------ | --- | --- | --- | ------- | --- | --- | -------- | --- |
| 99     | 96 | | 800 |         | Brettheimers Beste Das Beste aus 10 Jahren Brettheimer Kinderchor 100% Musik mit 100% Geschmack | Brettheimer Kinderchor | 1997     | Kompilationsalbum aus Zweitverwertungstiteln vorangegangener Veröffentlichungen; In Koproduktion mit ERF-Verlag (MC-Nr. 13.146) und VLM (MC-Nr. 16.017) erschienen.                                                     |
| 99     | 96 | | 801 |         | Feiert Jesus! 4 Special* | Albert Frey (Musikalische Leitung) Lukas Di Nunzio (Musikalische Leitung) Thea Eichholz Elke Reichert Pro-Joe** Andreas Volz Sarah Brendel | 1998     | * Album beinhaltet neben Musiktiteln aus dem gleichnamigen Liederbuch 4 bislang unveröffentlichte Titel mit Noten im CD-Begleitmaterial; ** Eigenschreibweise: „ProJoe“; Neuauflage 2011 erschienen unter CD-Nr. 97.204 |
| 99     | 96 | [1] Du zeigst mir den Weg • [2] Freude • [3] Ehre sei Gott • [4] Vater des Lichts • [5] Danke • [6] Reinige mein Herz • [7] Hebt die Hände auf • [8] Wenn Gott schweigt • [9] Ich schaue auf, Herr • [10] Sprich nur ein Wort • [11] I’m Accepted • [12] Wir wollen dich hoch erhoben sehn • [13] Herr, im Glanz deiner Majestät • [14] Allein deine Gnade genügt • [15] Give Me Love | 801 |         | | Albert Frey (Musikalische Leitung) Lukas Di Nunzio (Musikalische Leitung) Thea Eichholz Elke Reichert Pro-Joe** Andreas Volz Sarah Brendel | 1998     | * Album beinhaltet neben Musiktiteln aus dem gleichnamigen Liederbuch 4 bislang unveröffentlichte Titel mit Noten im CD-Begleitmaterial; ** Eigenschreibweise: „ProJoe“; Neuauflage 2011 erschienen unter CD-Nr. 97.204 |
| 99     | | D099 | 802 | 00      | Stern, auf den ich schaue | Various | 1998 (?) | Kompilationsalbum aus Zweitverwertungstiteln vorangegangener Veröffentlichungen |
| 99     | [1] Stern, auf den ich schaue • [2] Welch ein Freund ist unser Jesus • [3] Ich blicke voll Beugung • [4] Wenn Friede mit Gott • [5] Wie ein Strom von oben • [6] Stimmt zu Gottes Ehren • [7] So nimm denn meine Hände • [8] Sein Nam heißt Wunderbar • [9] Ich bin durch die Welt gegangen • [10] So wie ich bin, so muss es sein • [11] Nimm du mich ganz hin • [12] Seligstes Wissen: Jesus ist mein • [13] Auf, denn die Nacht wird kommen • [14] O Haupt voll Blut und Wunden • [15] O du Lamm Gottes • [16] Ich bete an die Macht der Liebe • [17] Herr, weil mich festhält • [18] In dir ist Freude | D099 | 802 | 00      | | Various | 1998 (?) | Kompilationsalbum aus Zweitverwertungstiteln vorangegangener Veröffentlichungen |
| 99     | 96 | | 803 |         | Fürchte dich nicht, denn du bist mein | Various | 1998 (?) | Kompilationsalbum aus Zweitverwertungstiteln vorangegangener Veröffentlichungen |
| 99     | 96 | [1] Lobet den Herren, alle, die ihn ehren • [2] Dir, dir, Jehova, will ich singen • [3] Noch dringt Jesu frohe Botschaft • [4] Dein sind wir, Jesus • [5] Fürchte dich nicht • [6] Der Herr, mein Hirte • [7] Dank sei dir, was du mir getan • [8] Denn er hat seinen Engeln befohlen • [9] Jesus Christus, König und Herr • [10] Eines wnsch ich mir • [11] Lob Gott getrost mit Singen • [12] Jesus kam, uns zu erlösen • [13] Mächtige Ströme des Segens • [14] Beleb dein Werk, o Herr • [15] Wenn nach der Erde Leid, Arbeit und Pein • [16] Herr, lass deine Wahrheit • [17] Du großer Gott • [18] Friede                                                                                        | 803 |         | | Various | 1998 (?) | Kompilationsalbum aus Zweitverwertungstiteln vorangegangener Veröffentlichungen |
|        | | |     |         | | |          | |
| 99     | | | 805 |         | Zu Hause sein bei Gott* | Pro-Joe** | 1998     | * Titelschreibweise im Original: „Zuhause sein bei Gott“; Eigenschreibweise: „ProJoe“ |
| 99     | [1] Weit wie der Himmel (Komm, komm in mein Leben) • [2] Mehr als jemals zuvor • [3] Freiheit (Freiheit in einer Welt) • [4] Du bist der Mittelpunkt • [5] Vater, ich bin dein Kind (Vater, Vater, ich bin dein Kind) • [6] Ich weiß, wer du bist • [7] König in meinem Herz • [8] Oh mein Jesus (O mein Jesus) (Du veränderst mich) • [9] Zuhause (Zu Hause) (Zu Hause, zu Hause bei dir) • [10] Leistung (Manchmal hab ich Angst) • [11] Wir sind dein Leib • [12] Hilf mir, mein Jesus • [13] Ich will dich suchen • [14] In deinen Armen (Du zeigst mir wie ich leben soll) • [15] Ich will verstehn (O Herr, ich will verstehn) | | 805 |         | | Pro-Joe** | 1998     | * Titelschreibweise im Original: „Zuhause sein bei Gott“; Eigenschreibweise: „ProJoe“ |
|        | | |     |         | | |          | |
| 99     | | | 807 |         | Best Of Gospel Time | Hauke Hartmann Just Gospel | 1997     | |
| 99     | [1] Gospel Train • [2] Ain’t No Rock • [3] I Didn’t Think • [4] Halleluja Always Stays The Same (Hallelujah Always Stays The Same) • [5] How I Got Over • [6] God Is Movin’ • [7] God Bless The Child • [8] It’s Me • [9] Nobody Knows • [10] You Can Depend On Me • [11] Jesus Is The Answer • [12] Instrumental | | 807 |         | | Hauke Hartmann Just Gospel | 1997     | |
| 99     | | | 808 |         | Feiert Jesus! Bläser-Chor-Arrangements | Time To Sing unter der Leitung von Gerhard Schnitter 1 Andreas Volz 2 Lutz Scheufler | 1998     | |
| 99     | [1] Feiert Jesus • [2] Komm, wir brechen auf • [3] Wir sind hier zusammen • [4] Du bist erhoben • [5] Allein deine Gnade genügt1 • [6] Jesus, du des Lebens Herr • [7] So sehr hat Gott die Welt geliebt (Du bist das Licht der Welt) • [8] Gott macht keine halben Sachen • [9] Hab Dank von Herzen, Herr • [10] Groß ist unser Gott • [11] Jesus, du bist König • [12] Einer, nur er kennt die Antwort • [13] Frieden wird werden2 • [14] Betet ihn an, den Herrn der Ewigkeit • [15] Glauben heißt wissen: es tagt • [16] Liebe den Herrn von ganzer Seele • [17] Der Himmel erfüllt mein Herz1 | | 808 |         | | Time To Sing unter der Leitung von Gerhard Schnitter 1 Andreas Volz 2 Lutz Scheufler | 1998     | |
|        | | |     |         | | |          | |
| 99     | | | 810 |         | Augen auf und durch Hänssler-Kindermusicals – Praxisnah & kinderleicht* • Volume 1 2 Kindermusicals von Elisabeth und Hans-Gerhard Hammer** | Brettheimer Kinderchor unter der Leitung von Elisabeth und Hans-Gerhard Hammer | 1998     | * Bezeichnung bei Erstveröffentlichung: „Hänssler-Kinder-Singspiele – Praxisnah & kinderleicht“; ** Erstveröffentlichung ohne Untertitel                                                                                |
| 99     | Augen auf und durch [1] Ganz ohne Waffen • [2] Szene • [3] Szene • [4] Müde sind wir • [5] Szene • [6] O Herr, erbarme dich 1 • [7] Zwischentext • [8] O Herr, erbarme dich 2 • [9] Szene • [10] Die Wege des Herrn 1 • [11] Szene • [12] Szene • [13] Die Wege des Herrn 2 • [14] Szene • [15] Szene • [16] Szene • [17] Szene / Die Wege des Herrn 3 • [18] Szene • [19] Szene • [20] Szene • [21] Seht nur die Ägypter • [22] Szene • [23] Szene • [24] Szene • [25] Ganz ohne Waffen Der Aussteiger [26] Verloren und wiedergefunden • [27] Szene • [28] Bin abgekommen vom Wege • [29] Szene • [30] Szene • [31] Wer lenkt meine Schritte • [32] Szene • [33] Wie es klingelt • [34] Szene • [35] Wir sind alle so happy 1 • [36] Szene • [37] Wir sind alle so happy 2 • [38] Szene • [39] Freunde in der Not • [40] Szene • [41] Szene • [42] Wir sind ale so happy 3 • [43] Szene • [44] Die Güte des Herrn • [45] Szene • [46] Verloren und wiedergefunden | | 810 |         | | Brettheimer Kinderchor unter der Leitung von Elisabeth und Hans-Gerhard Hammer | 1998     | * Bezeichnung bei Erstveröffentlichung: „Hänssler-Kinder-Singspiele – Praxisnah & kinderleicht“; ** Erstveröffentlichung ohne Untertitel                                                                                |
|        | | |     |         | | |          | |
| 99     | | | 812 |         | Shalu shalom Yerushalaim Die bekanntesten Weihnachtsmelodien | Liberated Wailing Wall | 1997     | |
| 99     | [1] Great And Wonderful • [2] Y’shua’s Name • [3] Tov lachasot bashem • [4] Let Us Exalt His Name Together • [5] Hamashiach Y’shua • [6] Blessed Be The Lord • [7] O That Men Would Praise The Lord • [8] Behold! • [9] Adonai Roi • [10] For Unto Us • [11] Shalu shalom (Yerushalayim) • [12] I Will Praise Thee • [13] Passover Medley • [14] The Lord Shall Preserve • [15] Hineni • [16] Sabbath Rest • [17] Kaddish • [18] King Of Glory | | 812 |         | | Liberated Wailing Wall | 1997     | |
| 99     | | | 813 |         | Freue dich Welt Die bekanntesten Weihnachtsmelodien | ? | 1998     | |
| 99     | [1] Freue dich Welt • [2] Das Licht des Herrn • [3] Noel • [4] Stille Nacht • [5] Engel bringen frohe Kunde • [6] Herbei, o ihr Gläubigen • [7] Immanuel • [8] Uns ist zum Heil ein Kind geboren • [9] Kommet, ihr Hirten • [10] Still, still, still • [11] Bewahr euch Gott vor Sorg und Leid • [12] Rejoice And Be Exceedingly Glad • [13] Bring A Torch, Jeanette, Isabella • [14] We Three Kings Of Orient Are • [15] Infanft Holy, Infant Lowly • [16] Bethlehems Treasure • [17] Glory To Go • [18] Medley | | 813 |         | | ? | 1998     | |
| 99     | | | 814 |         | Let The Praise Begin 2 | Time To Sing unter der Leitung von Gerhard Schnitter Christians At Work Jugendchor Hüttenberg unter der Leitung von Gerhard Schnitter Die Brückenbauer unter der Leitung von Bertold Engel Kennzeichen C ERF-Studiochor unter der Leitung von Gerhard Schnitter | 1998     | Tonträgerveröffentlichung Nr. 2 zum Liederbuch „Singt das Lied der Lieder, Band 4“ |
| 99     | [1] Singet dem Herrn • [2] He’s Been Good To Me • [3] Lobet Gott in seinem Heiligtum • [4] Communicate • [5] Wunderbare Quelle • [6] Unter tausend Stimmen • [7] Nicht auf große Dinge kommt es an • [8] Hab mich selbst wieder gefunden • [9] Durch Gottes Güte • [10] Herr, wohin? • [11] Ich bring dich heim • [12] Nicht uns, Herr • [13] Fixpunkt • [14] Weil Jesus lebt • [15] Zurück | | 814 |         | | Time To Sing unter der Leitung von Gerhard Schnitter Christians At Work Jugendchor Hüttenberg unter der Leitung von Gerhard Schnitter Die Brückenbauer unter der Leitung von Bertold Engel Kennzeichen C ERF-Studiochor unter der Leitung von Gerhard Schnitter | 1998     | Tonträgerveröffentlichung Nr. 2 zum Liederbuch „Singt das Lied der Lieder, Band 4“ |
| 99     | | | 815 |         | Treffpunkt Stall Ein Kindermusical zu Weihnachten | Kinderchor Aidlingen unter der Leitung von Christel Schröder | 1998     | |
| 99     | [1] Eröffnung • [2] Aus der Ferne leuchtet Gottes Herrlichkeit • [3] Gott weiß den Weg • [4] Für Gott ist hier kein Platz • [5] Ehre sei Gott in der Höhe • [6] Weckt die Schafe auf • [7] Die Kerzen leuchten überall • [8] Aus der Krippe leuchtet Gottes Herrlichkeit • [9] Gott richtet seinen Frieden auf • [10] Das muss wohl Weihnachten sein • [11] Weihnachten, du Fest der Freude | | 815 |         | | Kinderchor Aidlingen unter der Leitung von Christel Schröder | 1998     | |
| 99     | | | 816 |         | Auf Adlers Flügeln getragen Heils- und Glaubenslieder | Das Solistenensemble unter der Leitung von Gerhard Schnitter | 1999     | |
| 99     | [1] Auf Adlers Flügeln getragen • [2] Herr, deine Güte reicht so weit • [3] O großer Gott, wie herrlich ist • [4] Die Himmel rühmen • [5] Das Kreuz von Golgatha (Wir sind ein Volk, vom Strom der Zeit) • [6] Ich bin durch die Welt gegangen • [7] Ich bete an die Macht der Liebe • [8] Harre, meine Seele • [9] Aller Augen warten auf dich • [10] Wir haben einen Felsen • [11] Herr, weil mich festhält (Herr, weil mich festhält deine starke Hand) • [12] Wer unter dem Schirm • [13] Auf, denn die Nacht wird kommen • [14] Herr, wir stehen Hand in Hand • [15] Jerusalem (Ich hab im Traum gesehen) | | 816 |         | | Das Solistenensemble unter der Leitung von Gerhard Schnitter | 1999     | |
| 99     | | | 817 |         | Best Of Praise 6 | Various | 1999 (?) | Kompilationsalbum aus Zweitverwertungstiteln vorangegangener labelexterner internationaler Veröffentlichungen |
| 99     | [1] We Want To See Jesus Lifted High • [2] The Happy Song • [3] Teach Me To Dance • [4] Hallelujah To The King • [5] Power Of Your Love • [6] Shout To The Lord • [7] This Is The day • [8] I Love To Be In Your Presence • [9] Bless His Mighty Name • [10] We’ve Come To Bless Your Name • [11] With All Of Our Heart • [12] Wings Like Eagles • [13] Celebrate • [14] Can’t Stop Talking • [15] I Walk By Faith • [16] All The Honour And Praise • [17] Oh Lord We Magnify Your Name | | 817 |         | | Various | 1999 (?) | Kompilationsalbum aus Zweitverwertungstiteln vorangegangener labelexterner internationaler Veröffentlichungen |
|        | | |     |         | | |          | |
| 99     | | | 820 |         | Vielleicht kommst du mit | Manfred Siebald | 2001     | |
| 99     | [1] Einladung 1 • [2] Vielleicht kommst du mit • [3] Kind in Vaters Schuhn • [4] Das gönn ich dir • [5] Hol doch bitte mal die Kamera • [6] Bewahre uns • [7] Der Deich muss weg • [8] Wenn der Mund stumm ist • [9] Du hast die Wunden mir geheilt • [10] Ein neuer Morgen, ein neues Lied • [11] Ich hab gebügelt • [12] Verricht das deine nur getreu • [13] Immer sind die andern schneller • [14] Bis du kommst • [15] Einladung 2 | | 820 |         | | Manfred Siebald | 2001     | |
| 99     | | | 821 |         | Freut euch, der Retter ist da Advents- und Weihnachtslieder | Various | 2001     | |
| 99     | [1] Macht hoch die Tür • [2] Wie soll ich dich empfangen • [3] Tochter Zion • [4] Wir grüßen den, der zu uns kommt • [5] Mache dich auf, werde Licht • [6] Jetzt ist es wieder höchste Zeit • [7] Weihnachtsfreude, riesengroß • [8] Gott, aus lauter Liebe • [9] Der Heiland ist geboren • [10] Freut euch, der Retter ist da • [11] Ihr Kinderlein, kommet • [12] Gott wurde arm für uns • [13] Hört der Engel helle Lieder • [14] Ohne Anfang, ohne Ende • [15] Die Weihnachtsfreude, die pustet keiner aus • [16] Es wird nicht immer dunkel sein • [17] Es ist ein Ros entsprungen • [18] Sieh nicht an, was du selber bist • [19] Freu dich, Erd und Sternenzelt • [20] O du fröhliche • [21] Stille Nacht | | 821 |         | | Various | 2001     | |
|        | | |     |         | | |          | |
| 99     | | | 825 |         | Der Ausreißer / Feuer und Flamme Hänssler-Kindermusicals – Praxisnah & kinderleicht • Volume 2 2 Kindermusicals von Elisabeth und Hans-Gerhard Hammer | Brettheimer Kinderchor unter der Leitung von Elisabeth und Hans-Gerhard Hammer | 1998     | |
| 99     | Der Ausreißer [1] Von allen Seiten 1 • [2] Szene • [3] Ein Tag der folgt dem andern • [4] Szene • [5] Nur schnell fort von diesem Ort • [6] Szene • [7] Szene • [8] Friedlich und ruhig • [9] Szene • [10] Die Wellen rollen an • [11] Szene • [12] Herr, erbarme dich 1 • [13] Jona, o Jona • [14] Szene • [15] Herr, erbarme dich 2 • [16] Szene • [17] Von allen Seiten 2 Feuer und Flamme [18] Gott allein regiert die Welt 1 • [19] Szene • [20] Szene • [21] Gott allein regiert die Welt 2 • [22] Szene • [23] Szene • [24] Ich, ich, ich bin der König • [25] Heil, Nebukadnezar • [26] O König, o König • [27] Man muss Gott mehr gehorchen • [28] Feuerzungen brennen • [29] Du, Herr, bist bei uns 1 • [30] Du, Herr, bist bei uns 2 • [31] Gott allein regiert die Welt 3 • [32] Szene • [33] Gott allein regiert die Welt 4 | | 825 |         | | Brettheimer Kinderchor unter der Leitung von Elisabeth und Hans-Gerhard Hammer | 1998     | |
|        | | |     |         | | |          | |
| 99     | | | 828 |         | Dream World Evergreens Pop, Country/Folk, Swing, Gospel | Pro-Joe* | 1999     | * Eigenschreibweise: „ProJoe“; 4 Tonträger |
| 99     | Let It Be • New York, New York • Country Roads • As Time Goes By • Love Is In The Air • Summertime • Lady In Red • I Just Call To Say I Love You • Green, Green Grass Of Home | | 828 |         | | Pro-Joe* | 1999     | * Eigenschreibweise: „ProJoe“; 4 Tonträger |
| 99     | | | 829 |         | Mar(r)yland … oder bis ans Ende der Welt Musical von Gerhard Schnitter | Carola Laux Cornelius Beck Michael Fajgel Christian Löer Matthias Mäder Sarah Kaiser Time To Sing Gerhard Schnitter (Leitung) | 2000     | |
| 99     | [1] O welch ein Tag • [2] Herrliche Welt • [3] Jeder braucht ein klares Ziel • [4] Herr, ich will auf dich hören • [5] Seht euch an, was ich der Entertainer kann • [6] Es gibt keine falsche Zeit • [7] Das muss eine Hochzeit werden • [8] Ich träumte, ich träumte • [9] Was für ein Tag, wenn die Augen aufgehn • [10] Jetzt beginnt der Totentanz • [11] Aus Liebe bis zum Tod am Kreuz • [12] Dass er lebt, dass er lebt • [13] Was kommt nach der Unterhaltung • [14] Geht bis ans Ende der Welt, ladet ein • [15] Internationales Medley • [16] I Rejoice, I Rejoice, And Open Up My Heart • [17] Bis an das Ende der Welt • [18] Preist den Herrn im Himmel und auf der Erde | | 829 |         | | Carola Laux Cornelius Beck Michael Fajgel Christian Löer Matthias Mäder Sarah Kaiser Time To Sing Gerhard Schnitter (Leitung) | 2000     | |
| 99     | | | 830 |         | Freude steckt an | Various | 1999     | |
| 99     | Wie ein kleiner Floh • Ja, ich weiß: Gott hört Gebet • Steig ein! Komm mit! | | 830 |         | | Various | 1999     | |
| 99     | 96 | D099 | 831 | 00      | Feiert Jesus! – Instrumental | Benjamin Malgo (Panflöte) | 1999     | |
| 99     | 96 | D099 | 831 | 00      | [1] Erzählt von der Größe Gottes • [2] Herr, wir sind zu dir gekommen • [3] We Must Believe • [4] Herr, das Licht deiner Liebe leuchtet auf • [5] Herrsche du, höchster Herr • [6] Wüst ist das Land • [7] Das Höchste meines Lebens • [8] Wie ein Fest nach langer Trauer (So ist Versöhnung) • [9] Du bist mein Zufluchtsort • [10] O Herr, deine Sanftheit • [11] Mach mich still • [12] Denn du bist groß • [13] Du hast Erbarmen • [14] Du ließest die Herrlichkeit zurück | Benjamin Malgo (Panflöte) | 1999     | |
| 99     | 96 | | 832 |         | Feiert Jesus! 5 100% Live* | Albert Frey (Musikalische Leitung) Lukas Di Nunzio (Musikalische Leitung) Thea Eichholz Elke Reichert Pro-Joe** Andreas Volz Sarah Brendel | 1999     | * Unplugged-Album; ** Eigenschreibweise: „ProJoe“; Neuauflage 2011 erschienen unter CD-Nr. 97.205 |
| 99     | 96 | [1] Gott ist Liebe [Unplugged] • [2] Groß ist die Dunkelheit [Unplugged] • [3] Ich singe dir ein Liebeslied [Unplugged] • [4] Keiner ist wie du [Unplugged] • [5] Tief in mir [Unplugged] • [6] Vater, deine Liebe [Unplugged] • [7] Leben aus der Quelle [Unplugged] • [8] Wer bittet, dem wird gegeben [Unplugged] • [9] Jesus Christus ist aller Herr [Unplugged] • [10] Herr, deine Güte reicht so weit [Unplugged] • [11] Ich will dich suchen [Unplugged] • [12] Heilger Geist, komm, wirke unter uns [Unplugged] • [13] Ein Leben für Gott [Unplugged] • [14] Ehre sei dem Lamm [Unplugged] • [15] Erzählt von der Größe Gottes [Unplugged] • [16] Jesus, zu dir kann ich so kommen [Unplugged] | 832 |         | | Albert Frey (Musikalische Leitung) Lukas Di Nunzio (Musikalische Leitung) Thea Eichholz Elke Reichert Pro-Joe** Andreas Volz Sarah Brendel | 1999     | * Unplugged-Album; ** Eigenschreibweise: „ProJoe“; Neuauflage 2011 erschienen unter CD-Nr. 97.205 |
| 99     | | | 833 |         | Der Besuch Ein Musical von Michael Fajgel* | Die Wasserträger | 2000     | * Vollständiger Untertitel: „Ein Musical von Michael Fajgel mit den ‚Wasserträgern‘“ |
| 99     | [1] Du bist der Anfang und das Ende 1 • [2] Ist das ein Trick? • [3] Supergeistlich • [4] Willkommen • [5] Lied an einen Bettler • [6] Wer ist der Mann? • [7] Danke Jesus, dass du mich so liebst • [8] Untertauchen • [9] Doch die Geduld hat sich noch gelohnt • [10] Komm in die Finsternis mit deinem Licht • [11] In der Wüste • [12] Du bist der Anfang und das Ende 2 | | 833 |         | | Die Wasserträger | 2000     | * Vollständiger Untertitel: „Ein Musical von Michael Fajgel mit den ‚Wasserträgern‘“ |
| 99     | | | 834 |         | Du stehst zu mir Neue Geistliche Lieder von Jörg Streng* | Chor der Evangelischen Jugend Bayreuth Gruppe Luther unter der Leitung von Gisela Streng 1 Sarah Kaiser 2 Cornelius Beck | 1999     | * Untertitel bei Erstveröffentlichung: „Neue Lieder“ |
| 99     | [1] Du stehst zu mir • [2] Die auf den Herren harren • [3] Stärke mir den Glauben • [4] Alltagssorgen • [5] Seht auf zu Gott • [6] Salz der Erde • [7] Sollte dem Herrn etwas unmöglich sein? • [8] Jesus lebt! Das Grab ist leer • [9] Was sagst du darauf? • [10] Getrost und unverzagt • [11] Ein Wort der Liebe • [12] Unser Vater (Unser Vater im Himmel)1; 2 • [13] Ich will dich segnen | | 834 |         | | Chor der Evangelischen Jugend Bayreuth Gruppe Luther unter der Leitung von Gisela Streng 1 Sarah Kaiser 2 Cornelius Beck | 1999     | * Untertitel bei Erstveröffentlichung: „Neue Lieder“ |
| 99     | | | 835 |         | Der hyperphantastische, vollautomatische Allesweiß-Schnell-Computer* Oder: Die Geschichte von Zachäus Ein Kindermusical von Alexander Lombardi und Gregor Breier** | Kids In Action | 1999     | * Titel bei Erstveröffentlichung: „Der hyperphantastische-vollautomatische-allesweiß-schnell-Computer … oder die Geschichte von Zachäus“; ** Erstveröffentlichung ohne erweiterten Untertitel                           |
| 99     | [1] Das Buch der Bücher • [2] Der hyperphantastische, vollautomatische Allesweiß-Schnell-Computer • [3] Bazar in Jericho • [4] Geld, Geld, Geld, Geld • [5] Steuern für den Kaiser • [6] Die Sünde • [7] Habt ihr schon gehört? • [8] Gott kennt dich mit Namen • [9] Wir sind toll! • [10] Bringt das Essen schnell zu Tisch • [11] Gott, ich will dein Kind sein • [12] Gott hat mein Leben verändert • [13] Wir loben Gott! | | 835 |         | | Kids In Action | 1999     | * Titel bei Erstveröffentlichung: „Der hyperphantastische-vollautomatische-allesweiß-schnell-Computer … oder die Geschichte von Zachäus“; ** Erstveröffentlichung ohne erweiterten Untertitel                           |
| 99     | | | 836 |         | Weltbewegende Winzigkeiten | Manfred Siebald | 1999     | |
| 99     | [1] Weltbewegende Winzigkeiten • [2] Einfach leben • [3] Wird alles gut? • [4] Es ist Krieg (Es ist Krieg um uns her) • [5] So wahr ich Bodo Buddel heiß • [6] Greif nach dem Wind • [7] Alle Tage, alle Nächte • [8] Hier bei dir • [9] Warum geb ich schon auf? • [10] Kleine Brötchen, kleine Fische • [11] Ich red gern über andre Leute • [12] Gott ist mit uns (noch nicht am Ziel) • [13] Sei so frei • [14] Lebe wie die Lilien | | 836 |         | | Manfred Siebald | 1999     | |
| 99     | | | 837 |         | Ein neuer Klang | Chor und Orchester des Gnadauer Saitenspieldienstes unter der Leitung von Michael Wittig | 1999     | |
| 99     | [1] Andante von Joseph Haydn • [2] Ich will den Namen Gottes loben • [3] Alles, was atmet (Der See, der den Himmel spiegelt) • [4] Ein neuer Klang (Jesus, du bist mein Lied) • [5] Swing • [6] Weil Gott gut zu uns ist (Wenn Gottes Stadt in Trümmern liegt) • [7] Vater, deine Hände • [8] Herr, dein Erbarmen ist groß (Herr, wie so groß ist deine Liebe am Kreuz) • [9] Ich bete an die Macht der Liebe • [10] Gott spannt leise feine Fäden • [11] Wollte ich nicht (Wollte ich nicht für mein Leben gern) • [12] Dass dein Wort in meinem Herzen (Dass dein Wort in meinem Herzen starke Wurzeln schlägt) (Starke Wurzeln, gute Früchte) • [13] In der Welt habt ihr Angst • [14] Courante von Georg Friedrich Händel • [15] Kommt doch zum Fest der Freude (Wer hier auf Gottes Seite steht) • [16] Ich will den Herren loben allezeit • [17] Der Herr segne dich • [18] Hüll mich ganz (Hüll mich ganz in deine Ruhe ein)                                 | | 837 |         | | Chor und Orchester des Gnadauer Saitenspieldienstes unter der Leitung von Michael Wittig | 1999     | |
| 99     | | | 838 |         | Dreams … Of Meditation | Nashville String Machine | 1999     | |
| 99     | | | 838 |         | | Nashville String Machine | 1999     | |
| 99     | | | 839 |         | Dreams … Of Tranquility | Nashville String Machine (?) | 1999     | |
| 99     | Er ist der Erlöser (Relaxing Sound) • Vom Himmel her kam das Kind • Reinige mein Herz (Moments Of Calm) | | 839 |         | | Nashville String Machine (?) | 1999     | |
| 99     | | | 840 |         | Dreams … Of Silence | Nashville String Machine (?) | 1999     | |
| 99     | Give Thanks • In Your Eyes • Wonderful World • Take Me As I Am | | 840 |         | | Nashville String Machine (?) | 1999     | |
| 99     | | | 841 |         | Dreams … Of Relaxation | Benjamin Malgo (Panflöte) | 1999     | |
| 99     | I Remember • Summernight • Who I Am • The Power Of Love • Your Secret | | 841 |         | | Benjamin Malgo (Panflöte) | 1999     | |
|        | | |     |         | | |          | |
| 99     | | D099 | 843 | 00      | Was die Engel uns sagen Lieder zur Weihnacht | Manfred Siebald Christus-Sänger* | 2000     | * Interpretenbezeichnung bei Erstveröffentlichung: „Manfred Siebald und Freunde“ |
| 99     | [1] Es wird nicht immer dunkel sein [Version 2000] • [2] Ohne Anfang, ohne Ende [Version 2000] • [3] Alle schauen auf das große Tor [Version 2000] • [4] Was die Engel uns sagen • [5] Siehst du nicht den Stern dort? (Kleines Lamm, sagt der Nachtwind) [Version 2000] • [6] Wenn wir Gott in der Höhe ehren • [7] Was hat wohl der Esel gedacht? [Version 2000] • [8] Dein Weg war weiter • [9] Du hörst sie singen • [10] Traut sich die Liebe? • [11] An jedem hellen Frühlingstag • [12] Die Weihnachtsfreude (Die Weihnachtsfreude, die pustet keiner aus) | D099 | 843 | 00      | | Manfred Siebald Christus-Sänger* | 2000     | * Interpretenbezeichnung bei Erstveröffentlichung: „Manfred Siebald und Freunde“ |
| 99     | | | 844 |         | Ich will dir danken! Die schönsten Gemeindelieder • Volume 1 | Various | 2000     | Kompilationsdoppelalbum aus Zweitverwertungstiteln vorangegangener Veröffentlichungen |
| 99     | [1] Ich will dir danken • [2] Seid fröhlich in der Hoffnung • [3] Dass du mich einstimmen lässt • [4] Die Gott lieben, werden sein wie die Sonne • [5] Wer Gott folgt, riskiert seine Träume • [6] Mag sein, du kannst es nicht verstehn • [7] Gut, dass wir einander haben • [8] Gott baut sein Haus • [9] Herr, wir sind zu dir gekommen • [10] Jesus, wir sehen auf dich • [11] Dass dein Wort in meinem Herzen • [12] Meine Zeit steht in deinen Händen • [13] Du bist unsre Zuversicht • [14] Lobe den Herrn, meine Seele • [15] Jesus, dir gehört mein Leben • [16] Keiner weiß, wann • [17] Herr, bleib bei mir | | 844 |         | | Various | 2000     | Kompilationsdoppelalbum aus Zweitverwertungstiteln vorangegangener Veröffentlichungen |
| 99     | [1] Dir, Herr, sei das Lob • [2] Hell strahlt die Sonne • [3] Jesus, dein Licht • [4] Herr, du gibst uns Hoffnung • [5] Majestät • [6] Seid nicht bekümmert • [7] Es ist niemand zu groß • [8] Unser Vater in dem Himmel • [9] Geh unter der Gnade • [10] Lass mir das Ziel vor Augen • [11] Mein Jesus, ich lieb dich • [12] Sag Ja zu Gottes Wegen • [13] Herr, halte mich nah bei dir • [14] Friede mit euch • [15] Aber der Herr ist immer noch größer • [16] Wer auf Gott vertraut • [17] Jesus Christus segne dich | | 844 |         | | Various | 2000     | Kompilationsdoppelalbum aus Zweitverwertungstiteln vorangegangener Veröffentlichungen |
|        | | |     |         | | |          | |
| 99     | | | 846 |         | Gott ist da! Pro-Christ* 2000 – Lieder | Pro-Christ-Chor Bremen unter der Leitung von Gerhard Schnitter 1 Sarah Kaiser 2 Andrea Adams-Frey 3 Andreas Volz 4 Cornelius Beck 5 Lutz Scheufler | 1999     | * Eigenschreibweise: „ProChrist“ |
| 99     | [1] Gott ist da! • [2] So sehr hat Gott die Welt geliebt • [3] Jeder Mensch braucht Gott • [4] Weitersagen, weitertragen • [5] Auf dein Wort, Herr5 • [6] Ein Leben für Gott • [7] Ich darf ehrlich sein vor dir1 • [8] Sein Erbarmen ist noch immer nicht zu Ende • [9] Schuldlos schuldig2 • [10] Allein deine Gnade genügt3 • [11] Ich geb mein Leben hin an dich • [12] Glaube, Hoffnung, Liebe4 • [13] Ich weiß, dass er jeden rettet • [14] Du bist da, jeden Tag • [15] Glauben heißt, wissen: es tagt • [16] Jesus, zu dir kann ich so kommen | | 846 |         | | Pro-Christ-Chor Bremen unter der Leitung von Gerhard Schnitter 1 Sarah Kaiser 2 Andrea Adams-Frey 3 Andreas Volz 4 Cornelius Beck 5 Lutz Scheufler | 1999     | * Eigenschreibweise: „ProChrist“ |
| 99     | | | 847 |         | Gefährliche Mission Ein Musical für die ganze Familie von Armin Jans, Benny Nagy und Ingmar Löffler* | Auswahlchor der EC-Kinderfreizeiten unter der Leitung von Armin Jans und Heike Büttel | 1999     | * Untertitel bei Erstveröffentlichung: „Ein Musical für die ganze Familie. Armin Jans, Benny Nagy, Ingmar Löffler.“ |
| 99     | ? | | 847 |         | | Auswahlchor der EC-Kinderfreizeiten unter der Leitung von Armin Jans und Heike Büttel | 1999     | * Untertitel bei Erstveröffentlichung: „Ein Musical für die ganze Familie. Armin Jans, Benny Nagy, Ingmar Löffler.“ |
| 99     | | | 848 |         | Kinder feiern Weihnachten 3 Singspiele für kleine und große Leute von Konrad, Jutta und Tobias Eißler | Brettheimer Kinderchor | 1999     | |
| 99     | [1] Eingangsmusik • [2] Sprecher • [3] Heil dir, Helfer in der Not • [4] Sprecher • [5] Wer kennt uns schon • [6] Sprecher • [7] Das Wunder geschah • [8] Sprecher • [9] Der Heiland ist geboren • [10] Sprecher • [11] Nun kommet alle, kommet her • [12] Sprecher • [13] Dank dir, Helfer in der Not [14] Mache dich auf, werde Licht • [15] Drei Sterndeuter halten Ausschau • [16] Ein Himmelslicht in dunkler Nacht • [17] Herodes auf dem Thron • [18] Schon wieder blasen die Bösen zum Mord • [19] In Bethlehem • [20] Ich bet dich an, du großes Licht • [21] Sterndeuter auf dem Heimweg • [22] Mache dich auf, werde Licht [23] Wir ziehen unsere Straßen • [24] Szene • [25] Jedermann ist eingeladen 1 • [26] Tischmusik • [27] Josef und der Wirt • [28] Stille Nacht, heilige Nacht • [29] Szene • [30] Was ist denn bloß heut Nacht Tolles da los • [31] Szene • [32] Jedermann ist eingeladen 2 • [33] Danket und preist Gott, den Herren          | | 848 |         | | Brettheimer Kinderchor | 1999     | |
| 99     | | | 849 |         | Hoffnung atmen Neue Geistliche Lieder für Chöre* | Time To Sing unter der Leitung von Gerhard Schnitter 1 Daniela Jooß-Kesselmeyer | 1999     | * Untertitel bei Erstveröffentlichung: „Neue Chorlieder“ |
| 99     | [1] Hoffnung atmen • [2] Jesus, du bist das Licht1 • [3] Herr, du bist da • [4] Herr, wenn du uns zu dir einlädst • [5] Sind die Türen auch verschlossen • [6] Vater des Lichts • [7] Wir preisen, Vater, deine Treue • [8] Wirst du nicht wie ein Kind • [9] Sende deinen Geist1 • [10] Jesus, deine Liebe lässt uns leben • [11] Ich zeige dir den Weg • [12] Ich erhebe meine Augen1 • [13] „Komm“, ruft Jesus • [14] Hüll dich ein in seinen Frieden • [15] Von guten Mächten wunderbar geborgen1 • [16] Der Tag hat sich geneigt • [17] Segne und behüte uns | | 849 |         | | Time To Sing unter der Leitung von Gerhard Schnitter 1 Daniela Jooß-Kesselmeyer | 1999     | * Untertitel bei Erstveröffentlichung: „Neue Chorlieder“ |
| 99     | | | 850 |         | The Laughter Of The Children | Pro-Joe* Ratinho Paulo Sergio Giovane Elber | 1998 (?) | * Eigenschreibweise: „ProJoe“; CD-Maxi-Single; Erschienen bei Label Free; Benefizanteil von DM 1,- pro CD für Straßenkinder in Brasilien                                                                                |
| 99     | [1] The Laughter Of The Children • [2] Won’t You Be The One • [3] Summer Song | | 850 |         | | Pro-Joe* Ratinho Paulo Sergio Giovane Elber | 1998 (?) | * Eigenschreibweise: „ProJoe“; CD-Maxi-Single; Erschienen bei Label Free; Benefizanteil von DM 1,- pro CD für Straßenkinder in Brasilien                                                                                |
|        | | |     |         | | |          | |
| 99     | | | 852 |         | Heartbeat | Gospel News | 1998     | |
| 99     | [1] You’ve Got A Friend • [2] Was suchst du hier • [3] We Can Make A Difference • [4] Jesus Is The Answer • [5] Wahnsinn • [6] Lean On Me • [7] History Maker • [8] Bis ans Ende der Welt • [9] Ich hab dich • [10] I Am Who I Am | | 852 |         | | Gospel News | 1998     | |
| 99     | 96 | | 853 |         | Fünf Brote, zwei Fische und viel zu viele Gäste* Ein Kindermusical von Christel Schröder mit dem Kinderchor Aidlingen** | Kinderchor Aidlingen unter der Leitung von Christel Schöder 1 Christoph Zehendner (Jesus) | 1999     | * Titelschreibweise bei Erstveröffentlichung: „5 Brote, 2 Fische und viel zu viele Gäste“;** Untertitel bei Erstveröffentlichung: „Kindermusical“; Neuauflage 2008 erschienen unter CD-Nr. 97.089                       |
| 99     | 96 | [1] Jesus ist mein bester Freund 1 / Szene: Aufbruch ins Abenteuer • [2] Jeden Tag das gleiche Spiel / Szene: Müde Jünger am See • [3] Jesus hat offene Arme / Szene: Endlich auch angekommen • [4] Der Vater hat uns lieb! 1 / Szene: Ein besonderer Nachmittag • [5] Leute, habt ihr Hunger? / Szene: Ein kleines Angebot • [6] Danklied / Szene: Jesus segnet Brote und Fische • [7] Wunder, ein Wunder! / Szene: Ein großes Fest • [8] Der Vater hat uns lieb! 2 / Szene: Begeistert von Jesus • [9] Jesus ist mein bester Freund 2 | 853 |         | | Kinderchor Aidlingen unter der Leitung von Christel Schöder 1 Christoph Zehendner (Jesus) | 1999     | * Titelschreibweise bei Erstveröffentlichung: „5 Brote, 2 Fische und viel zu viele Gäste“;** Untertitel bei Erstveröffentlichung: „Kindermusical“; Neuauflage 2008 erschienen unter CD-Nr. 97.089                       |
| 99     | | | 854 |         | Von Gott geliebt | Various | 1999     | Kompilationsdoppelalbum aus Zweitverwertungstiteln vorangegangener Veröffentlichungen |
| 99     | [1] Singt dem Herrn ein neues Lied • [2] Groß und wunderbar [aus CD-Nr. 99.765] • [3] Von Gott geliebt • [4] Wir sind frei • [5] Die Gott lieben, werden sein wie die Sonne • [6] In dir ist mein Leben • [7] What A Friend We Have In Jesus • [8] V.E.B. (Vergnügt, erlöst, befreit) • [9] Gott ist treu • [10] Wir werden sein wie dir Träumenden • [11] Aufrecht stehn • [12] Wenn Gott schweigt • [13] Ich bin dir nah • [14] Zum Leben befreit • [15] Ich möchte gern dabei sein • [16] Allein deine Gnade genügt • [17] Unser Vater | | 854 |         | | Various | 1999     | Kompilationsdoppelalbum aus Zweitverwertungstiteln vorangegangener Veröffentlichungen |
| 99     | [1] Wir wollen loben [aus CD-Nr. 99.747] • [2] Kopf und Herz • [3] Von deinen Worten können wir leben • [4] Jesus, die Sonne • [5] Lass leuchten / Steh auf [aus LP-Nr. 99.153] • [6] Jesus Be A Fence • [7] Für heute und hier • [8] Wüst ist das Land • [9] Ich will dich suchen • [10] Wer das Wasser in der Wüste kennt • [11] Sprich nur ein Wort • [12] Fang mit mir von vorne an • [13] Geborgen sein • [14] Hättest du so die Welt geliebt [aus CD-Nr. 99.150] • [15] Frieden wird werden [aus CD-Nr. 99.808] • [16] Schalom, Schalom [aus CD-Nr. 99.747] | | 854 |         | | Various | 1999     | Kompilationsdoppelalbum aus Zweitverwertungstiteln vorangegangener Veröffentlichungen |
| 99     | | | 855 |         | Reflections Of Love 2 | Tim Harries Stuart Townend Andy Hamill Nick Fletcher | 1999     | Ebenfalls erschienen als Geschenk-Set unter Katalog-Nr. 854.160 |
| 99     | [1] Heaven Is In My Heart • [2] Lamb Of God • [3] O Sacred Head • [4] Great Is The Lord • [5] Spirit Of The Living God (Medley) • [6] Faithful One • [7] Isn’t He Beautiful • [8] Lord We Come • [9] You Are Here • [9] I Worship You, Almighty God • [10] Jesus, You Are The Radiance • [11] More Love, More Power | | 855 |         | | Tim Harries Stuart Townend Andy Hamill Nick Fletcher | 1999     | Ebenfalls erschienen als Geschenk-Set unter Katalog-Nr. 854.160 |
| 99     | | | 856 |         | Dreams … Of Romantic Moods | Tim Harries Stuart Townend Andy Hamill Nick Fletcher | 1999     | |
| 99     | [1] Heaven Is In My Heart • [2] Dreams Of Romantic Moods • [3] Set Me Free • [4] The Joy Of The Whole World • [5] Tears Of Joy • [6] Your Love Is The Anchor • [7] She Is Beautiful • [8] All In Harmony • [9] Timeless • [10] There Is No One Like You • [11] Waiting • [12] Join Our Hearts Together In Love | | 856 |         | | Tim Harries Stuart Townend Andy Hamill Nick Fletcher | 1999     | |
| 99     | | | 857 |         | Jerusalem-Psalter* Die Psalmen Davids | Tizmôret hab-Bārôq Musica Eterna Il'ja Plotkin (Dirigent) Dāwid Šêmêr (Orgel, Dirigent) Elisabeth Roloff (Orgel) | 2000     | * Titelschreibweise bei Erstveröffentlichung: „Jerusalem Psalter“; 4 CDs in Schuber |
| 99     | Liturgical Guide To Catholic Jerusalem • Liturgical Guide To Protestant Jerusalem • Liturgical Guide To Orthodox Jerusalem • Liturgical Guide To Russian Jerusalem | | 857 |         | | Tizmôret hab-Bārôq Musica Eterna Il'ja Plotkin (Dirigent) Dāwid Šêmêr (Orgel, Dirigent) Elisabeth Roloff (Orgel) | 2000     | * Titelschreibweise bei Erstveröffentlichung: „Jerusalem Psalter“; 4 CDs in Schuber |
| 99     | 96 | | 858 |         | Feiert Jesus! 6 | Albert Frey (Musikalische Leitung) Lukas Di Nunzio (Musikalische Leitung) Andreas Volz; Anja S. Lehmann*; Andrea Adams-Frey; Ann-Kristin Hoffmann; Lukas Di Nunzio; Ingo Beckmann                                                                               | 2000     | * Name bei Erstveröffentlichung: „Anja Lehmann“; Neuauflage 2011 erschienen unter CD-Nr. 97.206 |
| 99     | 96 | [1] Ich lasse mich fallen • [2] Jesus, berühre mich • [3] Anker in der Zeit • [4] Wunder werden wahr • [5] Unser Gott ist ein mächtiger Gott • [6] Komm, jetzt ist die Zeit • [7] Wir beten dich an • [8] Jesus, du allein • [9] Würdig und herrlich ist das Lamm • [10] Ich will von deiner Liebe singen • [11] Ich kann nicht schweigen • [12] Er kam zu uns, er ist Herr • [13] Wir sind das Haus des Herrn • [14] Gott zeigt mir den Weg • [15] Ich will dir gehorchen • [16] Thunder In The Skies | 858 |         | | Albert Frey (Musikalische Leitung) Lukas Di Nunzio (Musikalische Leitung) Andreas Volz; Anja S. Lehmann*; Andrea Adams-Frey; Ann-Kristin Hoffmann; Lukas Di Nunzio; Ingo Beckmann                                                                               | 2000     | * Name bei Erstveröffentlichung: „Anja Lehmann“; Neuauflage 2011 erschienen unter CD-Nr. 97.206 |
| 99     | | | 859 |         | Das ist spitze! Hits für kleine und große Leute | Various | 2000     | Kompilationsalbum aus Zweitverwertungstiteln vorangegangener Veröffentlichungen |
| 99     | [1] Kommt alle herbei, und freut euch alle mit • [2] Hier bei uns, da geht es fröhlich zu • [3] Wir sind Kinder • [4] Wir loben Gott • [5] Der Vater hat uns lieb! • [6] Die Wege des Herrn • [7] Mach dein Leben fest bei Jesus • [8] Die gute Hand unsres Gottes • [9] Ich möchte singen von Jesus • [10] Jesus ist mein bester Freund • [11] Jesus kommt • [12] Jesus sitzt im Boot • [13] Unser Lied • [14] Wunder, ein Wunder! • [15] Spielplatz-Song • [16] Rudi Ringelschwein • [17] Wir sind stolz auf Gott • [18] Ich weiß, dass mein Erlöser lebt • [19] Halt an, steig aus | | 859 |         | | Various | 2000     | Kompilationsalbum aus Zweitverwertungstiteln vorangegangener Veröffentlichungen |
|        | | |     |         | | |          | |
| 99     | | | 861 |         | Himmelslichter* Eine musikalische Reise durch den Philipperbrief | Liisa Wahler Bernd Arhelger | 2000     | * Titeleigenschreibweise: „himmelslichter“; In Koproduktion mit dem CVJM-Westbund erschienen |
| 99     | [1] Himmelslichter-Intro • [2] Dein gutes Werk • [3] Hauptsache • [4] Leben hat einen Namen • [5] Wie Christus zu denken • [6] In Herrlichkeit • [7] Himmelslichter • [8] Boten der Freude • [9] Dich erkennen • [10] Unterwegs • [11] Freut euch • [12] Der tiefe Friede Gottes • [13] Durch ihn | | 861 |         | | Liisa Wahler Bernd Arhelger | 2000     | * Titeleigenschreibweise: „himmelslichter“; In Koproduktion mit dem CVJM-Westbund erschienen |
| 99     | | | 862 |         | Dreams … Of Phantasy | ? | 1999     | |
| 99     | [1] Phantasy • [2] Come To You • [3] My Heart • [4] Wings (Interlude) • [5] The Lover Of My Soul • [6] Sweet Name • [7] Creation • [8] My All In All • [9] Phantasy (Reprise) • [10] Cry • [11] Hope (Interlude) • [12] Grace • [13] My Strength And My Song • [14] ’Tis So Sweet To Trust In You • [15] Forever • [16] No Other Name • [17] Phantasy (Reprise) | | 862 |         | | ? | 1999     | |
| 99     | | | 863 |         | Dreams … Of Inspiration | Benjamin Malgo (Panflöte) (?) | 1999     | |
| 99     | ? | | 863 |         | | Benjamin Malgo (Panflöte) (?) | 1999     | |
| 99     | | | 864 |         | Songs Of Zion | Maurice Sklar (Violine) The National Philharmonic Orchestra Of London unter der Leitung von Larry Dalton | 2000     | |
| 99     | [1] Medley: When The Rabbi Sings / Hava Nagila / Shalom Alechem • [2] Jehovah Jireh • [3] Medley: As David Did / He Is Jehovah / Blow The Trumpet In Zion • [4] Sabbath Prayer • [5] El Shaddai • [6] The Simple Gift • [7] Come Let Us Go Up To Zion • [8] Yerushalem Shel-zhav • [9] The Mighty One Of Israel • [10] Medley: Theme from „Schindler’s List“ / Via Dolorosa • [11] Hatikva | | 864 |         | | Maurice Sklar (Violine) The National Philharmonic Orchestra Of London unter der Leitung von Larry Dalton | 2000     | |
| 99     | | | 865 |         | Dreams … Of Harmony | ? | 2000     | |
| 99     | Dreams Of Harmony • Delighting • My Place • Moments Like These | | 865 |         | | ? | 2000     | |
| 99     | | | 866 |         | Dreams … Of Love | ? | 2000     | |
| 99     | He Loves Me • It Is You • Lovesong • I’m Gonna Love You • The Sound Of Love | | 866 |         | | ? | 2000     | |
| 99     | | | 867 |         | I Won’t Forget! | Paul Singers unter der Leitung von Martin Denzin | 2000     | |
| 99     | [1] Jesus, I Won’t Forget • [2] God Is Able • [3] Joyful, Joyful • [4] I Go To The Rock • [5] My Life Is In Your Hands • [6] Great Is The Lord • [7] Testify • [8] This Is The Gospel Of Jesus Christ • [9] My Desire • [10] Order My Steps | | 867 |         | | Paul Singers unter der Leitung von Martin Denzin | 2000     | |
| 99     | | | 868 |         | Alles jubelt, alles singt | Various | 2000     | Kompilationsalbum aus Zweitverwertungstiteln vorangegangener Veröffentlichungen |
| 99     | [1] Alles jubelt, alles singt • [2] Freude steckt an • [3] Zachäus war ein kleiner Mann • [4] Geh, Abraham geh • [5] Mein Gott ist so groß • [6] Gottes Liebe ist so wunderbar • [7] Kindermutmachlied • [8] Ja, Gott hat alle Kinder lieb • [9] Hier bei uns, da geht es fröhlich zu • [10] Das Fischlein in dem Wasser • [11] Wie die Sonne so hell • [12] Die Vögel sä’n und ernten nicht • [13] Ein kleiner Spatz zur Erde fällt • [14] Wer lässt die Sterne strahlen • [15] Danke Gott, du gabst mir Augen • [16] Wie ein kleiner Floh • [17] Oft will ich fliegen • [18] Sei ein lebendger Fisch • [19] Sonnenschein und Ferienzeiten | | 868 |         | | Various | 2000     | Kompilationsalbum aus Zweitverwertungstiteln vorangegangener Veröffentlichungen |
|        | | |     |         | | |          | |
| 99     | | | 871 |         | Brass Praise 2 | Wort-des-Lebens-Bläserensemble | 2001     | |
| 99     | [1] Groß ist unser Gott • [2] Lord, You Have My Heart • [3] Change My Heart, Oh God • [4] Lord, I Lift Your Name • [5] Du bist meine Zuflucht und Stärke • [6] Shout Your Praise • [7] The Servant King • [8] Medley: There Is None Like You / All I Once Held Dear • [9] I Will Sing Your Praises • [10] How I Love You • [11] I Sing A Simple Song Of Love • [12] Anbetungslieder (Medley) | | 871 |         | | Wort-des-Lebens-Bläserensemble | 2001     | |
|        | | |     |         | | |          | |
| 99     | 96 | | 873 |         | Feiert Jesus! 7 | Albert Frey (Musikalische Leitung) Lukas Di Nunzio (Musikalische Leitung) Andrea Adams-Frey Anja S. Lehmann* Pro-Joe** Andreas Volz Marcus Watta | 2001     | * Name bei Erstveröffentlichung: „Anja Lehmann“; ** Eigenschreibweise: „ProJoe“; Neuauflage 2011 erschienen unter CD-Nr. 97.207                                                                                         |
| 99     | 96 | [1] Schick dein Gebet zum Himmel • [2] Herr, deine Gnade • [3] Lord, I Come To You • [4] Ich hab dich • [5] When I Worship You • [6] Es ist gut, wieder vor dir zu stehen • [7] Wo ich auch stehe • [8] Bis ans Ende der Welt • [9] Heilig • [10] Jesus, Liebe meines Lebens • [11] Herr, öffne du mir die Augen • [12] Vater, führe uns in deine Nähe • [13] The Father’s Song | 873 |         | | Albert Frey (Musikalische Leitung) Lukas Di Nunzio (Musikalische Leitung) Andrea Adams-Frey Anja S. Lehmann* Pro-Joe** Andreas Volz Marcus Watta | 2001     | * Name bei Erstveröffentlichung: „Anja Lehmann“; ** Eigenschreibweise: „ProJoe“; Neuauflage 2011 erschienen unter CD-Nr. 97.207                                                                                         |
| 99     | | | 874 |         | Wir sind eine Supertruppe | Brettheimer Kinderchor unter der Leitung von Elisabeth und Hans-Gerhard Hammer | 2001     | In Koproduktion mit ERF-Verlag, dort unter CD-Nr. 312(0)83187, erschienen |
| 99     | [1] Wir sind zusammen eine Supertruppe • [2] Danke für den neuen Tag • [3] Kommt, hört alle her • [4] Barmherzig und gnädig ist der Herr • [5] Halt • [6] Ich will glauben an dich • [7] Das Volk, das im Finstern wandelt • [8] Sing mit mir • [9] Von allen Seiten umgibst du mich • [10] Er hat seinen Engeln befohlen • [11] Tapp, tapp, zieh’ deine Spur • [12] Halleluja will ich singen • [13] Jesus mag uns Kinder • [14] Dienet einander • [15] Heute will ich singen • [16] Der Abendstern am Himmel | | 874 |         | | Brettheimer Kinderchor unter der Leitung von Elisabeth und Hans-Gerhard Hammer | 2001     | In Koproduktion mit ERF-Verlag, dort unter CD-Nr. 312(0)83187, erschienen |
| 99     | | D099 | 875 | 00      | Meine Lieder – deine Lieder 1 | Various | 2001     | |
| 99     | [1] Danke! Ich freu mich • [2] Hört das Singen, hört das Klingen • [3] Wie kommt das Brot auf unsern Tisch • [4] Wie das Wasser frisch und klar • [5] Sonnenschein und Ferienzeiten • [6] Durch Israel zog kreuz und quer • [7] Jesus, du bist jetzt bei uns • [8] Immer wieder könnt ich singen • [9] Ich hab einen guten Freund • [10] Er war ein Mann nach Gottes Herzen • [11] Hab Dank, lieber Vater • [12] Christus spricht: Hört auf mich • [13] Die Familie Gottes ist so groß • [14] Vergiss es nie • [15] Wo zwei oder drei | D099 | 875 | 00      | | Various | 2001     | |
| 99     | | D099 | 876 | 00      | Meine Lieder – deine Lieder 2 | Various | 2001     | |
| 99     | [1] Komm mit, komm mit • [2] Seht mal meinen Regenschirm • [3] Warum wir hier zusammen sind • [4] Gott hat Kinder lieb • [5] Danke, Jesus, für dein Leben • [6] Wie kann ich als junger Mensch • [7] Ich sehe meinen Körper an • [8] Jesus sprengt Ketten • [9] Gott ist gut • [10] Noah baut ein großes Schiff • [11] Mein Herz ist fröhlich • [12] Gott hat durch Menschenhand • [13] Für mich gingst du nach Golgatha • [14] Fröhlich, fröhlich ist das Volk • [15] Die Bibel spricht von Gott • [16] Am Ende, kein Ausweg • [17] Geh, Abraham, geh • [18] Lieber Gott, nun lass uns ruhig schlafen | D099 | 876 | 00      | | Various | 2001     | |
| 99     | | D099 | 877 | 00      | Meine Lieder – deine Lieder 3 | Various | 2001     | |
| 99     | [1] Lobet Gott, gebt ihm die Ehre • [2] Gott hat unsre Erde schön gemacht • [3] Ich staune • [4] Gott hat mich wunderschön geschaffen • [5] Wenn der Sturm kommt • [6] Ja, Gott hat alle Kinder lieb • [7] Freude über Freude • [8] Die Sonne, die Erde, die Wolken • [9] Hände hab ich, um zu geben • [10] Sing mit mir ein Halleluja • [11] Ich bin glücklich • [12] Das Wort des Herrn ist wahrhaftig • [13] Bist du groß oder bist du klein • [14] Freut euch, der Retter ist da • [16] Gott schuf die Sonne • [17] Der Kluge baut sein Haus • [18] Herr Jesus, wie gut bist du | D099 | 877 | 00      | | Various | 2001     | |
| 99     | | | 878 |         | Holy, Holy, Holy | Various | 2001     | Kompilationsalbum aus Zweitverwertungstiteln labelexterner internationaler Veröffentlichungen |
| 99     | [1] He Is Holy, Holy, Holy • [2] Let Everything That Has Breath • [3] Oh, Our Lord And King • [4] I’m Learning To Love You • [5] The Father’s Song • [6] Once Again • [7] Let My Words Be Few • [8] What I Have Vowed • [9] Is It True Today • [10] There’s A Pageant • [11] Take The World • [12] Hear These Praise From A Grateful Heart • [13] Better Is One Day | | 878 |         | | Various | 2001     | Kompilationsalbum aus Zweitverwertungstiteln labelexterner internationaler Veröffentlichungen |
| 99     | | | 879 |         | Worship Celebration | Various | 2001     | Kompilationsalbum aus Zweitverwertungstiteln labelexterner internationaler Veröffentlichungen |
| 99     | [1] Worship You • [2] We Sing • [3] Open The Eyes Of My Heart • [4] Light The Fire Again • [5] The Golden City • [6] Glory To The Lord • [7] I Will Run To You • [8] The Heart Of Worship • [9] The Mercy Seat • [10] The Potter’s Hand • [11] Above All • [12] My Redeemer Lives • [13] Jesus, Lover Of My Soul • [14] Hear Our Praises | | 879 |         | | Various | 2001     | Kompilationsalbum aus Zweitverwertungstiteln labelexterner internationaler Veröffentlichungen |
| 99     | | | 880 |         | Gospel Collection | Various | 2001     | Kompilationsdoppelalbum aus Zweitverwertungstiteln teilweise labelexterner und internationaler Veröffentlichungen |
| 99     | ? | | 880 |         | | Various | 2001     | Kompilationsdoppelalbum aus Zweitverwertungstiteln teilweise labelexterner und internationaler Veröffentlichungen |
| 99     | | | 881 |         | Ich sag dir Gute Nacht Abendlieder für Kinder | Brettheimer Kinderchor unter der Leitung von Elisabeth und Hans-Gerhard Hammer | 2002     | |
| 99     | [1] Abend wird es wieder • [2] Bald ist es wieder Nacht • [3] Müde bin ich, geh zur Ruh • [4] Der Mond ist aufgegangen • [5] Weißt du, wieviel Sternlein stehen • [6] Guten Abend, gute Nacht • [7] Der Abendstern am Himmel • [8] Kein schöner Land in dieser Zeit • [9] Die Blümelein, sie schlafen • [10] Wer hat die schönsten Schäfchen • [11] Nun wollen wir singen das Abendlied • [12] Schlafe, mein Prinzchen • [13] Nun ruhen alle Wälder • [14] Schlaf, Kindchen, schlaf | | 881 |         | | Brettheimer Kinderchor unter der Leitung von Elisabeth und Hans-Gerhard Hammer | 2002     | |
|        | | |     |         | | |          | |
| 99     | | | 883 |         | Der hyperphantastische, vollautomatische Allesweiß-Schnell-Computer 2* Oder: Die Geschichte von König Josia Ein Kindermusical von Alexander Lombardi und Gregor Breier | Kids In Action Stephanie Heinen | 2001     | * Titel bei Erstveröffentlichung: „Der hyperphantastische-vollautomatische-allesweiß-schnell-Computer … oder die Geschichte von König Josia. Die Zweite.“                                                               |
| 99     | [1] Kids In Action • [2] Der hyperphantastische, vollautomatische Allesweiß-Schnell-Computer • [3] Groß, groß, groß, groß sind unsere Götter • [4] Großer König wir warnen dich • [5] Gott ist uns egal • [6] Hoch lebe unser König • [7] Wir sind die Klügsten hier im Land • [8] Was ist richtig? • [9] Gott ist ein Vater • [10] Bei Hempels unterm Bett • [11] Wir haben dich, Gott, vergessen • [12] Wir wollen wieder dem Herrn gehorchen • [13] Halleluja, wir danken Gott | | 883 |         | | Kids In Action Stephanie Heinen | 2001     | * Titel bei Erstveröffentlichung: „Der hyperphantastische-vollautomatische-allesweiß-schnell-Computer … oder die Geschichte von König Josia. Die Zweite.“                                                               |
| 99     | | | 884 |         | Melodic Moments A musical portrait | Hans-Jürgen Eilert | 2001     | |
| 99     | [1] Introduce • [2] Ein Morgen erwacht … • [3] Exciting Summer • [4] Loving Eyes • [5] Ein Abend bei Freunden • [6] Begegnung im Mai • [7] In Gedanken • [8] Erinnerungen • [9] Die Schwüle des Abends • [10] Zärtliche Stunden • [11] Zwischenspiel • [12] Unterwegs • [13] Hüpfende Schatten • [14] Ardent Moments • [15] Abends am See • [16] Ein Tag geht zu Ende • [17] Finale: Hymne 2000 | | 884 |         | | Hans-Jürgen Eilert | 2001     | |
| 99     | | | 885 |         | Nach vorne sehn | Elisabeth Hammer & Söhne | 2001     | |
| 99     | [1] Keine halben Sachen • [2] Geh den Weg mit mir • [3] Hilflos ging ich durch mein Leben • [4] Mirjam (Im Lande der Knechtschaft) • [5] Sag, wen kannst du fragen • [6] Komm, wirf deine Sorgen auf den Herrn • [7] Immer, wenn es Nacht wird • [8] Weitergehn • [9] Soon And Very Soon • [10] Der Herr ist mein Hirte • [11] Ich weiß mich geborgen • [12] Ich hebe meine Augen auf • [13] Der Schrei nach Frieden • [14] Weißt du denn nicht • [15] Still geht der Tag • [16] Durch alle Zeiten | | 885 |         | | Elisabeth Hammer & Söhne | 2001     | |
| 99     | | | 886 |         | Voll genial! Hits für geniale Kids | Kinderchor Bad Liebenzell | 2002     | |
| 99     | [1] Das ist genial! • [2] Wir sind stolz auf Gott (Gott hat die ganze Welt gemacht) • [3] Jeder Tag ist ein Feiertag • [4] Hey, du Missionar • [5] Ich trau dir alles zu (Du bist jeden Tag bei mir) • [6] Du bist da (Wir danken dir, Gott, du bist groß) • [7] Wir sind eingeladen zum Leben • [8] Weißt du noch (Wie konnte so was nur passieren) • [9] Ich hab’s (Ich hab’s, ich hab Jesus entdeckt) [10] Das ist genial! [Playback] • [11] Wir sind stolz auf Gott (Gott hat die ganze Welt gemacht) [Playback] • [12] Jeder Tag ist ein Feiertag [Playback] • [13] Hey, du Missionar [Playback] • [14] Ich trau dir alles zu (Du bist jeden Tag bei mir) [Playback] • [15] Du bist da (Wir danken dir, Gott, du bist groß) [Playback] • [16] Wir sind eingeladen zum Leben [Playback] • [17] Weißt du noch (Wie konnte so was nur passieren) [Playback] • [18] Ich hab’s (Ich hab’s, ich hab Jesus entdeckt) [Playback]                                       | | 886 |         | | Kinderchor Bad Liebenzell | 2002     | |
| 99     | | | 887 |         | Das gute Land Lieder von Jugend mit einer Mission neu entdeckt | Various | 2002     | Vertriebsartikel für Jugend mit einer Mission, tatsächliche Veröffentlichung fraglich |
| 99     | Wir versammeln uns • Ich trau auf dich • Ehre sei dem Vater • Vater mach uns eins • Ich lobe meinen Gott • Vom Aufgang der Sonne • Jesus will uns baun zu einem Tempel • Die Herrlichkeit des Herrn | | 887 |         | | Various | 2002     | Vertriebsartikel für Jugend mit einer Mission, tatsächliche Veröffentlichung fraglich |
| 99     | | | 888 |         | Pray For The Peace Of Jerusalem | Liberated Wailing Wall | 2002     | |
| 99     | [1] Shalu shalom • [2] O Come • [3] Zion’s Open Gates • [4] Yahweh Yireh • [5] Morning Star • [6] Behold • [7] We’ve Been Approved By God • [8] Abraham • [9] Passover Medley • [10] Let Us Return • [11] Y’shua ha Mashiach • [12] Lift Your Voices • [13] He Is Not Here • [14] Y’shua’s Name • [15] Watchman On Walls • [16] This Is Jerusalem • [17] Pray For The Peace | | 888 |         | | Liberated Wailing Wall | 2002     | |
| 99     | | | 889 |         | Jesus zuerst Hören und beten – Gebetskonzert Christival 2002* | Andrea Adams-Frey Guido Baltes Johannes Falk Albert Frey Stephanie Heinen Daniel Jakobi Lothar Kosse Roland Werner Andreas Volz Marcus Watta Martin Varnholt Hans-Werner Scharnowski                                                                            | 2002     | * Untertitel bei Erstveröffentlichung: „Gebetskonzert – Hören und beten“; Medienkombination aus Tonträger und CD-ROM mit Texten und Vorlagen zum Eigengebrauch der Musikwerke                                           |
| 99     | Deine Liebe trägt mich • Anker in der Zeit • Stille vor dir • etc. | | 889 |         | | Andrea Adams-Frey Guido Baltes Johannes Falk Albert Frey Stephanie Heinen Daniel Jakobi Lothar Kosse Roland Werner Andreas Volz Marcus Watta Martin Varnholt Hans-Werner Scharnowski                                                                            | 2002     | * Untertitel bei Erstveröffentlichung: „Gebetskonzert – Hören und beten“; Medienkombination aus Tonträger und CD-ROM mit Texten und Vorlagen zum Eigengebrauch der Musikwerke                                           |
| 99     | | | 890 |         | Modern Piano Classics Berühmte klassische Melodien | Gregor Breier (Piano) | 2001     | |
| 99     | [1] Türkischer Marsch aus der Klaviersonate Nr. 11 von Wolfgang Amadeus Mozart • [2] 1. Satz aus der Sinfonie g-Moll von Wolfgang Amadeus Mozart • [3] Regentropfen-Prélude von Frédéric Chopin • [4] Badinerie aus der h-Moll Suite (BWV 1067) von Johann Sebastian Bach • [5] Morgenstimmung aus der Peer-Gynt-Suite von Edvard Grieg • [6] Präludium und Fuge Nr. 2 c-Moll aus Wohltemperiertes Klavier (BWV 847) von Johann Sebastian Bach • [7] 2. Satz aus der Sinfonie „Aus der neuen Welt“ von Antonín Dvořák • [8] 1. Satz aus der 5. Sinfonie von Ludwig van Beethoven • [9] 1. Satz aus der Mondscheinsonate von Ludwig van Beethoven • [10] Moment Musical von Franz Schubert • [11] 2. Satz aus dem Klavierkonzert C-Dur von Wolfgang Amadeus Mozart • [12] Das große Halleluja aus „Der Messias“ (HWV 56) von Georg Friedrich Händel | | 890 |         | | Gregor Breier (Piano) | 2001     | |
| 99     | | | 891 |         | Ich will dir danken! Die schönsten Gemeindelieder • Volume 2 | Various | 2002     | Kompilationsdoppelalbum aus Zweitverwertungstiteln vorangegangener Veröffentlichungen |
| 99     | [1] Ich will einziehn / I Will Enter His Gates • [2] Herr, wohin solln wir gehn • [3] Steht auf und lobt unsern Gott • [4] Viele Wege gibt es auf dieser Welt [aus MC-Nr. 96.088] • [5] Du bist mein Zufluchtsort • [6] Ich trau auf dich • [7] Weil Gott die Welt • [8] Wüst ist das Land • [9] Kommt doch her zu mir • [10] Wie ein Fest nach langer Trauer (So ist Versöhnung) • [11] Wo ist solch ein Gott • [12] Vater, ich will dich preisen • [13] Unser Her sagt uns in seinem Wort • [14] Du bist Immanuel • [15] Gott wurde arm für uns | | 891 |         | | Various | 2002     | Kompilationsdoppelalbum aus Zweitverwertungstiteln vorangegangener Veröffentlichungen |
| 99     | [1] Vom Himmel kam er zu uns • [2] Ist dir Gott noch unbekannt • [3] Herr, ich sehe deine Welt • [4] Gib mir Liebe ins Herz • [5] Halleluja! Lobet Gott • [6] Groß und wunderbar • [7] Zünde an dein Feuer • [8] Jesus, ich will gehn • [9] Jesus, du des Lebens Herr • [10] Fröhlich, fröhlich ist das Volk • [11] Gepriesen sei der Herr • [12] Du bist mein Ziel • [13] Stern, auf den ich schaue • [14] Von guten Mächten | | 891 |         | | Various | 2002     | Kompilationsdoppelalbum aus Zweitverwertungstiteln vorangegangener Veröffentlichungen |
|        | | |     |         | | |          | |
| 99     | | D099 | 893 | 00      | Wir wolln uns freuen Advents- und Weihnachtsmusik | Chor, Kinderchor und Orchester des Gnadauer Saitenspieldienstes unter der Leitung von Michael Wittig und Darius Rossol | 2002     | |
| 99     | [1] Fröhlich soll mein Herze springen (Instrumental) • [2] Der Morgenstern ist aufgedrungen • [3] Macht die Tore weit • [4] Tochter Zion, freue dich (Instrumental) • [5] Himmel und Erde fangen an zu singen • [6] Öffnet die Tore • [7] Wieder einmal ist es soweit • [8] Jingle Bells (Instrumental) • [9] Was hat wohl der Esel gedacht • [10] Eine lustige Schlittenfahrt (Instrumental) • [11] Es wird nicht immer dunkel sein • [12] O du mein Trost und süßes Hoffen • [13] Ich steh an deiner Krippe hier (Ich steh an deiner Krippen hier) (Instrumental) • [14] Die Weihnachtsfreude • [15] Wir sind in Gottes Händen | D099 | 893 | 00      | | Chor, Kinderchor und Orchester des Gnadauer Saitenspieldienstes unter der Leitung von Michael Wittig und Darius Rossol | 2002     | |
| 99     | | | 894 |         | Alles jubelt, alles singt 2* | Various | 2002     | * Erstveröffentlichung mit Untertitel: „Die Zweite“; Kompilationsalbum aus Zweitverwertungstiteln vorangegangener Veröffentlichungen                                                                                    |
| 99     | [1] Eins, zwei, der Herr ist treu • [2] Er hält die ganze Welt in seiner Hand • [3] Hallelu, hallelu, halleluja • [4] Gott mag Kinder • [5] Wer ist der König des Dschungels • [6] Komm mit, wir suchen einen Schatz • [7] Wäre ich ein Schmetterling • [8] Sing mit mir ein Halleluja • [9] Volltreffer • [10] Weil ich Jesu Schäflein bin • [11] Bist du groß, oder bist du klein • [12] Vater, ich will dich preisen • [13] Der Kluge baut sein Haus • [14] Seht mal meinen Regenschirm • [15] Weißt du, wie viel Sternlein stehen • [16] Der Mond ist aufgegangen | | 894 |         | | Various | 2002     | * Erstveröffentlichung mit Untertitel: „Die Zweite“; Kompilationsalbum aus Zweitverwertungstiteln vorangegangener Veröffentlichungen                                                                                    |
| 99     | 96 | | 895 |         | Feiert Jesus! 8 | Albert Frey (Musikalische Leitung) Alexander Lucas (Musikalische Leitung) Tina Rink-Pantli; Sebastian Cuthbert; Lena Ahrend; Bernd-Martin Müller | 2002     | Neuauflage 2011 erschienen unter CD-Nr. 97.208 |
| 99     | 96 | [1] Im Herzen ein Lied • [2] Du bleibst an meiner Seite • [3] Frieden dir, Jerusalem • [4] Herr, ich komme zu dir • [5] Herrlicher Gott • [6] Deine Hand hat mich berührt • [7] Jesus, Herr, ich denke an dein Opfer • [8] Herr, nur ein Tag • [9] Lobpreis und Ehre • [10] Jesus, du bist wunderbar • [11] Deine Liebe bleibt • [12] Herr, ich suche deine Ruhe | 895 |         | | Albert Frey (Musikalische Leitung) Alexander Lucas (Musikalische Leitung) Tina Rink-Pantli; Sebastian Cuthbert; Lena Ahrend; Bernd-Martin Müller | 2002     | Neuauflage 2011 erschienen unter CD-Nr. 97.208 |
| 99     | | | 896 |         | Called To Be | Jonny Pechstein (Konzept) Andy Juliff Karin Anders Daniela Plate Oliver Ott Michael Janz Angela Huber Wildi Pechstein Addi M. Stine Kutter Tim Hutfilter Doris Götz Anna & Toni Huber                                                                           | 2001     | In Koproduktion mit Operation Mobilisation erschienen |
| 99     | [1] Intro • [2] Ich kann nicht schweigen • [3] Gott ist gegenwärtig • [4] We Are The Reason • [5] Lord, I Come To You • [6] Awesome In This Place • [7] Großer Gottm wir loben dich • [8] Above All • [9] Du bist treu • [10] Draw Me Close • [11] Salvation Belongs To Our God • [12] My Jesus, My Saviour • [13] Auge im Sturm • [14] Ich bin der ich bin | | 896 |         | | Jonny Pechstein (Konzept) Andy Juliff Karin Anders Daniela Plate Oliver Ott Michael Janz Angela Huber Wildi Pechstein Addi M. Stine Kutter Tim Hutfilter Doris Götz Anna & Toni Huber                                                                           | 2001     | In Koproduktion mit Operation Mobilisation erschienen |
| 99     | | | 897 |         | Available | Tostedt Community Gospel Choir unter der Leitung von Christopher Asafo-Agyei | 2002     | |
| 99     | [1] Intro • [2] Good News • [3] What Do You Call Him • [4] Tithes And Offerings • [5] Dear Jesus, I Love You • [6] Come By Here • [7] Steal Away • [8] Everytime I Feel The Spirit • [9] Potter’s House • [10] Jesus, Lover Of My Soul • [11] It Pays To Serve Jesus • [12] I Was Glad • [13] Testimony Medley • [14] Available | | 897 |         | | Tostedt Community Gospel Choir unter der Leitung von Christopher Asafo-Agyei | 2002     | |
| 99     | | | 898 |         | Tell The World | Livin’ Gospel Choir* 1 Deborah Woodson | 2003     | * Eigenschreibweise: „LivinGospel Choir“ |
| 99     | [1] Glorify • [2] Tell The World • [3] Sing Hallelujah • [4] My Joy • [5] Teach Me Jesus • [6] Eliane’s Song • [7] Thank Him • [8] Intro Deborah Woodson • [9] Salvation Is Free • [10] We Worship You • [11] Follow Jesus • [12] Therefore Choose Life • [13] We Worship You (Reprise) • [14] Sing Hallelujah [King David Dance Mix] | | 898 |         | | Livin’ Gospel Choir* 1 Deborah Woodson | 2003     | * Eigenschreibweise: „LivinGospel Choir“ |
| 99     | | | 899 |         | www.gott-ist-treu.de Music und Message* | Steffen Kern (Konzept) | 2003     | * Eigenschreibweise Untertitel: „Music+Message“ |
| 99     | [1] Jesus First (Yes I Believe) • [2] Opener • [3] Immer nur bei dir • [4] Glauben – was soll das? • [5] Hold On • [6] Ein Gott in drei Personen – wie geht das? • [7] Du in mir • [8] Gott, unser Vater • [9] Im Herzen ein Lied • [10] Jesus Christus – unser Erlöser • [11] Keiner liebt mehr • [12] Heiliger Geist – unser Beistand • [13] A Friend Needs A Friend • [14] Wozu Bibel lesen? • [15] Thy Word • [16] Wer ist deine Nummer 1? – Gottes Gebote • [17] Be With You • [18] Was heißt Beten? • [19] Call For Mercy • [20] Was geht ab im Gottesdienst? • [21] Befiehl du deine Wege • [22] Christus für uns: Das Abendmahl • [23] Zerbrich • [24] Segen: Gott ist treu • [25] Du bleibst an meiner Seite | | 899 |         | | Steffen Kern (Konzept) | 2003     | * Eigenschreibweise Untertitel: „Music+Message“ |

### CD 99.900 ff.
| Präfix | Präfix | Präfix | Nr. | Postfix | Titel                                                                                     | Interpreten | Jahr | Anmerkungen |
| CD     | MC | Load | Nr. | Load    | Titel                                                                                     | Interpreten | Jahr | Anmerkungen |
| ------ | --- | --- | --- | ------- | ----------------------------------------------------------------------------------------- | --- | ---- | --- |
| 99     | | | 900 |         | Unglaublich Die Pro-Christ-CD 2003*                                                       | Various | 2002 | * Zuerst erschienen ohne Jahresangabe; Koproduktion mit Gerth Medien – CD-Nr. 939.231                                                                                             |
|        | | |     |         |                                                                                           | |      | |
| 99     | | | 902 |         | Lieder, die bleiben Im Gedächtnis an Johannes Nitsch*                                     | Various | 2002 | * Zuerst erschienen ohne Untertitel sowie „Johannes Nitsch“ als Künstlerangabe |
| 99     | [1] Das Ja der Liebe • [2] Leben ohne Schatten • [3] Durch die Wüste • [4] Wohin sollt ich gehen • [5] Ich will dir danken • [6] Höre, Herr • [7] Du bist der Weg • [8] Eine Handbreit neben mir • [9] Die sind zu beneiden • [10] Gott nimmt unser Wandern auf sein Herz • [11] Wer Jesus folgt • [12] Gottes Lamm • [13] Beschenkt • [14] Versöhnung • [15] Jesus, zu dir • [16] Last Day In Summer | | 902 |         |                                                                                           | Various | 2002 | * Zuerst erschienen ohne Untertitel sowie „Johannes Nitsch“ als Künstlerangabe |
| 99     | | | 903 |         | Feiert Jesus! 9                                                                           | Albert Frey (Musikalische Leitung) Alexander Lucas (Musikalische Leitung) 1 Andrea Adams-Frey 2 Conny Reusch* 3 Sebastian Cuthbert** 4 Johannes Falk Feiert-Jesus-Chor 2009 unter der Leitung von Alexander Lucas | 2003 | * Bezeichnung bei Erstveröffentlichung: „Cornelia Reusch“; ** Bezeichnung bei Erstveröffentlichung: „Sebastian-D. Cuthbert“; Neuauflage 2011 erschienen unter CD-Nr. 97.209       |
| 99     | [1] Anfang und Ende4 • [2] Groß und herrlich1 • [3] Zeichen deiner Liebe4 • [4] Jesus in meinem Haus2 • [5] Ohne dich1 • [6] Hope Of The Nations3 • [7] Ich knie vor dir1 • [8] Du bist uns bleibst mein Herr und Gott3 • [9] Du bist mein Herr • [10] Wohin2 • [11] Herr, hör mein Gebet1 • [12] You Are God In Heaven3 | | 903 |         |                                                                                           | Albert Frey (Musikalische Leitung) Alexander Lucas (Musikalische Leitung) 1 Andrea Adams-Frey 2 Conny Reusch* 3 Sebastian Cuthbert** 4 Johannes Falk Feiert-Jesus-Chor 2009 unter der Leitung von Alexander Lucas | 2003 | * Bezeichnung bei Erstveröffentlichung: „Cornelia Reusch“; ** Bezeichnung bei Erstveröffentlichung: „Sebastian-D. Cuthbert“; Neuauflage 2011 erschienen unter CD-Nr. 97.209       |
|        | | |     |         |                                                                                           | |      | |
| 99     | | | 905 |         | Feiern und loben 1* Singt ein Lied von Gott                                               | Gerhard Schnitter (Konzept) | 2003 | * Titeleigenschreibweise: „Feiern & Loben 1“ |
| 99     | [1] Feiern und loben • [2] Heilig, heilig, heilig bist du • [3] Du bist erhoben • [4] Holy, Holy, Holy • [5] Groß ist unser Gott • [6] Herr, dein Name sei erhöht • [7] Herr, im Glanz deiner Majestät • [8] Würdig und herrlich ist das Lamm • [9] Allein deine Gnade genügt • [10] Wer ist wie du • [11] Mein Jesus, mein Retter (Ruft zu dem Herrn) • [12] Singt ein Lied von Gott (Gott ist da) • [13] Heilig, heilig, heilig ist der Herr • [14] In dir ist mein Leben • [15] Ich will dich loben (Du stehst zu mir) • [16] You Are My Strength (You Are My All In All) | | 905 |         |                                                                                           | Gerhard Schnitter (Konzept) | 2003 | * Titeleigenschreibweise: „Feiern & Loben 1“ |
| 99     | | | 906 |         | Bleibend ist deine Treu                                                                   | Bruce Hughes (Piano) | 2003 | |
| 99     | [1] El Shaddai • [2] Jeder Mensch braucht Gott • [3] Wir werden ihn sehen • [4] Bleibend ist deine Treu • [5] Heilig, heilig, heilig • [6] O Gottes Gnade wunderbar / Herrliche Gnad unseres lieben Herrn • [7] Der gute Hirte • [8] Gott, heilger Geist, du bist Leben • [9] Jesus, welche Größe in diesem Namen • [10] Sammeln wir uns an dem Strome • [11] Wie sag ich dir Dank • [12] Sag es weiter • [13] Bald kommt der Tag • [14] Ich brauch dich • [15] Wie süß ist’s doch, wenn im Gebet • [16] Schönster Herr Jesu • [17] O wie gut ist’s dir vertrauen, Jesu • [18] In der Tiefe des Herzens / Wenn Friede mit Gott • [19] Bleib bei mir, Herr, der Abend bricht herein | | 906 |         |                                                                                           | Bruce Hughes (Piano) | 2003 | |
| 99     | 97 | | 907 |         | Sommerhits                                                                                | Kinderchor? | 2003 | In Koproduktion mit dem Bibellesebund erschienen. |
| 99     | 97 | [1] Tanzen, schreien, singen • [2] Hallo! • [3] Wenn der Sturm tobt • [4] Danke! Ich freu mich! • [5] Hier, bei uns, da geht es fröhlich zu • [6] Eins, zwei, drei, hier geht es rund • [7] Vom Anfang bis zum Ende • [8] Jesus ajali awa • [9] Die B-I-B-E-L • [10] Ich stehe fest auf dem Fels • [11] Das Wort von Gott läuft um die Welt • [12] Wer einen Mund hat • [13] Nein, nein, nie, nie • [14] Von oben, von unten • [15] Mein Gott ist größer • [16] Lieber Gott, nun lass uns ruhig schlafen | 907 |         |                                                                                           | Kinderchor? | 2003 | In Koproduktion mit dem Bibellesebund erschienen. |
|        | | |     |         |                                                                                           | |      | |
| 99     | | | 914 |         | Klare Worte Neue Lieder zur Bibel von Jörg Streng                                         | Carola Laux Christoph Zehendner ERF-Studiochor | 2003 | In Koproduktion mit ERF-Verlag erschienen. |
| 99     | [1] Ständig auf Trab • [2] Trachtet zuerst nach Gottes Welt • [3] Klare Worte • [4] Der Herr ist treu • [5] Meine Gnade weicht nicht von dir • [6] Lobe den Herrn, meine Seele • [7] Die Freude am Herrn • [8] Auf, mache dich auf! • [9] Bittet, so wird euch gegeben • [10] Ich hoffe auf dich (Wohin soll ich gehen) • [11] Freude im Himmel • [12] Ganz zurück (Ich bin eigene Wege gegangen) • [13] Lasst uns aufsehn auf Jesus (Aus der Enge unsrer kleinen Welt) • [14] Abendgebet (Dunkelheit bedeckt das Land) | | 914 |         |                                                                                           | Carola Laux Christoph Zehendner ERF-Studiochor | 2003 | In Koproduktion mit ERF-Verlag erschienen. |
|        | | |     |         |                                                                                           | |      | |
| 99     | | | 925 |         | Morgenmantelmorgen                                                                        | Manfred Siebald | 2004 | |
| 99     | [1] Schön, dich wieder zu sehn • [2] Morgenmantelmorgen • [3] Mehr als wir suchen • [4] Held des Glaubens • [5] Ihr habt die Uhr • [6] Klingeln Sie mal nebenan • [7] Wir sind die Meckerer • [8] Vater der Barmherzigkeit • [9] Wo seid ihr jetzt? • [10] Lass uns leise jubeln • [11] Wenn diese Freunde nicht wären • [12] Ein dennoch schönes Leben • [13] Alles ruht in dir | | 925 |         |                                                                                           | Manfred Siebald | 2004 | |
| 99     | | | 926 |         | Feiert Jesus! 10                                                                          | Albert Frey (Musikalische Leitung) Alexander Lucas (Musikalische Leitung) 1 Johannes Falk 2 Conny Reusch 3 Marcus Watta 4 Elke Reichert 5 Andrea Adams-Frey                                                       | 2004 | |
| 99     | [1] Du bist groß1 • [2] Lobpreis und Ehre2 • [3] Jesus, Erlöser der Welt3 • [4] Gott ist gegenwärtig4 • [5] Trading My Sorrows1 • [6] Geist des Vaters • [7] All Who Are Thirsty • [8] Stille von dir, mein Vater4 • [9] Wir rufen zum Herrn1 • [10] This Is My Desire2 • [11] Wasser des Lebens3 • [12] Über alle Welt • [13] Komm zu Jesus5 | | 926 |         |                                                                                           | Albert Frey (Musikalische Leitung) Alexander Lucas (Musikalische Leitung) 1 Johannes Falk 2 Conny Reusch 3 Marcus Watta 4 Elke Reichert 5 Andrea Adams-Frey                                                       | 2004 | |
| 99     | | | 927 |         | Am Himmel hell und klar Die schönsten Lieder von Matthias Claudius und seine Zeitgenossen | Das Solistenensemble unter der Leitung von Gerhard Schnitter | 2004 | |
| 99     | [1] Am Anfang war’s auf Erden / Alle gute Gabe • [2] Wir pflügen und wir streuen • [3] Pasteten hin, Pasteten her • [4] Ich danke Gott und freue mich • [5] Wie groß ist des Allmächtgen Güte • [6] Danket dem Herrn! Wir danken dem Herrn • [7] War einst ein Riese Goliath • [8] Der Winter ist ein rechter Mann • [9] Der Säemann säet den Samen • [10] Der Mensch lebt und bestehet • [11] Von dir, o Vater, nimmt mein Herz • [12] Das Grab ist leer • [13] Großer Gott, wir loben dich • [14] Wenn ich, o Schöpfer, deine Macht • [15] Der Mond ist aufgegangen | | 927 |         |                                                                                           | Das Solistenensemble unter der Leitung von Gerhard Schnitter | 2004 | |
| 99     | | | 928 |         | Ja zu Gottes Wegen Glaubenslieder und Choräle                                             | Yukio Imanaka (Bariton) 1 ERF-Studiochor unter der Leitung von Gerhard Schnitter 2 ERF-Studioorchester unter der Leitung von Christoph Adt                                                                        | 2004 | Erweiterte CD-Ausgabe der LP-Nr. 99.156 von 1986, um zwei Musiktitel* aus Album Gott sorgt für dich (1983 ERF-Verlag, MC-Nr. 15.005) ergänzt.                                     |
| 99     | [1] Schönster Herr Jesu • [2] Jesu Name nie verklinget • [3] Jesus nimmt die Sünder an • [4] Lehre mich glauben • [5] Sag ja zu Gottes Wegen • [6] Sei nicht verzagt, was auch geschieht* • [7] Zeuch an die Macht, du Arm des Herrn • [8] Solang mein Jesus lebt • [9] Herr Jesus, o König • [10] Ich steh in meines Herren Hand • [11] Ich weiß, mein Gott, dass all mein Tun • [12] Heute will dich Jesus fragen • [13] Von Gott will ich nicht lassen • [14] Lob, Ehr und Preis, dir Gottes Lamm* • [15] Bei dir, Jesu, will ich bleiben | | 928 |         |                                                                                           | Yukio Imanaka (Bariton) 1 ERF-Studiochor unter der Leitung von Gerhard Schnitter 2 ERF-Studioorchester unter der Leitung von Christoph Adt                                                                        | 2004 | Erweiterte CD-Ausgabe der LP-Nr. 99.156 von 1986, um zwei Musiktitel* aus Album Gott sorgt für dich (1983 ERF-Verlag, MC-Nr. 15.005) ergänzt.                                     |
| 99     | | | 929 |         | Vom Himmel hoch Die schönsten Weihnachtschoräle                                           | Das Solistenensemble unter der Leitung von Gerhard Schnitter | 2004 | |
| 99     | [1] O du fröhliche • [2] Fröhlich soll mein Herze springen • [3] Gelobet seist du, Jesu Christ • [4] Vom Himmel hoch, da komm ich her • [5] Lobt Gott, ihr Christen, alle gleich • [6] Kommt, und lasst uns Christus ehren • [7] Jauchzet, ihr Himmel, frohlocket, ihr Engel • [8] Dies ist der Tag, den Gott gemacht • [9] Es ist ein Ros entsprungen • [10] Dies ist die Nacht, da mir erschienen • [11] Freuet euch, ihr Christen alle • [12] Nun singet und seid froh • [13] Ich steh an deiner Krippen hier • [14] Du Kind, zu dieser heiligen Zeit • [15] Sieh nicht an, was du selber bist • [16] Stille Nacht (Stille Nacht, heilige Nacht)                                | | 929 |         |                                                                                           | Das Solistenensemble unter der Leitung von Gerhard Schnitter | 2004 | |
|        | | |     |         |                                                                                           | |      | |
| 99     | | | 940 |         | Singen Sie-bald mit? Beliebte Lieder von Manfred Siebald für die Gemeinde                 | Various | 2005 | Doppel-Kompilationsalbum aus Zweitverwertungstiteln vorangegangener Veröffentlichungen                                                                                            |
| 99     | [1] Singt das Lied der Lieder • [2] Überall hat Gott seine Leute • [3] Keiner weiß, wann • [4] Wer das Wasser in der Wüste kennt • [5] Was wir so fest in Händen halten • [6] Wir brauchen Mut • [7] Dass Jesus der Herr ist • [8] Komm in unser dürres Leben • [9] Es geht ohne Gott in die Dunkelheit • [10] Der Tag hat sich geneigt • [11] Ein neuer Morgen • [12] Gut, dass wir einander haben • [13] Nimmst du mich noch einmal an? • [14] Du willst uns bewahren • [15] Friede sei mit dir • [16] Wie tief kann ich fallen? • [17] Von deinen Worten können wir leben | | 940 |         |                                                                                           | Various | 2005 | Doppel-Kompilationsalbum aus Zweitverwertungstiteln vorangegangener Veröffentlichungen                                                                                            |
| 99     | [1] Du genügst • [2] Es ist gut, an deinem Tisch • [3] Bewahre uns, Herr • [4] Bis du kommst • [5] Alle Tage, alle Nächte • [6] Gott ist mit uns (noch nicht am Ziel) • [7] Lebe wir die Lilien • [8] Vater der Barmherzigkeit • [9] Mehr als wir suchen • [10] Alles ruht in dir • [11] Ins Wasser fällt ein Stein • [12] Ein jeder trage die Last des andern • [13] Gib mir die richtigen Worte • [14] In deinem Haus bin ich gern, Vater • [15] Herr, gib uns jetzt ein Wort • [16] Jesus, zu dir • [17] Geh unter der Gnade • [18] Höchste Zeit | | 940 |         |                                                                                           | Various | 2005 | Doppel-Kompilationsalbum aus Zweitverwertungstiteln vorangegangener Veröffentlichungen                                                                                            |
|        | | |     |         |                                                                                           | |      | |
| 99     | | | 956 |         | Lobe den Herren Die schönsten Loblieder und -choräle                                      | Das Solistenensemble unter der Leitung von Gerhard Schnitter | 2005 | |
| 99     | [1] Lobe den Herren, den mächtigen König • [2] Lobt Gott, den Herrn, ihr Heiden all • [3] Auf, Seele, Gott zu loben • [4] Dir, dir, o Höchster, will ich singen • [5] Ich will, solang ich lebe, rühmen den Herren mein • [6] Jauchzt, alle Lande, Gott zu Ehren • [7] Wunderbarer König • [8] Die beste Zeit im Jahr ist mein • [9] Nun lasst uns Gott, dem Herren, Dank sagen • [10] O dass ich tausend Zungen hätte • [11] Großer Gott, wir loben dich • [12] Nun danket all und bringet Ehr • [13] Ein feste Burg ist unser Gott • [14] Allein Gott in der Höh sei Ehr • [15] Nun danket alle Gott                                                                             | | 956 |         |                                                                                           | Das Solistenensemble unter der Leitung von Gerhard Schnitter | 2005 | |
| 99     | | | 957 |         | Macht hoch die Tür Lieder zum Advent                                                      | Das Solistenensemble unter der Leitung von Gerhard Schnitter | 2005 | |
| 99     | [1] Macht hoch die Tür • [2] Machet die Tore weit • [3] Es kommt ein Schiff, geladen • [4] Freue dich Welt, dein König naht • [5] Sieh dein König kommt zu dir • [6] Der König kommt! • [7] Tochter Zion, freue dich • [8] Nun komm, der Heiden Heiland • [9] Die Nacht ist vorgedrungen • [10] O Heiland, reiß die Himmel auf • [11] Wie soll ich dich empfangen • [12] Auf, auf, ihr Reichsgenossen • [13] Gabriel Angelus • [14] Wir warten dein, o Gottessohn | | 957 |         |                                                                                           | Das Solistenensemble unter der Leitung von Gerhard Schnitter | 2005 | |
|        | | |     |         |                                                                                           | |      | |
| 99     | | D099 | 965 | 00      | Du umgibst mich                                                                           | Heidi Wächter | 2005 | |
| 99     | [1] Ist dir bewusst, dass du sehr wertvoll bist • [2] Die Augen des Herrn • [3] Bei dir, Herr, hab ich mich geborgen • [4] Höre mein Gebet / Ich ruf zu dir • [5] Du hältst deine Arme • [6] Du umgibst mich • [7] Ströme der Heilung • [8] When Answers Aren’t Enough • [9] Jesus Is The Answer • [10] He Is Able • [11] Von allen Seiten umgibst du mich • [12] Der Herr möge dich segnen | D099 | 965 | 00      |                                                                                           | Heidi Wächter | 2005 | |
| 99     | | D099 | 966 | 00      | Feiert Jesus! – Christmas                                                                 | Winnie Schweitzer (Konzept) Tobi Wörner (Konzept) | 2005 | Neuauflage 2012 erschienen unter erweitertem Titel Feiert Jesus! – Christmas: Licht der Welt unter CD-Nr. 097.257                                                                 |
| 99     | [1] Licht der Welt • [2] Heiland der Welt • [3] In der Nacht von Bethlehem • [4] Blessed Is The King • [5] Turn Into Christmas • [3] Du bist geboren • [7] Don’t You Know That It’s Christmas? • [8] Hosianna • [9] Frieden auf Erden • [10] O komm, o komm, du Morgenstern • [11] Mary, Did You Know | D099 | 966 | 00      |                                                                                           | Winnie Schweitzer (Konzept) Tobi Wörner (Konzept) | 2005 | Neuauflage 2012 erschienen unter erweitertem Titel Feiert Jesus! – Christmas: Licht der Welt unter CD-Nr. 097.257                                                                 |
| 99     | | | 967 | 00      | Das Geheimnis des Feuerofens Nebukadnezar – Ein Musical für Kinder und Erwachsene         | Alexander Lombardi (Buch und Musik) Kids In Action | 2005 | Erschienen in Koproduktion mit Wort des Lebens; Tonträgerveröffentlichung beinhaltet begleitend Datenträger mit Sprechtexten, Regieanweisungen, Liedtexten, Noten sowie Playbacks |
| 99     | [1] Intro • [2] Babylon, du Stadt der Götter • [3] Nebukadnezar, Sohn der Götter • [4] Der Traum • [5] Euer Gott ist der Höchste • [6] Du bist der einzig wahre Gott • [7] Seht auf diese Standbild • [8] Ja, ich glaube, dass ich glaube • [9] Niemand kann uns trennen • [10] Du bist verliebt • [11] Liebe heißt… • [12] Feuer, ab ins Feuer • [13] Habt ihr das gesehn!? • [14] Gott ist groß und einzigartig • [15] Gott verändert unser Leben | | 967 | 00      |                                                                                           | Alexander Lombardi (Buch und Musik) Kids In Action | 2005 | Erschienen in Koproduktion mit Wort des Lebens; Tonträgerveröffentlichung beinhaltet begleitend Datenträger mit Sprechtexten, Regieanweisungen, Liedtexten, Noten sowie Playbacks |
| 99     | | D099 | 968 | 00      | Wunder von Weihnachten Mit Kindern Jesus an Weihnachten feiern                            | Thomas Klein Maren Halbmeyer Florianne Courtine Lizzy Schiller Sammy Lee Raphael Schilling Songül Mayr Simon Leimbeck Mimi Schiller Josefine Courtine Jana-Joy Deschner Jule Pfüller Michaela Ortlieb             | 2005 | |
| 99     | [1] Es ist wieder Weihnachten • [2] Du allein • [3] Immer mehr • [4] Weihnachtszeit • [5] Happy Birthday • [6] Wunder von Weihnachten • [7] In deine Hände • [8] Ich bete dich an • [9] Wunderschön • [10] Jesus, du bist das Licht der Welt • [11] Das Leben ist schön • [12] Du kommst wieder | D099 | 968 | 00      |                                                                                           | Thomas Klein Maren Halbmeyer Florianne Courtine Lizzy Schiller Sammy Lee Raphael Schilling Songül Mayr Simon Leimbeck Mimi Schiller Josefine Courtine Jana-Joy Deschner Jule Pfüller Michaela Ortlieb             | 2005 | |
| 99     | | | 969 |         | Ich lass dich nicht fallen                                                                | Manfred Siebald | 2006 | |
| 99     | [1] Ich lass dich nicht fallen • [2] Nicht erst • [3] Stillvergnügt • [4] Louisa • [5] Wohl dir • [6] Wir schleppen • [7] Du hast es schwer Weil wir nur hören • [8] Nächstes Jahr um diese Zeit • [9] In Gottes Namen • [10] Vergib mir, Gott • [11] Lass dich segnen • [12] Du hältst dein Wort • [13] Am liebsten blieben wir hier | | 969 |         |                                                                                           | Manfred Siebald | 2006 | |
| 99     | | | 973 |         | O Haupt voll Blut und Wunden Lieder zur Passion                                           | Das Solistenensemble unter der Leitung von Gerhard Schnitter | 2006 | |
| 99     | [1] Jesu, deine Passion will ich jetzt bedenken • [2] Wir danken dir, Herr Jesu Christ • [3] Herzliebster Jesu, was hast du verbrochen • [4] Ein Lämmlein geht und trägt die Schuld • [5] O Haupt voll Blut und Wunden • [6] Christe, du Lamm Gottes • [7] Du großer Schmerzensmann • [8] O Traurigkeit, o Herzeleid • [9] Schau ich zu deinem Kreuze hin • [10] Ich steh an deinem Kreuz, Herr Christ • [11] O Welt, sieh hier dein Leben • [12] Nun gehören unsre Herzen • [13] Eines wünsch ich mir vor allem andern | | 973 |         |                                                                                           | Das Solistenensemble unter der Leitung von Gerhard Schnitter | 2006 | |
|        | | |     |         |                                                                                           | |      | |
| 99     | | D099 | 993 | 00      | Wie soll ich dich empfangen?                                                              | Kat* Thomas Wahl (Flügel) | 2006 | * Erstveröffentlichung unter bürgerlichem Namen: „Katrin Haag“ |
| 99     | [1] O du mein Trost und süßes Hoffen • [2] Leise rieselt der Schnee • [3] Wie soll ich dich empfangen • [4] Die Nacht ist vorgedrungen • [5] In meine einsam stille Nacht • [6] O komm, o komm, Immanuel • [7] Kommt / Kommet, ihr Hirten • [8] Lobt Gott, ihr Christen alle gleich • [9] Ich steh an deiner Krippen hier • [10] Ich will dir Blumen holen • [11] Stille Nacht (Stille Nacht, heilige Nacht) • [12] Wie soll ich dich empfangen (Instrumental) | D099 | 993 | 00      |                                                                                           | Kat* Thomas Wahl (Flügel) | 2006 | * Erstveröffentlichung unter bürgerlichem Namen: „Katrin Haag“ |
|        | | |     |         |                                                                                           | |      | |
| 99     | | | 995 |         | Gott wird dich tragen Glaubens- und Trostlieder                                           | Das Solistenensemble unter der Leitung von Gerhard Schnitter | 2006 | |
| 99     | [1] Gott wird dich tragen • [2] Der Herr, mein Hirte, führet mich • [3] O Heiland, fülle meinen Tag • [4] Näher, mein Gott, zu dir • [5] So nimm denn meine Hände • [6] In dir geborgen • [7] Lass du mich stille werden • [8] O du Lamm Gottes, das da getragen • [9] Weiß ich den Weg auch nicht • [10] Wie ein Strom von oben • [11] „Dennoch“ ist ein schönes Wort • [12] Die Güte Gottes preisen • [13] In meines Jesu Hände • [14] Du hast so wunderbare Wege | | 995 |         |                                                                                           | Das Solistenensemble unter der Leitung von Gerhard Schnitter | 2006 | |
| 99     | | | 996 |         | O lasset uns anbeten Beliebte Aufnahmen zum Weihnachtsfest                                | Various | 2006 | Kompilationsalbum aus Zweitverwertungstiteln vorangegangener Veröffentlichungen                                                                                                   |
| 99     | [1] Weihnachtslieder-Medley • [2] Ihr Kinderlein, kommet • [3] Zu Bethlehem geboren • [4] Als die Welt verloren • [5] Es ist ein Ros entsprungen • [6] Noe͏̈l • [7] Herbei, o ihr Gläubigen • [8] Der Heiland ist geboren • [9] Heilige Nacht, in der der Herr geboren • [10] Stille Nacht | | 996 |         |                                                                                           | Various | 2006 | Kompilationsalbum aus Zweitverwertungstiteln vorangegangener Veröffentlichungen                                                                                                   |
|        | | |     |         |                                                                                           | |      | |
| 99     | | | 999 |         | Feiert Jesus! – International                                                             | Various | 2006 | Kompilationsalbum aus labelexternen Zweitverwertungstiteln |
| 99     | [1] Awesome God • [2] Lord, I Lift Your Name On High • [3] Breathe • [4] Majesty (Here I Am) • [5] You Are Holy (Prince Of Peace) • [6] With All I Am • [7] I See The Cross • [8] I Could Sing Of Your Love Forever • [9] Beautiful One • [10] Draw Me Close • [11] Thy Word • [12] Your’re Worthy Of My Praise • [13] (You Are My) All In All • [14] It Is You • [15] Special Bonustrack | | 999 |         |                                                                                           | Various | 2006 | Kompilationsalbum aus labelexternen Zweitverwertungstiteln |

### CD 97.000 ff.
| Präfix | Präfix | Nr. | Postfix | Titel | Interpreten                                                  | Jahr | Anmerkungen |
| CD     | Load | Nr. | Load    | Titel | Interpreten                                                  | Jahr | Anmerkungen |
| ------ | --- | --- | ------- | --- | ------------------------------------------------------------ | ---- | --- |
|        | |     |         | |                                                              |      | |
| 97     | D097 | 014 | 00      | Feiert Jesus! – Instrumental 2 | Benjamin Malgo (Panflöte)                                    | 2007 | |
| 97     | D097 | 014 | 00      | [1] Einer, nur er kennt die Antwort • [2] Lobe den Herrn, meine Seele • [3] Du starbst für uns auf Golgatha • [4] Sing Halleluja unserm Herrn • [5] Lobet den Herren (Lobet den Herren, alle, die ihn ehren) • [6] Reinige mein Herz • [7] In der Welt habt ihr Angst • [8] Komm in unser dürres Leben • [9] Befiehl du deine Wege • [10] Anbetung bringen wir, dir • [11] Welch ein Freund ist unser Jesus • [12] Hab Dank von Herzen, Herr | Benjamin Malgo (Panflöte)                                    | 2007 | |
| 97     | | 015 |         | Christ ist erstanden Lieder zum Osterfest | Das Solistenensemble unter der Leitung von Gerhard Schnitter | 2007 | |
| 97     | [1] Auf, auf, mein Herz mit Freuden • [2] O herrlicher Tag • [3] Gelobt sei Gott im höchsten Thron • [4] Heut triumphieret Gottes Sohn • [5] Erstanden ist der heilig Christ • [6] Jesus Christus, unser Heiland, der den Tod überwand • [7] Christ ist erstanden • [8] Erschienen ist der herrlich Tag • [9] Jesus lebt, mit ihm auch ich • [10] Christ, der Herr, ist auferstanden • [11] Das Grab ist leer • [12] Wir wollen alle fröhlich sein • [13] O Tod, wo ist dein Stachel nun • [14] Jesus Christus herrscht als König                                                                                | 015 |         | | Das Solistenensemble unter der Leitung von Gerhard Schnitter | 2007 | |
|        | |     |         | |                                                              |      | |
| 97     | | 032 |         | Bärenstark und kinderleicht Die großen Kinderklassiker | Hella Heizmann und ihre Rasselbande                          | 1988 | Wiederveröffentlichung 2007 der LP-Nr. 99.171 innerhalb der Reihe Die großen Kinderklassiker                                 |
|        | |     |         | |                                                              |      | |
| 97     | | 037 |         | Rudi Ringelschwein Die großen Kinderklassiker | Jürgen Kleinsorge Lebrecht-Heidenreich-Kinderchor            | 1993 | Wiederveröffentlichung 2007 der CD-Nr. 99.576 innerhalb der Reihe Die großen Kinderklassiker                                 |
| 97     | | 038 |         | In Israel, da war was los! Die großen Kinderklassiker | Hella Heizmann und ihre Rasselbande                          | 1985 | Wiederveröffentlichung 2007 der LP-Nr. 99.152, erstmals als Digitaltonträger, innerhalb der Reihe Die großen Kinderklassiker |
|        | |     |         | |                                                              |      | |
| 97     | | 042 |         | Halleluja mit Händen und Füßen Die großen Kinderklassiker | Hella Heizmann und ihre Rasselbande                          | 1983 | Wiederveröffentlichung 2007 der LP-Nr. 99.112, erstmals als Digitaltonträger, innerhalb der Reihe Die großen Kinderklassiker |
|        | |     |         | |                                                              |      | |
| 97     | | 064 |         | Feiert Jesus! – International 2 | Various                                                      | 2008 | Kompilationsalbum aus Zweitverwertungstiteln vorangegangener labelexterner Veröffentlichungen                                |
| 97     | [1] Everyday • [2] Open The Eyes Of My Heart • [3] You Are My King (Amazing Love) • [4] Refiner’s Fire • [5] Be The Centre • [6] Thank You For Saving Me • [7] I Want To Know You (In the Secret) • [8] My Glorious • [9] Above All • [10] Not Be Shaken • [11] Lord Reign In Me • [12] God Of Wonders • [13] Peacemaker • [14] Special Bonustrack | 064 |         | | Various                                                      | 2008 | Kompilationsalbum aus Zweitverwertungstiteln vorangegangener labelexterner Veröffentlichungen                                |
|        | |     |         | |                                                              |      | |
| 97     | | 077 |         | Aber sicher | Manfred Siebald                                              | 2008 | |
| 97     | [1] Ein guter Abend • [2] Es soll Menschen geben • [3] Wieder mal Gott gespielt • [4] Dann will ich schon zufrieden sein • [5] Nur manchmal im Schlaf • [6] Ich traue dir das zu • [7] Du bist Gottes Geschenk • [8] Aber sicher • [9] In der Wunderwelt des Körpers • [10] Alles, was in mir ist • [11] Mit Furcht und großer Freude • [12] Du kannst singen • [13] Wenn ich angekommen bin | 077 |         | | Manfred Siebald                                              | 2008 | |
|        | |     |         | |                                                              |      | |
| 97     | | 083 |         | Ich will dir danken! Die schönsten Gemeindelieder | Various                                                      | 2008 | Kompilationsdoppelalbum aus Zweitverwertungstiteln vorangegangener Veröffentlichungen                                        |
| 97     | [1] Lass mir das Ziel vor Augen bleiben • [2] Es geht ohne Gott in die Dunkelheit • [3] Mag sein, du kannst es nicht verstehn • [4] Denn er hat seinen Engeln befohlen • [5] Für mich gingst du nach Golgatha • [6] Halleluja! Lobet Gott in seinem Heiligtum • [7] Choral-Medley • [8] Great Is Thy Faithfulness • [9] Jesus, dein Licht • [10] Wir werden sein wie die Träumenden • [11] Wie ein Fest nach langer Trauer (So ist Versöhnung) • [12] Vater, wir suchen die Einheit / Vater, mach uns eins • [13] Lasst uns feiern das Mahl • [14] Gut, dass wir einander haben • [15] Jesus Christus segne dich | 083 |         | | Various                                                      | 2008 | Kompilationsdoppelalbum aus Zweitverwertungstiteln vorangegangener Veröffentlichungen                                        |
| 97     | [1] Lobpreiset unsern Gott • [2] Unser Herr sagt (Der Weinstock) • [3] Bald schon kann es sein • [4] Du gibst das Leben • [5] Gepriesen sei der Herr • [6] Jesus, wir sehen auf dich • [7] Ich will dir danken • [8] Groß ist dein Name • [9] Du bist der Weg • [10] Gott baut sein Haus • [11] Meine Zeit steht in deinen Händen • [12] Gott ist gegenwärtig • [13] Wüst ist das Land • [14] Friede sei mit dir • [15] Geh unter der Gnade | 083 |         | | Various                                                      | 2008 | Kompilationsdoppelalbum aus Zweitverwertungstiteln vorangegangener Veröffentlichungen                                        |

### CD 97.100 ff.
| Präfix | Präfix | Nr. | Postfix | Titel | Interpreten     | Jahr | Anmerkungen |
| CD     | Load   | Nr. | Load    | Titel | Interpreten     | Jahr | Anmerkungen |
| ------ | ------ | --- | ------- | --- | --------------- | ---- | --- |
|        |        |     |         | |                 |      | |
| 97     |        | 116 |         | Spuren des Kreuzschnabels 4 CDs mit den Liedern 1985–1991 | Manfred Siebald | 2009 | Sammelbox mit den Alben CD-Nr. 99.350, CD-Nr. 99.355, CD-Nr. 99.363 und CD-Nr. 99.516                                     |
|        |        |     |         | |                 |      | |
| 97     | D097   | 144 | 00      | Alles ruht in dir Eine Zusammenstellung von Liedern der Jahre 1984–2008* | Manfred Siebald | 2009 | Kompilationsalbum aus Zweitverwertungstiteln vorangegangener Veröffentlichungen; * Untertitel nicht auf Frontcover        |
| 97     | D097   | 144 | 00      | [1] Lehn dich zurück und streck die Seele aus • [2] Ihr habt die Uhr • [3] Jeder braucht Zeit • [4] Gerade dann • [5] Nächstes Jahr um diese Zeit • [6] Ich schütte mein Herz vor dir aus • [7] Wohl dir • [8] Du hast die Wunden mir geheilt • [9] Alles, was in mir ist • [10] Manchmal spreche ich ganz leise • [11] Stillvergnügt • [12] Einfach leben • [13] Der da oben • [14] Alles ruht in dir | Manfred Siebald | 2009 | Kompilationsalbum aus Zweitverwertungstiteln vorangegangener Veröffentlichungen; * Untertitel nicht auf Frontcover        |
|        |        |     |         | |                 |      | |
| 97     | D097   | 152 | 00      | Das Beste kommt noch | Manfred Siebald | 2010 | |
| 97     | D097   | 152 | 00      | [1] Bevor der Tag zu mir kommt • [2] In der Nacht zum Neuen Jahre • [3] Auf dein Wort hin • [4] Dein altes Modell • [5] Land ohne Lächeln • [6] Im Frühjahr • [7] Den meine Seele liebt • [8] Mitten unter uns • [9] Wie der Hammerschlag • [10] Wir brechen zusammen • [11] Du bist der dritte Zwilling • [12] Jetzt sind wir an der Reihe • [13] Zuhaus in meiner Haut • [14] Das Beste kommt noch | Manfred Siebald | 2010 | |
|        |        |     |         | |                 |      | |
| 97     | D097   | 174 | 00      | Manfred Siebald – Live | Manfred Siebald | 2010 | Tonmitschnitt aus zwei Benefizkonzerten der Tour „Lebenslust und Lebenslast“ am 27. und 28. März 2009 im Medienhaus Mainz |
| 97     | D097   | 174 | 00      | [1] Schön, dich wiederzusehn [Live] • [2] Morgenmantelmorgen [Live] • [3] Louisa [Live] • [5] Du hast es schwer [Live] • [6] Der Deich muss weg [Live] • [7] Wohl dir [Live] • [8] Wir schleppen [Live] • [9] Es geht ohne Gott in die Dunkelheit [Live] • [10] Immer sind die andern schneller [Live] • [11] Jesus, zu dir kann ich so kommen, wie ich bin [Live] • [12] Alle Tage, alle Nächte [Live] • [13] Alles, was in mir ist [Live] • [14] Kreuzschnabel [Live] • [15] Am liebsten blieben wir hier [Live] • [16] Gut, dass wir einander haben [Live] • [17] Wir sind die Meckerer [Live] • [18] Vater der Barmherzigkeit [Live] • [19] Du kannst singen [Live] • [20] Geh unter der Gnade | Manfred Siebald | 2010 | Tonmitschnitt aus zwei Benefizkonzerten der Tour „Lebenslust und Lebenslast“ am 27. und 28. März 2009 im Medienhaus Mainz |

### CD 097.200 ff.
| Präfix | Präfix | Nr. | Postfix | Titel | Interpreten                                                  | Jahr | Anmerkungen                                                                                      |
| CD     | Load | Nr. | Load    | Titel | Interpreten                                                  | Jahr | Anmerkungen                                                                                      |
| ------ | --- | --- | ------- | --- | ------------------------------------------------------------ | ---- | ------------------------------------------------------------------------------------------------ |
|        | |     |         | |                                                              |      |                                                                                                  |
| 97     | | 255 |         | Feiert Jesus! Christmas – Gott wohnt bei uns | Winnie Schweitzer (Konzept) Tobi Wörner (Konzept)            | 2012 |                                                                                                  |
| 97     | [1] Joy To The World • [2] Gott wohnt bei uns • [3] Glory In The Highest • [4] Die Nacht ist vorgedrungen • [5] Stern über Bethlehem • [6] Mitten unter uns • [7] Ich steh an deiner Krippe hier • [8] Licht der Welt • [9] Er kommt • [10] Immanuel • [11] Fragile Son • [12] Go, Tell It On The Mountain | 255 |         | | Winnie Schweitzer (Konzept) Tobi Wörner (Konzept)            | 2012 |                                                                                                  |
|        | |     |         | |                                                              |      |                                                                                                  |
| 97     | | 257 |         | Feiert Jesus! Christmas – Licht der Welt | Winnie Schweitzer (Konzept) Tobi Wörner (Konzept)            | 2005 | Neuauflage 2012 unter verändertem Titel der CD-Nr. 99.966                                        |
| 97     | | 272 |         | Unter der Gnade Richard Souther spielt Lieder von Manfred Siebald | Richard Souther (Piano)                                      | 2013 |                                                                                                  |
| 97     | [1] Geh unter der Gnade • [2] Bevor der Tag zu mir kommt • [3] Alles, was in mir ist • [4] Friede sei mit dir • [5] Mitten unter uns • [6] Gib mir die richtigen Worte • [7] Was wir so fest in Händen halten • [8] Lebe wie die Lilien • [9] Nimmst du mich noch einmal an? • [10] Der Tag hat sich geneigt • [11] Alles ruht in dir • [12] Wenn ich angekommen bin                                                       | 272 |         | | Richard Souther (Piano)                                      | 2013 |                                                                                                  |
|        | |     |         | |                                                              |      |                                                                                                  |
| 097    | | 277 |         | Großer Gott, wir loben dich Die schönsten Kirchenlieder | Das Solistenensemble unter der Leitung von Gerhard Schnitter | 2013 | Kompilationsalbum von 2 Tonträgern aus Zweitverwertungstiteln vorangegangener Veröffentlichungen |
| 097    | [1] Du meine Seele, singe • [2] Jesus Christus herrscht als König • [3] Ich singe dir mit Herz und Mund • [4] Großer Gott, wir loben dich • [5] Lobe den Herren, den mächtigen König • [6] Gott ist gegenwärtig • [7] Herz und Herz vereint zusammen • [8] Nun danket alle Gott • [9] O dass ich tausend Zungen hätte • [10] Wunderbarer König • [11] Auf, auf, mein Herz, mit Freuden • [12] Jesus lebt, mit ihm auch ich | 277 |         | | Das Solistenensemble unter der Leitung von Gerhard Schnitter | 2013 | Kompilationsalbum von 2 Tonträgern aus Zweitverwertungstiteln vorangegangener Veröffentlichungen |
| 097    | [1] Die güldne Sonne • [2] Er weckt mich alle Morgen • [3] In dir ist Freude • [4] Lobet den Herren • [5] Geh aus, mein Herz • [6] Schönster Herr Jesu • [7] Stern, auf den ich schaue • [8] Ein feste Burg ist unser Gott • [9] Bei dir, Jesu, will ich bleiben • [10] Befiehl du deine Wege • [11] Herr, bleib bei mir • [12] Abend ward, bald kommt die Nacht                                                           | 277 |         | | Das Solistenensemble unter der Leitung von Gerhard Schnitter | 2013 | Kompilationsalbum von 2 Tonträgern aus Zweitverwertungstiteln vorangegangener Veröffentlichungen |
|        | |     |         | |                                                              |      |                                                                                                  |
| 097    | D097 | 287 | 00      | Höchste Zeit | Manfred Siebald                                              | 2013 |                                                                                                  |
| 097    | D097 | 287 | 00      | [1] Das wär doch nicht nötig gewesen • [2] Das tröstet mich • [3] Umarmt von deinem Lächeln • [4] Und jetzt fangen sie zu singen an • [5] Tomaten • [6] Höchste Zeit • [7] Wer dich verachtet • [8] Heile dieses Land • [9] Und warum solltest du • [10] Nele • [11] Wo warst du, Gott? • [12] Wir sehn nur die Körner • [13] Alles Licht kommt von dir • [14] Deine letzten Schritte | Manfred Siebald                                              | 2013 |                                                                                                  |

### CD 097.300 ff.
| Präfix | Präfix | Nr. | Postfix | Titel | Interpreten | Jahr | Anmerkungen |
| CD     | Load | Nr. | Load    | Titel | Interpreten | Jahr | Anmerkungen |
| ------ | --- | --- | ------- | --- | --- | ---- | --- |
| 097    | D097 | 300 | 00      | Wozu wir sind | Dennis Maaßen | 2014 | |
| 097    | D097 | 300 | 00      | [1] Intro • [2] Sind wozu wir sind • [3] Du bist mein Licht • [4] Danke • [5] Der Sturm • [6] Bleib bei mir • [7] Ist es wahr • [8] Teil deiner Welt • [9] Du inspirierst mich • [10] Berufung • [11] Raus aufs Meer • [12] Für den Himmel | Dennis Maaßen | 2014 | |
|        | |     |         | | |      | |
| 097    | D097 | 313 | 01      | Großer Gott, wir loben dich Mit Chorälen durch das Jahr 2016 | Das Solistenensemble unter der Leitung von Gerhard Schnitter                                                       | 2015 | Vollständige Katalognummer: 097.313.016; Kompilationsalbum aus Zweitverwertungstiteln vorangegangener Veröffentlichungen |
| 097    | D097 | 313 | 01      | [1] Wach auf, mein Herz, und singe • [2] Wie groß ist des Allmächtgen Güte • [3] Auf, auf, mein Herz, mit Freuden • [4] Gott ist gegenwärtig • [5] Wenn ich, o Schöpfer, deine Macht • [6] Die güldne Sonne • [7] Jesus Christus herrscht als König • [8] Herr, dein Wort, die edle Gabe • [9] Nun danket all und bringet Ehr • [10] Danket dem Herrn • [11] Wir warten dein, o Gottessohn • [12] Tochter Zion     | Das Solistenensemble unter der Leitung von Gerhard Schnitter                                                       | 2015 | Vollständige Katalognummer: 097.313.016; Kompilationsalbum aus Zweitverwertungstiteln vorangegangener Veröffentlichungen |
|        | |     |         | | |      | |
| 097    | D097 | 327 | 00      | World Gospel Hymns | Jochen Rieger (Konzept) Studiochor Jochen Rieger(?) Vocals (?) Amy McClintock David Thomas Purephonic Michael Janz | 2015 | |
| 097    | D097 | 327 | 00      | [1] Holy God, We Praise Thy Name • [2] Nobody Knows The Trouble I’ve Seen • [3] A Mighty Fortress Is Our God • [4] I Will Follow Him • [5] Sometimes I Feel Like A Motherless Child • [6] Rock Of Ages • [7] He’s Got The Whole World In His Hands • [8] God Of Wonders • [9] Great Is Thy Faithfulness • [10] Abide With Me • [11] Praise To The Lord, The Almighty Bonustrack: [12] Amazing Grace (Michael Janz) | Jochen Rieger (Konzept) Studiochor Jochen Rieger(?) Vocals (?) Amy McClintock David Thomas Purephonic Michael Janz | 2015 | |
|        | |     |         | | |      | |
| 097    | | 353 |         | Was Gott tut, das ist wohlgetan 15 mutmachende Choräle | Das Solistenensemble unter der Leitung von Gerhard Schnitter                                                       | 2015 | |
| 097    | [1] Wach auf, du Geist der ersten Zeugen • [2] Sonne der Gerechtigkeit • [3] Der Morgenstern ist aufgedrungen • [4] Jesus ist kommen, Grund ewiger Freude • [5] Was Gott tut, das ist wohlgetan • [6] Wer nur den lieben Gott lässt walten • [7] Dass Jesus siegt, bleibt ewig ausgemacht • [8] Die Sach ist dein, Herr Jesu Christ • [9] Ich weiß, woran ich glaube • [10] Bei dir, Jesu, will ich bleiben • [11] Ich steh in meines Herren Hand • [12] Wie schön leuchtet der Morgenstern • [13] O komm, du Geist der Wahrheit • [14] Wachet auf, ruft uns die Stimme • [15] Was mein Gott will, gescheh allzeit (Was mein Gott will, das gscheh allzeit) | 353 |         | | Das Solistenensemble unter der Leitung von Gerhard Schnitter                                                       | 2015 | |
|        | |     |         | | |      | |
| 097    | | 353 |         | Schönster Herr Jesus 50 beliebte Choräle | Various | 2017 | Kompilationsalbum von 3 Tonträgern aus Zweitverwertungstiteln vorangegangener Veröffentlichungen                         |
| 097    | [1] Die güldne Sonne voll Freud und Wonne • [2] Jesus Christus herrscht als König • [3] Du meine Seele, singe • [4] Schönster Herr Jesus • [5] Ich singe dir mit Herz und Mund • [6] Großer Gott, wir loben dich • [7] Lobe den Herren, den mächtigen König der Ehren • [8] Gott ist gegenwärtig • [9] Wach auf, du Geist der ersten Zeugen • [10] O komm, du Geist der Wahrheit • [11] Lobet den Herren, alle, die ihn ehren • [12] O dass ich tausend Zungen hätte • [13] Nun danket alle Gott • [14] Bei dir, Jesu, will ich bleiben • [15] Abend ward, bald kommt die Nacht                                                                             | 353 |         | | Various | 2017 | Kompilationsalbum von 3 Tonträgern aus Zweitverwertungstiteln vorangegangener Veröffentlichungen                         |
| 097    | [1] Wach auf, mein Herz, und singe • [2] Wie schön leuchtet der Morgenstern • [3] Jesus ist kommen, Grund ewiger Freude • [4] Weicht, ihr Berge, fallt, ihr Hügel • [5] Allein Gott in der Höh sei Ehr • [6] Dir, dir, o Höchster, will ich singen • [7] Wie groß ist des Allmächtgen Güte • [8] Was Gott tut, das ist wohlgetan • [9] Wer nur den lieben Gott lässt walten • [10] Ein feste Burg ist unser Gott • [11] Ich bete an die Macht der Liebe • [12] Nun lasst uns gehn und treten • [13] Die Nacht ist vorgedrungen • [14] Befiehl du deine Wege • [15] Ja, ich will euch tragen • [16] Jesu, geh voran • [17] Nun ruhen alle Wälder             | 353 |         | | Various | 2017 | Kompilationsalbum von 3 Tonträgern aus Zweitverwertungstiteln vorangegangener Veröffentlichungen                         |
| 097    | [1] Er weckt mich alle Morgen • [2] Herr, dein Wort, die edle Gabe • [3] Die Sach ist dein • [4] Herzliebster Jesu • [5] O Haupt voll Blut und Wunden • [6] Nun gehören unsre Herzen • [7] Jesus lebt, mit ihm auch ich • [8] Auf, auf, mein Herz, mit Freuden • [9] Wunderbarer König • [10] Wir glauben Gott im höchsten Thron • [11] Wenn ich, o Schöpfer • [12] Geh aus, mein Herz • [13] Sonne der Gerechtigkeit • [14] Der du die Zeit in Händen hast • [15] Wachet auf, ruft uns die Stimme • [16] Wir warten dein, o Gottessohn • [17] Herz und Herz vereint zusammen • [18] Der Mond ist aufgegangen                                               | 353 |         | | Various | 2017 | Kompilationsalbum von 3 Tonträgern aus Zweitverwertungstiteln vorangegangener Veröffentlichungen                         |
|        | |     |         | | |      | |
| 097    | D097 | 392 | 00      | Zur Feier des Tages | Manfred Siebald | 2017 | |
| 097    | D097 | 392 | 00      | [1] Beherzt und beseelt und beflügelt • [2] Du hast mir wohl getan • [3] Was macht eigentlich der…? • [4] Deine Träume müssen warten • [5] Eingesperrt • [6] Ein Sommertag • [7] Zur Feier des Tages • [8] Schade • [9] Gelobt sei Gott für halbe Sachen • [10] Am allermeisten • [11] Wer Pizza isst • [12] Es geht aufwärts • [13] Ich bring euch nach Hause                                                     | Manfred Siebald | 2017 | |

### Importierte Veröffentlichungen verlagsexterner Label
| Nummer | Nummer  | Titel                                         | Interpreten | Jahr     | Anmerkungen                                                 |
| Format | Artikel | Titel                                         | Interpreten | Jahr     | Anmerkungen                                                 |
| LP     | Artikel | Titel                                         | Interpreten | Jahr     | Anmerkungen                                                 |
| ------ | ------- | --------------------------------------------- | --- | -------- | ----------------------------------------------------------- |
| 91.0   | 18      | Halleluja, rühmt das Kreuz                    | Jugend-für-Christus-Chor unter der Leitung von Klaus Heizmann | 197?     | Zuerst erschienen bei Jugend für Christus unter LP-Nr. 1018 |
|        |         |                                               | |          |                                                             |
| 91.0   | 20      | Leben Musical mit 17 Songs von Otis Skillings | Hella Heizmann (Solistin – Sopran) Renate Meyeres (Solistin – Alt; Sprecherin) Jugend-für-Christus-Chor unter der Leitung von Klaus Heizmann Westminster Sinfonieorchester London | 1976 (?) | Zuerst erschienen bei Jugend für Christus unter LP-Nr. 1020 |

| Präfix | Präfix | Präfix | Nr. | Titel                                                                                    | Interpreten | Jahr     | Anmerkungen |
| LP     | MC     | CD     | Nr. | Titel                                                                                    | Interpreten | Jahr     | Anmerkungen |
| ------ | ------ | ------ | --- | ---------------------------------------------------------------------------------------- | --- | -------- | --- |
| 92.1   |        |        | 07  | Unter dem Buyubaum Tierfabeln aus dem afrikanischen Busch von Dschungeldoktor Paul White | Paul White (Buchvorlage) | 1977 (?) | Zuerst erschienen bei Jugend für Christus unter LP-Nr. 1007                                                                               |
|        |        |        |     |                                                                                          | |          | |
| 92.1   |        |        | 11  | Das Jugend-für-Christus-Teen-Team 1971 auf Südafrika-Tournee                             | Jugend-für-Christus-Teen-Team 1971 unter der Leitung von Klaus Heizmann                                                              | 1971     | Zuerst erschienen bei Jugend für Christus unter LP-Nr. 1011                                                                               |
|        |        |        |     |                                                                                          | |          | |
| 92.1   |        |        | 13  | Wenn ich Jesus in Herrlichkeit seh                                                       | Jugend-für-Christus-Chor unter der Leitung von Klaus Heizmann                                                                        | 197?     | Zuerst erschienen bei Jugend für Christus unter LP-Nr. JFC 1013                                                                           |
| 92.1   |        |        | 14  | Festliche Weihnachtsmusik                                                                | Jugend-für-Christus-Chor unter der Leitung von Klaus Heizmann Nürnberger Bäckerposaunen unter der Leitung von Konrad Krietsch        | 197?     | Zuerst erschienen bei Jugend für Christus unter LP-Nr. 1014                                                                               |
| 92.1   |        |        | 15  | Jesus ist immer da!                                                                      | Gitarrenchor Zollern-Alb unter der Leitung von Wilfried Sauter                                                                       | 197?     | Zuerst erschienen bei Verlag der Liebenzeller Mission unter LP-Nr. 4001, Auslieferung durch Jugend für Christus unter LP-Nr. JFC 1015 (?) |
| 92.1   |        |        | 16  | Chor- und Bläsermusik                                                                    | Jugend-für-Christus-Chor unter der Leitung von Klaus Heizmann Bläserchor Hüttental-Geisweid unter der Leitung von Karl-Heinz Schnell | 197?     | Zuerst erschienen bei Jugend für Christus unter LP-Nr. 1016                                                                               |
|        |        |        |     |                                                                                          | |          | |
| 92.1   |        |        | 18  | Der Weg zur Freiheit                                                                     | Christus-Sänger unter der Leitung von Reinhard Henkel                                                                                | 1974 (?) | Zuerst erschienen bei Projektion J unter LP-Nr. PJM 5001                                                                                  |
| 92.1   |        |        | 19  | Weil er Freude bringt                                                                    | Christus-Sänger unter der Leitung von Reinhard Henkel                                                                                | 1974 (?) | Zuerst erschienen bei Projektion J unter LP-Nr. PJM 5003; MC erschienen bei Hänssler Music unter Katalognummer MC 96.199                  |
| 92.1   |        |        | 20  | Gott ist anders                                                                          | Henner Gladen Hans-Jürgen Zimmermann                                                                                                 | 1974 (?) | Zuerst erschienen bei Projektion J unter LP-Nr. PJM 5004                                                                                  |